# 林原めぐみ
林原 めぐみ（はやしばら めぐみ、1967年〈昭和42年〉3月30日 - ）は、日本の女性声優、歌手、ラジオパーソナリティ、作詞家（MEGUMI名義）、エッセイスト。愛称は、めぐさん、閣下、食料大臣など。
東京都北区出身。ウッドパークオフィス所属。デビュー以来長年にわたり、人気声優として多彩な分野で活躍しており、第3次声優ブームの源流かつ最も代表的な人物。特に歌手活動においては、声優がレコード会社と専属契約をする先駆けとなり、本格的かつ継続的な活動を初めて行ったことで“声優アーティスト”の礎を築いた。
代表作は、『新世紀エヴァンゲリオン』（綾波レイ）、『ポケットモンスター』（ムサシ）、『らんま1/2』（早乙女らんま）、『スレイヤーズ』（リナ＝インバース）、『名探偵コナン』（灰原哀 / 宮野志保）、『SHAMAN KING』（恐山アンナ）、『カウボーイビバップ』（フェイ・ヴァレンタイン）など。

## 略歴
（※ #活動上の方針・#エピソード・#出演・#ディスコグラフィ・#著作物については、対応する各節を参照）

### デビュー前
小さいころの夢はテレビアニメ『キャンディ♡キャンディ』を観ては看護婦はいいなと思い、スチュワーデスの作品を観てはスチュワーデスはいいなと、思っていたという。
小学生の時に映画『さらば宇宙戦艦ヤマト 愛の戦士たち』を鑑賞し、キャラクターを演じる「声優」の存在を初めて意識した。以降、声優という職業に関心を持つようになっていった。また、同じくデビュー前である小学生の時には、『銀河鉄道999』関連のイベントに参加して、会場に不在だった池田昌子に代わってメーテル役に挑戦し野沢雅子から称賛されたことがある。後年同じ松本零士作品である『クイーン・エメラルダス』への出演が決まった際には、感動したと語っている。
高校時代に進路を決める際に、過去に父親が病気で倒れたことや手に職をつけたいという考えから、当初は現実的な道として国家資格を取得して看護婦（現：看護師）になることを目指した。しかしながら、願書の提出に行った看護学校の受付の憮然とした態度に怒り、受験のために自ら戒めていたマンガを本屋で立ち読みしていたところ、アーツビジョンの声優無料養成オーディションの広告を発見し怒りに任せて応募。約600人からなるオーディションでは成績もさることながら、たまたま持っていたミカンを審査員に配ったことで「ミカンの子」として強烈なインパクトも残し、アーツビジョン付属日本ナレーション演技研究所の第1期生に特待生の1人として合格（ただし林原本人はミカンの件を覚えていない）。こうしたことから、「声優を目指すのであれば、看護学校を卒業して正看護婦免許を取得しろ」という両親の条件に従い、看護学校と声優養成所を1985年から3年間両立させて通い正看護婦免許を取得した。

### 声優
1986年、看護学校・声優養成所在籍中に『めぞん一刻』第1話の幼稚園児B・近所の女役でアニメデビュー（アフレコ作業およびアニメ登場では近所の女役〈声のみ〉の方が早いが、多くのプロフィールや本人の発言では幼稚園児B役がデビューとされている）。ただし、アニメ以外では『めぞん一刻』よりも前に「徳間書店9月の新刊」に関するCMや「横山やすしが出演する番組」のナレーションを担当していたと発言している。デビュー以降しばらくは、音響監督の斯波重治、声優の先輩である神谷明や千葉繁などの指導を受けながら多くのモブキャラクターに声をあてて実力をつけていく。養成所時代の講師でもあった千葉繁については、自身のエッセイ『林原めぐみのぜんぶキャラから教わった 今を生き抜く力』の中で、「（めぞん一刻のアフレコでは）隣に座らせていただき、アドバイスも受けながら（中略）OKをいただけました」と、千葉への感謝を綴っている。
1988年、『魔神英雄伝ワタル』の忍部ヒミコで自身初のメインキャラクター役を獲得。第1話のアフレコ作業が看護学校の卒業式と重なってしまったために、新人ながらにして抜き録りを行うという出来事もあった。また、この時期は他に3本のレギュラーの仕事（『おそ松くん』『燃える!お兄さん』『いきなりダゴン』）が決まっており、それらをこなした空き時間に看護婦として個人病院でアルバイトをこなす生活を送っていた。その後、監督や先輩の助言もあり、並行させてきた看護婦のアルバイトを辞めて声優業に専念した。
1989年、『らんま1/2』の女らんまを担当したが、オーディションでは天道あかね役で受けていた。上記の忍部ヒミコも含め、1980年代の終わりには既に主役級のキャラクターを数多く演じるようになっており、以降の人気の足掛かりとなった。
1990年、東京都多摩市にサンリオピューロランドが開園。以降、同園その他ほとんどの作品でハローキティの声を4代目声優として担当。そのほか、この年はNHK教育番組『ともだちいっぱい』のソラミ（ - 1995年）や国際花と緑の博覧会の花ずきんちゃんなど、マスコットキャラクターの声を多く担当した。ハローキティの声優であることは自分の口からは発表できないらしく、ラジオなどでは「白い猫さんの付き人をしてきました」と言葉を濁している。キティ役は2023年までの33年にわたり担当し、同年をもって降板となった。降板の際にはブログにて長年担当していたことを公表している。
1995年、『新世紀エヴァンゲリオン』で綾波レイ、『スレイヤーズ』でリナ＝インバースを演じる。特に綾波レイは、それまで活発な役を演じることの多かった林原にとっては異色のキャラクターでもあり、大きな話題となった。
1997年、『ポケットモンスター』でロケット団のムサシのほか、同シリーズで数多くのポケモンの声を担当。ロケット団がバトルに敗北した際の「やな感じ〜!」という台詞をロケット団役の声優3人によるアドリブで行い、決まり文句として採用され、定着させた。
1998年3月、自身の誕生日に合わせて入籍。2日後に行われた自身のラジオ番組「Tokyo Boogie Night」の公開録音の舞台において、結婚行進曲をBGMにして突如ウエディングドレス姿で登場。3歳年下の会社員と結婚したことを発表し、ファンを驚かせた。この公録の様子は、4月5日の放送の冒頭で紹介され、林原から改めて視聴者に向けて報告された。最初にファンに報告する姿勢や、そのためにウエディングドレスを着用するところなど、ファンを大切にする林原の優しさが伝わる放送でもあった。このウエディングドレスは、佐久間レイ、日髙のり子が過去に着用したものを受け継いだものだった。
1999年、『名探偵コナン』で灰原哀を担当。灰原哀役に林原をキャスティングしたのは、原作者である青山剛昌の弟が『新世紀エヴァンゲリオン』のファンだったことから。
1999年6月、自らの裁量で仕事を行うため、それまで所属していたアーツビジョンを退社し、個人事務所であるウッドパークオフィスを設立した。
2002年10月、フジテレビ系列の『世にも奇妙な物語』2002年秋の特別編の一話、「声を聞かせて」では篠原みゆき役で声だけであるが初のドラマ出演となった。
2004年1月、自身のラジオ番組で妊娠を発表。6月に女児を出産。これらは当時Yahoo! JAPANのニューストピックスや各スポーツ新聞などでも報道された。出産に際して6月と7月の2か月間は産休をしており、『ポケットモンスター』のムサシ役は平松晶子、ラジオ番組は保志総一朗や日高のり子が代行した。
声優としてのキャリアは豊富であり、女性ではローティーンからハイティーンの可愛らしく活発な役、まったく対照的に寡黙で神秘的な役、さらにクールな大人の役まで幅広く演じているほか、少年役や動物役なども器用にこなす。作品を深く読み込んで、「キャラクターの設定や人物像を自分に呼び込む」という役作りから、自身を「イタコ声優」と呼んでいる。
将来の夢として、「おばあちゃんになったときに、おばあちゃんの声を演じることかな。それまでは1年に1本でもいいから、とにかく、この仕事に関わっていきたいですね」と、長く声優の仕事を続けていきたいことをインタビューで答えている。
『アニメージュ』で開催されているアニメグランプリ声優部門にて、通算12回に渡りグランプリを受賞している。

### 歌手
声優であると同時に歌手でもある。中でも1991年3月から2019年3月までキングレコード（スターチャイルド→KING AMUSEMENT CREATIVE）所属の歌手であった。所属するレーベルの関係上、本人名義のシングルCDはキングレコードのアニメの主題歌・挿入歌などで発売されることが多く、こうした楽曲は作品の世界観・キャラクター像をファンに対するメッセージと絡み合わせた作風が特徴。一方でビクターエンタテインメント・コロムビアミュージックエンタテインメント・ポニーキャニオンなど他レーベルから発売された楽曲には、本人の名前が名義に表記されたものは無く、キャラクター名義によるキャラクターソングとしての楽曲参加に限られていた。
楽曲提供者は主に辛島美登里（作詞・作曲）、岡崎律子（作詞・作曲）、有森聡美（作詞）、松葉美保（作詞）、木本慶子（作詞）、Mamie D. Lee（英語作詞）、佐藤英敏（作曲）、たかはしごう（作曲・編曲）、長谷川智樹（作曲・編曲）、岩本正樹（作曲・編曲）、Vinkの大平勉や矢吹俊郎（作曲・編曲）、五島翔（編曲）、添田啓二（編曲）など。そのなかでも作曲に関しては2000年までは佐藤英敏、2001年以降はたかはしごうと組んでの活動が特に多い傾向にある。
歌手活動の契機となったのは、OVA『機動戦士ガンダム0080 ポケットの中の戦争』である。主題歌を担当していた椎名恵の代役としてヒロイン役の林原が初めて歌をイベントで歌うことになったため、音域テストを行うためにキングレコードを訪れたところを当時プロデューサーであった大月俊倫（後にキングレコード専務取締役）に歌手としての才能を見出され、林原めぐみ名義の初楽曲「夜明けのShooting Star」製作が決定した。その後、自身初のシングルCDである「約束だよ」（ポリドール・レコード、1989年5月25日）、ミニアルバム『PULSE』（ユーメックス・東芝EMI（現・ユニバーサルミュージックLLC）、1990年2月28日）、キャラクターソング「November Rain」（ポニーキャニオン、1991年1月21日）、その他デュエットCDなど、様々なレコード会社からの発売を挟みつつシングル「虹色のSneaker」（1991年3月5日）でスターチャイルドから事実上の公式デビューを飾り、以降の活躍に繋がっていく。
もともと林原自身が歌手志望ではなかったこと・1980年代後半の声優の歌手活動は極めて稀だったことなどから、歌手活動には非常に消極的であったため、大月プロデューサーの説得を経て本格的に活動を行うようになっている。その後の活躍は目覚しく、現在では当たり前になった声優とレコード会社との専属契約による本格的な歌手活動は林原によって始まったとも言われている。1990年代はJ-POPによるメジャーアーティストのCD売上が隆盛を極めていたが、マイナージャンルでしかなかった声優ソングをランキング上位に次々と送り込み、その成功によって後続の声優が積極的な歌手活動を行う契機となった。そのため、「林原は業界内で『声優業界の美空ひばり』と呼ばれている」と奥井雅美が語ったことがある。
上記の具体的な例としては、オリコン集計においては専業の声優として、また、声優本人名義・ソロ名義としてCDに関する多数の記録を作っている。ランキングにおいては、シングルでは「Give a reason」で声優ソロとして史上初の週間TOP10（第9位）ランクイン以降、「Northern lights」で週間第3位にまでその記録を更新。アルバムでも『SPHERE』で声優ソロとして史上初の週間TOP10（第8位）ランクイン以降、『bertemu』で週間第3位にまでその記録を更新。かつてはシングル・アルバム双方で史上初かつ最高記録を保持していた。売上においては、声優として初動売上週間10万枚を越えたシングルは現在も「don't be discouraged」のみであるほか、アルバム『Irāvatī』の初動売上・累計売上は共に声優のアルバムとして歴代最高記録であり、全CDを通算した売上枚数も未だトップである。また、シングルは「サクラサク」で、アルバムは『CHOICE』で共に声優として史上初となる10度目のオリコン週間TOP10入りを果たしている。
CDのほか、着うたフルでは大手着うたサイトであるレコチョクの「アニメ/ゲーム・フル」部門にて、「集結の園へ」が2009年の年間1位（総合では67位）を、「集結の運命」が2010年の年間2位を記録。特に「集結の園へ」は、2009年5月度に10万ダウンロード（ゴールド認定）、2010年6月度に25万ダウンロード（プラチナ認定）、2015年1月度に50万ダウンロード（ダブル・プラチナ認定）を記録しており、声優本人・ソロとしてはともに史上初であった。また、続く「集結の運命」も2011年1月度に10万ダウンロード（ゴールド認定）を記録している。
本人の意向により2019年3月をもって、キングレコードとの専属契約を終了した。キングレコード側も本人の意向を理解した上での円満な契約終了となった。
2019年7月ソニー・ミュージックから発売された『からくりサーカス』のサントラCDに収録の「しろがねの子守唄」は、キングレコード以外のレコード会社では28年ぶりに歌手名のクレジットが林原めぐみ名義となった。
2021年3月30日、誕生日に全曲音楽配信（サブスク）が解禁された。

### ラジオパーソナリティ
自身の冠番組として、『林原めぐみのHeartful Station』（以下『HS』。キー局：ラジオ関西で1991年10月5日から2015年3月28日まで放送）、および『林原めぐみのTokyo Boogie Night』（以下『TBN』。キー局：TBSラジオで1992年4月11日より放送中）のパーソナリティを長年務めている。
これら番組は、声優がパーソナリティであるアニラジとしては共に『mamiのRADIかるコミュニケーション』や『ノン子とのび太のアニメスクランブル』に次ぐ長寿番組であり、『HS』は2010年11月27日、『TBN』は2011年6月26日で共に放送通算1000回を達成した。アニラジはその性質として短期間で終了するものも少なくないため、声優が週1回放送の冠番組を2番組（加えて林原の場合、同時進行でもある）で放送1000回を超える例はこれまでに無く、林原が初の例である。各番組は100回放送ごとに記念として公開録音が実施され、ハガキによる厳正な抽選の末にファンは参加費無料で招待される。また、各番組はキューシートは存在するものの、台本・編集なしに収録が行われている。
2001年3月、『TBN』は同時間帯聴取率1位継続という長年の功績を表彰され、TBSラジオよりゴールデンマイク賞を受賞。その後も人気番組としての存在感を示しており、TBSラジオでは1990年代にはブームの影響もあって多数のアニラジが放送されていたものの、2011年現在では『TBN』が同局で放送されている唯一のアニラジとなっている。
『HS』『TBN』以外でも過去にいくつかの番組を担当し、レギュラー番組としては2番組を含めて週に最大4番組を担当していた時期があるほか、聴取率調査が近づくとその人気の高さから他局のラジオ番組へ頻繁にゲストとして呼ばれており、本人はかつてこれを「出稼ぎ」と称していた。番組枠としては、過去に『HS』がTBSラジオ『JUNK』の前身『UP'S〜Ultra Performer'S radio〜』でネットされていたり、単発放送ながらニッポン放送の『オールナイトニッポン』の枠でもパーソナリティを4度担当したことがある。1996年1月1日（25:00 - 29:00）には、『オールナイトニッポン ニューイヤースペシャル人気声優総登場スーパーアニメパラダイス』で4時間生放送の特別番組を担当（リンク先を参照）。その後、2000年7月12日・9月27日（共に27:00 - 28:30）の2度、自身の番組『大月PのめぐみとO・SUN・PO』の特別番組としてオールナイトニッポンRに出張した。
番組中では、リスナーの就職・進学・恋愛・学生生活などの相談に対して、真摯な姿勢ではっきりとアドバイスを言うことが多い。また、文字の書き方を通じて相手の喜怒哀楽の表情を読み取ることができるということから、電子メールの文章よりも手書きの文章を好むことを明言しており、「ハガキの温もりを大切にしたい」という考えを持っている。このことから、電子メールが一般的に普及してからも『HS』や『TBN』では長らくハガキでのみ投稿可能であったものの、放送開始から15年ほど経過した2007年5月になって一部の、2012年1月からはほぼ全てのコーナーについて公式サイトからの電子メール投稿受付を開始した。
『TBN』の300回突破記念公開録音の中で、アンコールの際に突然ウエディングドレス姿で現れて誕生日に結婚したことを発表したり、2004年1月10日放送分の『HS』では妊娠を発表するなど、ブログなどの代わりとして自身の生活に関する報告にラジオが使われており、ファンもそれを情報源としている。なお、産休中の『HS』はアシスタントの保志総一朗と臨時アシスタントが担当し、『TBN』は先輩である日髙のり子が務めた。

### 作詞家
出演アニメの主題歌・挿入歌の作詞を多く手がけており、後輩である堀江由衣や保志総一朗のほか、たかはしごうがボーカルを務めるバンドのバナナギャングスに詞を提供したこともある。なお、作詞をする際には「MEGUMI」のペンネームを使用している。
初の作詞は、アルバム『Perfume』（1992年）に収録されている「STRAY CAT」「Growing Up」の2曲であり、以降多数の楽曲の作詞を手がけている。また、作詞と比較すると稀ながら作曲も行うことがあり、アルバム『Irāvatī』（1997年）に収録されている「Thirty」で初めて手がけて以降、以下の7曲を手がけている（「Thirty」「幸せは小さなつみかさね」「ふわり」「旋律」「Forty」「たこやきのうた」「ドーナツのうた」）。
1998年度（平成10年度）文部省検定済小学校4年生用音楽科教科書『音楽のおくりもの4』（教育出版）に楽曲「まつりうた」が初採用されており、2000年度より使用開始された。その後新たに3度の検定・使用期間を通過しており、2013年度現在の教科書でも継続して掲載され続けている（「まつりうた」はテレビアニメ『BLUE SEED』の劇中曲。本来は歌詞のない曲であったが、林原が作詞をして自身のアルバム『bertemu』に収録した。）。

### エッセイスト
アニメ雑誌では『アニメディア』や『アニメV』や『月刊ニュータイプ』でいずれも2年半以上の連載経験があり、特に月刊ニュータイプでは「林原めぐみの愛たくて逢いたくて…」（1999年1月号 - 2004年9月号）・「林原めぐみのぴーひゃら生活」（2005年1月号 - 2008年7月号）と長期に渡って連載を持っていた。アニメ雑誌以外では、「夕刊フジ」関西版で週1回のエッセイを約2年間（1996年11月 - 1998年9月）連載していたほか、「東京新聞」や「TOKYO HEADLINE」などに連載経験がある。これらの多くは抜粋・加筆などの編集がなされて書籍化されており、その他にも複数の書籍が刊行されている。なかでも、自身初の単行本化となった『明日があるさ 〜SWEET TIME EXPRESS〜』（学習研究社）は発売後増刷を重ねていき、20万部を突破するヒットを記録している。
近年では長期間の定期連載は行っていないが、短期間・不定期で新聞や雑誌などにエッセイ・コラムを掲載することがある。
2015年4月4日からは、上述のラジオ番組『林原めぐみのHeartful Station』の放送終了に伴い、同タイトルの公式ブログを開設している。

## 特徴

### 活動上の方針
元来、「裏方として」声をあてることを声優として最も重視している。
「声優は、自身が表舞台に立つ事で、児童の持つキャラクターへのイメージを損なってはいけない」という考えや、「カメラの前でキャラクターを演じさせられる（＝見世物的になる）だけ」の番組には否定的な考えを持っており、テレビなどの映像メディアへの派手な露出は好んでいない。ただし、そうした番組以外では、「声優という魅力的な仕事を知らない人に紹介したり、良さをわかってもらう」という主旨・目的であれば喜んで出演すると述べている。一例としては、『徹子の部屋』を「面白おかしく受けを取るのではなく、編集されずに『そのまま』でいられ、『まじめ』にトークが出来る数少ない番組」として挙げており、熱烈に希望し続けた結果、2年越しで出演を果たしている。
このようにしてテレビ番組への出演は少ない一方で、上記の主旨に沿う「声優としての自身が伝えたいこと」を話しやすいラジオや雑誌への露出は多く、過去にはアニメ・声優業界には縁の無い法律専門誌やビジネス情報誌などからのインタビューも受け、誌面に載ったことがある。
歌手面でも同様の考えであり、活躍・記録の大きさに反して歌番組への露出は好んでおらず、極端に少ない。林原自身が元々歌手志望でなかったことや、1980年代後半の声優の歌手活動は極めて稀であったことなどから、特に当初は歌手活動には非常に消極的だった。コンサート活動は1990年代当時個人を抜きでアフレコ収録する技術が無く、コンサート開催すると時間的にアフレコの時間が取れなくなることから断っていた、音楽イベントに出演する場合でも、活動初期（1992年に1度、九州工業大学学園祭イベントに出演）だったり、奥井雅美などの身近な友人のイベント、自社レーベルの合同イベントなど最低限の形に留まる。基本的に抽選の末に無料で招待されるラジオの公開録音内で行われる短時間のライブコーナーが、ほぼ唯一の歌披露の場となっていた。こうした方針から転換する形で、2017年6月11日に自身初のライブを開催している。
また、「お金でファンを区別して一部を優先することはしない」という本人の意向により、公式のファンクラブを現在に至るまで一切立ち上げていないことでも有名である。

### 評価など
特に、声優がレコード会社との専属契約を行って本格的な歌手活動をする契機となった人物であり、1990年代を中心とした第三次声優ブームとされる時期の立役者の筆頭とされることも多く、アニメ雑誌『アニメージュ』アニメグランプリでは声優部門1位を通算12回（1989 - 1993年度、1995 - 2001年度）獲得。また、結婚や出産によって家庭のために徐々に活動を抑えるようになっても人気を堅持し、新人・若手声優が上位に占める中でも、同投票ではTOP10に18年連続（1989 - 2006年度）、TOP20に21年連続（1989 - 2009年度）と長期にわたってランクインし続けた（#受賞歴なども参照）。
ファンのみならずスタッフや同業者からの評価も非常に高く、特に斯波重治（音響監督）、三間雅文（音響監督）、首藤剛志（脚本家）、あかほりさとる（脚本家）、庵野秀明（映画監督）、高田裕三（漫画家）、大月俊倫（プロデューサー）など、著名な人物が関わる作品に活動早期から重用されている。
- 斯波重治：林原の声優活動における最初期の重要人物であり、デビュー作となった『めぞん一刻』では端役に度々林原を起用した。第1話のアフレコ終了後には、「（この世界で）やっていけるんじゃないかと思うよ」と声をかけており、林原が声優業界に残る大きなきっかけの1つとなっている[51]（その他、『らんま1/2』『あひるのクワック』など）。
- 首藤剛志：『アイドル天使ようこそようこ』『魔法のプリンセス ミンキーモモ 夢を抱きしめて』『ポケットモンスター』、ドラマCD『LIPs the Agent』などで関わりがある。『ポケットモンスター』では自身のブログ内で「ムサシの声が、林原めぐみさんで決まるなら、後の役の声優は、誰でもいいよ……と、思わず口走ってしまったぐらいです。」と述べており[52]、主要キャスト決定オーディションで意見が通ったのは林原だけであったという[53]。このほか、コラム内では『ようこそようこ』のメインキャストには田中英行音響監督の推薦があったことや[54]、『ミンキーモモ』では「林原めぐみさんが、『海モモ』として望みうるベストの声だ」と堀越徹プロデューサーが言ってくれたということなども語られている[55]。
- 庵野秀明：特に『新世紀エヴァンゲリオン』関連で関わりが深い。林原が主役を演じたOVA『1月にはChristmas』を過去に観ていた庵野は「綾波レイ役にはこの人が良い」と考えていたため、オーディションで林原は葛城ミサト役や惣流・アスカ・ラングレー役も受けていたものの、綾波レイ役に配役をしている[56]。その後も自身の作品『ラブ&ポップ』『式日』『巨神兵 東京に現わる』で起用。このほかにも、『CR新世紀エヴァンゲリオン 〜最後のシ者〜』楽曲製作に際して庵野の推薦があったことや、『ヱヴァンゲリヲン新劇場版:破』挿入歌製作でもテスト名目で庵野が林原に依頼し、その時のデモ曲が劇中に採用されたことなどが明かされている（ヱヴァンゲリヲン新劇場版:破 オリジナルサウンドトラックを参照）。妻・安野モヨコが庵野との結婚生活を描いたエッセイ漫画『監督不行届』アニメ版でも庵野の一声でロンパース（安野）役に起用されている[57]。
- 高田裕三：『3×3 EYES』『万能文化猫娘』『BLUE SEED』の3作品でいずれもヒロインを林原が担当。OVA化前にドラマCDとして『3×3 EYES』が製作される際に大月と高田がキャスト選考をしており、『機動戦士ガンダム0080 ポケットの中の戦争』のメインキャラを演じた林原と辻谷耕史のコンビを起用することで意見が一致したという[58]。

そのほか、『カウボーイビバップ』で監督を務めた渡辺信一郎は同作品での演技に対して、「僕はむしろ言い方を最初から指定するのは好きじゃなくて。台本を読んでもらって、それをどう解釈してもらうのかっていうのがおもしろみのひとつなんですね。特に林原さんには驚かされることが多い。」と述べている。この点に関して林原とは活動初期から親交の深い山寺宏一は、「あの人ねぇ、わざとそういうことができるんですよ。『普通の人ならこう言うだろうな』っていうのをあえて言わないんですよ。」「オレは『こう言ってほしいんだろうな』っていうところから入るんですね。けど、林原はそれをワザとかわす。いっしょにやってて、『やるな〜』って思いますね。」と返した。
2011年8月27日にテレビ朝日系列で放送された『お願い!ランキングGOLD』内の企画「人気声優100人が本気で選んだ!本当にスゴイ声優ランキング」では紹介されたTOP25のうち、第8位にランクインした。当企画では林原も選者の1人として投票を行っている。
2021年、第8回Yahoo!検索大賞声優部門で10位、2023年、第10回Yahoo!検索大賞声優部門で2位を獲得。

## 人物
明るく前向きな性格である。「小学生時代にいじめを受けたことでこんなに強くなった」とも語っており、その経験から子供たちへアドバイスを語ることもある。また、物事をはっきり言う性格であり、そのためデビューしてしばらくはマナーを守らないファンに対しては明確な批判・非難をすることもあった。特に『らんま1/2』のイベントでは、『うる星やつら』からのファンによるらんまへの非難やイベント進行を妨げる言動を注意したため、「このままではこの子は嫌われてしまう」と感じた日髙のり子が必死にフォローした。
趣味はスヌーピーグッズや金券などの収集、アロマテラピー。好きな食べ物は肉・いちご・盛岡冷麺・焼肉・寿司。神戸市に愛着を持っており、自分の第2の故郷とも語っている。好きなキャラクターに前述のスヌーピーとハローキティと快獣ブースカを挙げており、ブースカ! ブースカ!!の主題歌を歌うのもその縁である。スヌーピーに関しては、特にその兄である「スパイク」を「ヒゲ」という呼称で気に入っており、旅行などで遠出をする際にぬいぐるみを持って行くことが多い。また、エッセイ執筆や作詞の際に過去使用していたワープロには「ウッドストック」と名づけて愛用していたほか、スヌーピーの文庫本の1冊にはあとがき部分に寄稿をしたこともある。
家族は夫と長女。夫を「相方」、長女を「ジュニア」と称している。中学時代はバドミントン部、高校時代は放送部・英語部・生物部・演劇の自主サークルなど複数の部に掛け持ちで所属。正看護婦免許（現：看護師免許）と普通自動車運転免許（現：中型自動車運転免許8t限定）を所持している。

### 交友・対人関係
同業の平松晶子とは親友。日髙のり子を姉的存在として慕っている。愛河里花子・岩田光央夫妻が長野県で行っている田植えには毎年のように手伝いに行くほか、帰省にもしばしば同行するなど家族ぐるみで付き合いが深い。
「頭が上がらない声優仲間」としては、ラジオのトークで天野由梨・佐々木望・川村万梨阿・松井菜桜子・渡辺久美子・岡本麻弥の名前を挙げていた。この内、天野由梨はアーツビジョンの養成所での同期（1期）である。また、自分のペースに巻き込めない声優に草尾毅がいる。『ポケットモンスター』で共演しているコジロウ役の三木眞一郎とは古馴染みである。また元事務所の同僚で、『エヴァンゲリオン』で長年共演し、偶然近い時期に女子を出産することになった三石琴乃とも旧知の間柄である。
檜山修之、森川智之の2人は過去に頻繁に林原のラジオに出演しており、『HS』などのコーナージングルに使用するショートコントで協力している一方、林原は2人が行っているイベント「おまえらのためだろ!」に1999年に行われた第10弾から現在まで毎回声のみの演出協力をしている。
同業以外では小説家の池上永一などと交流があるほか、お笑いタレントの藤井隆とはラジオ番組で競演して以来の関係で恩人として慕われている。また、加藤夏希・栗山千明・紺野あさ美（元テレビ東京アナウンサー）・声優の能登有沙・中西優香（SKE48）などの歌手やモデル、畑健二郎などの漫画家が林原のファンであることを度々公言している。

### エピソード
- 映画『マルドゥック・スクランブル』ではキャスト選考に際し、林原は自身の都合としてオファーを2度断っている。ゴンゾによるOVA製作時は育児のため負担をかけられないという理由だった（1度目）。このとき、「今一度出演検討を」という再オファーがなされた後、仕事を引き受けている[74]が、このOVA製作は頓挫したために当時の公開は実現しなかった。製作中止をFAX1枚で知った林原は、早川書房へ原作者の冲方丁宛てに、その心の内を記した手紙を林原本人とわかる業界用のサンプルCDを添えて送っている。また、劇場版製作によるキャスト選考時には「5年前に私だったから、スターチャイルドであるから、といって今私である必要はない。遠慮や気遣いは作品の方向性を見誤らせる」という理由だった（2度目）。しかし、この際にも前回と同様に再オファーがあり、最終的に仕事を引き受けることとなった[74]。アフレコ作業に際して、主人公ルーン・バロットは火傷により声帯（肉声）を失っているという設定であったためにスタッフは試行錯誤を繰り返し、林原は通常のマイクとは別に首と喉に骨伝導用マイクも装着。合計3つのマイクを用いるという一風変わったアフレコを行うこととなった[75][76]。
- 声優としての仕事の一環として海外にも何度か足を運んでおり、1993年（6月25日 - 27日）と1995年（7月7日 - 9日）にはアメリカのカリフォルニア州で行われたアニメアメリカというイベントにゲスト参加した。2000年4月にはスターチャイルド現地法人レーベルの立ち上げのためのプロモーションとして台湾を訪問し、各メディアのインタビューを受けた。訪問時の空港では現地のファンが集まっており、林原の楽曲である「君に逢えてよかった」の合唱で迎えられている[77]。
- 心無い人によって偽物のサインが出回り、それをオークションなどで手にしてしまうファンを想って、番組や雑誌の抽選であってもサイン色紙のプレゼントには必ずファンの名前を記入することで本物と偽物の区別が可能になるようにしている。ただし、例外として阪神・淡路大震災（1995年1月17日発生）や東北地方太平洋沖地震（2011年3月11日発生）の義捐金用サイン色紙にはファンの名前は記入していない。前者のサイン色紙はシリアルナンバーとアルバムのジャケットが印刷された特殊なもので3500枚つくられた。また後者は、あらいずみるいによる書き下ろしリナ＝インバース色紙・貞本義行による書き下ろし綾波レイ色紙・アルバム『VINTAGE White』仕様オリジナルデザイン色紙それぞれに林原めぐみの直筆サインを加えた色紙の3種であり、1,200枚ずつ計3,600枚つくられた（全ての色紙が、1枚につき1,000円以上の募金）。
- 2011年10月21日、動画サイトニコニコ動画に、漫画『シャーマンキング』のヒロイン・恐山アンナを名義とするユーザーが楽曲「恐山ル・ヴォワール」をカバーした動画を投稿。この原曲は、原作のファンだった一般ユーザーが劇中詩に作曲をし、VOCALOIDの初音ミクをボーカルとして2010年3月13日に投稿していたものであり、原作者の武井宏之からも絶賛・公認化されていた。原作復活が告知されていたことや、カバー作品の歌声が林原に、使用されたイラストが武井の画法にあまりにも似ていたことなどから、「カバー作品は林原めぐみが歌っているのではないか」という推測で動画は大きな話題を呼んだ。11月8日、林原が自身の公式サイトにて、歌い手が自身であることや、武井直々の依頼であったこと、投稿までの経緯などを発表[78]。詳細が明かされたことでさらに話題を呼び、その後、同動画は累計300万回を超える再生数を記録した。
- 『ONE PIECE』では、「ドレスローザ編」の主要キャラクター・レベッカを担当[注 19]。演じ始めた当初は、レベッカの境遇をよく知らなかったために弱いイメージができなかったといい、「メラメラの実を取る」ことを意識してアフレコに臨むも、スタッフから「強すぎます」とダメ出しをされたため[79]、レベッカの境遇を聞いた上で演技プランを180度修正しなければならなかったという。ウソップ役の山口勝平との対談では、前述のダメ出しの一件を語った上で、「今まで戦う役や自立した女性の役が多かったので、何で私がレベッカのような『戦わない役』なのか不思議でした」と話している。レベッカを演じ始めた頃はストレスを感じることが多かったといい、「今すぐ『（レベッカの母親を殺した）ディアマンテを斬り倒したい！』と何度も思った」と述べている[80]。山口には、「レベッカは埋もれちゃいけない立場だから、担当声優に林原を起用したんだと思う」「林原にしては、戦わないヒロインって珍しいけど、合ってましたよ」と言われたが、林原は「みんなから『何もしなくていい』と言われて、どうしようかと思っていました」と戸惑ったという[80]。レベッカ役は林原にとって「学び」だったといい、「自分が何もできない辛さや、頼ってばかりって苦しいということを学びました」と振り返っている[80]。「世界会議」では、「ドレスローザ編」終了から約1年ぶりにレベッカを演じているが、林原はレベッカの印象を「吹っ切れて前を向いている感じがしました」と話している[79]。なお、山口とは『らんま1/2』で共演して以降複数の作品で共演しているが、山口と対談のような形で語り合うことはあまりなかったという。林原は山口を「落ち着きがないけど、勝平に落ち着きはいらないかな」「マイペース」と評している[80]。一方の山口は、林原がレベッカを演じた当初メラメラの実を取る気満々でいたことに触れ、「林原がメラメラの実を食ったらね、そりゃあもう大変なことになるから！ただでさえ最強なのに！」「多分、黒ひげと戦っても勝てそうな実力者になるね」と評していた[79]。
- 2021年12月31日、NHK『第72回NHK紅白歌合戦』の「カラフル特別企画 〜明日への勇気をくれる歌〜」の中で、『新世紀エヴァンゲリオン』の綾波レイとして白組司会の大泉洋の名前や「大泉は、そうやって嫌なことから逃げるのね…」といった、紅白特別仕様の台詞を入れる演出がなされた[81]。
- 2025年6月8日、自身のブログにおいて「興味がない、わからない、知らない」のタイトルで「マナーの無い民泊の人や『譲る』を知らない海外観光客や京都の竹削ってしまったりする人もいる 規制を持たないと」「日本ザリガニがあっという間に外来種に喰われちゃったみたいになってしまう」という内容の文章を投稿した[82]。これに対しネット上では賛否両論の声が上がり[82]、その後、6月11日林原は該当文章に関して「『部外者』である私が安易に取り上げてしまう事で悲しむ人がいるとゆー事実　今更だし、さらに火を注ぐ事になるかもだけれど傷ついた人がいたならごめんなさい」「日本が日本に『無関心』な事がとにかく悲しいと伝えたかった」と趣旨を説明した。また、一部の文章を削除し「一部過激な表現とし削除　上記の様な方を例えるのに使ったのだけど関係の無い方々を傷つけてしまいました。学びます。教えてくれてありがとう」と記されていた[83]。

## 出演
太字はメインキャラクター。

### テレビアニメ
1986年
- めぞん一刻（1986年 - 1988年、小泉、こずえの弟 葉介、敦子、太郎 他）

1987年
- 鉄仮面を追え『ダルタニャン物語』より（シャルメーン）

1988年
- いきなりダゴン（メリィル）
- F-エフ
- おそ松くん（1988年 - 1989年、トド松、黒いバラの精、かおり、おくさん、ソージ君 他）
- 新グリム名作劇場（1988年 - 1989年、少年、六男、子供A、ヒナA）
- それいけ!アンパンマン（1988年 - 2025年、ピリマちゃん、てるてるぼうずまん〈初代〉、こむすびまん）
- 超音戦士ボーグマン（隊員A）
- どんどんドメルとロン
- ビックリマン（肥助）
- 魔神英雄伝ワタル（1988年 - 1989年、忍部ヒミコ）
- 燃える!お兄さん（かえで）

1989年
- エスパー魔美（嶋津早苗）
- 機動警察パトレイバー（桜山桃子）
- シティーハンター3（森脇美鈴）
- 手塚治虫の新作アニメ ジャングル大帝（レオ〈幼年時代〉）
- 新ビックリマン（1989年 - 1990年、のりのん、ウォッ珍）
- 小さなアヒルの大きな愛の物語 あひるのクワック（アルフレッド）
- チンプイ（1989年 - 1991年、春日エリ）
- 天空戦記シュラト（1989年 - 1990年、那羅王レンゲ、ミー、日高由美子）
- ビリ犬なんでも商会（夢野夢子）
- 魔動王グランゾート（1989年 - 1990年、グリグリ、エヌマ）
- らんま1/2（1989年 - 1992年、早乙女らんま、野球少年） - 2シリーズ

1990年
- アイドル天使ようこそようこ（山杜サキ）
- キャッ党忍伝てやんでえ（チョモランマ1/2号）
- つる姫じゃ〜っ!（カミナリ小僧）
- 平成天才バカボン（バカボン）
- 魔神英雄伝ワタル2（1990年 - 1991年、忍部ヒミコ、謎の少女）

1991年
- おれは直角（福田、子供たち、孤児の女の子）
- 緊急発進セイバーキッズ（セイラ）
- ジャンケンマン（アキ小僧）
- 絶対無敵ライジンオー（1991年 - 1992年、泉ゆう、姫木るる子、ファルゼブ、山口梢、飛鳥の母）
- バカボンおそ松のカレーをたずねて三千里（バカボン）
- 魔法のプリンセス ミンキーモモ 夢を抱きしめて（ミンキーモモ、ルー）
- 笑ゥせぇるすまん（エツコ）

1992年
- 宇宙の騎士テッカマンブレード（1992年 - 1993年、アキ）
- ゲンジ通信あげだま（イーハブ、麗の母親、校内放送の子）
- 花の魔法使いマリーベル（モーリィ）
- フランダースの犬 ぼくのパトラッシュ（ネロ）

1993年
- カリメロ（ジョナサン）
- 大好き!ハローキティ（キティ）
- 超電動ロボ 鉄人28号FX（菊池信也）
- ドラゴンリーグ（ファム）
- 熱血最強ゴウザウラー（1993年 - 1994年、立花浩美、光主エリカ、山本春枝）
- 幽☆遊☆白書（1993年 - 1994年、覆面 / 少女幻海）

1994年
- あそぼう!ハローキティ（キティ）
- D・N・A² 〜何処かで失くしたあいつのアイツ〜（佐伯倫子）
- ドラゴンボールZ（少年）
- 七つの海のティコ（ナナミ・シンプソン）
- BLUE SEED（藤宮紅葉）

1995年
- 黄金勇者ゴルドラン（菊姫）
- 恐竜冒険記ジュラトリッパー（ジュエル）
- 空想科学世界ガリバーボーイ（スチールバット）
- クレヨンしんちゃん（1995年 - 2019年、クリス・エバート、受付嬢、ハローキティ） - ハローキティは「キティ・ホワイト」名義
- 新世紀エヴァンゲリオン（1995年 - 1996年、綾波レイ、碇ユイ、主婦、アナウンス）
- スレイヤーズ（1995年 - 2009年、リナ＝インバース、ライラ） - 5シリーズ
- ドッカン!ロボ天どん（ロボ天どん）
- NINKU -忍空-（里穂子）
- 爆れつハンター（ティラ・ミス）

1996年
- 家なき子レミ（ネリー）
- 快傑ゾロ（イサベラ）
- ザ・ドラえもんズ ミステリーX'マス大作戦（王ドラ）
- 少年サンタの大冒険!（マリー）
- セイバーマリオネットJ（1996年 - 1999年、ライム） - 2シリーズ
- モジャ公（モジャル）

1997年
- 超魔神英雄伝ワタル（1997年 - 1998年、忍部ヒミコ、わぁ坊、アクア）
- ポケットモンスター (1997)（1997年 - 2002年、ムサシ、ピジョン→ピジョット、フシギダネ、ゴマゾウ 他） - 1シリーズ

1998年
- アキハバラ電脳組（大鳥居つばめ）
- カウボーイビバップ（1998年 - 1999年、フェイ・ヴァレンタイン） - 2シリーズ
- 時空転抄ナスカ（桐竹由花）
- SHADOW SKILL -影技-（エレ・ラグ）
- 万能文化猫娘（夏目温子 / ヌクヌク）
- ルパン三世 炎の記憶〜TOKYO CRISIS〜（一色まりや）
- ロスト・ユニバース（キャナル・ヴォルフィード）

1999年
- 星方天使エンジェルリンクス（マーシャ）
- キティズパラダイス（ハローキティ）
- それゆけ!宇宙戦艦ヤマモト・ヨーコ（御堂まどか）
- 魔術士オーフェン Revenge（エスペランサ）
- 名探偵コナン（1999年 - 、灰原哀〈宮野志保〉 / シェリー、小泉紅子、宮野エレーナ〈2代目〉） - 1シリーズ + 特別編3作品

2000年
- Di Gi Charat シリーズ（2000年 - 2001年、ピョコラ＝アナローグIII世） - 4シリーズ
- BOYS BE…（ちはる）
- キティズパラダイスGOLD（ハローキティ）
- 無敵王トライゼノン（雨竜華菜、セシル）
- ラブひな（2000年 - 2001年、浦島はるか、太地亜紀子） - 1シリーズ + 特別編2作品

2001年
- シャーマンキング（第1作）（恐山アンナ、オパチョ）
- テイルズ オブ エターニア THE ANIMATION（マローネ・ブルカーノ）
- 世界名作劇場・完結版・七つの海のティコ（ナナミ・シンプソン）

2002年
- 朝霧の巫女（稗田倉子）
- 週刊ポケモン放送局（ムサシ）
- 天使な小生意気（天使恵）
- ぱにょぱにょデ・ジ・キャラット（ピョコラ＝アナローグIII世）
- ポケットモンスター アドバンスジェネレーション（2002年 - 2006年、ムサシ、ポケモン図鑑、ミズゴロウ、エネコ、イーブイ、フシギダネ、ゴマゾウ 他）
- ポケットモンスター サイドストーリー（2002年 - 2003年、ムサシ、フシギダネ、ムチュール）

2003年
- アストロボーイ・鉄腕アトム（異星人）
- 魁!!クロマティ高校（2003年 - 2004年、ピョコラ＝アナローグIII世、前田母）
- 高橋留美子劇場（筧、浅川幸恵、翔平）
- 探偵学園Q（茂田久美）
- キティズパラダイスFresh（ハローキティ）
- デ・ジ・キャラットにょ（ピョコラ＝アナローグIII世）

2004年
- 攻殻機動隊 S.A.C. 2nd GIG（アサギ、テレジア）

2005年
- キティズパラダイスPLUS（ハローキティ）

2006年
- いぬかみっ!（川平榧の子供時代）
- うえきの法則（植木春子）
- ハローキティ りんごの森シリーズ（2006年 - 2008年、キティ） - 3シリーズ
- ポケットモンスター ダイヤモンド&パール（2006年 - 2010年、ムサシ、ヒコザル、ムウマ→ムウマージ、カラナクシ→トリトドン、グレイシア、ブラッキー、ルミカ、フシギダネ 他）

2007年
- がくえんゆーとぴあ まなびストレート!（学園長〈学生時代〉）

2008年
- ポルフィの長い旅（ティファニー）
- キティズパラダイスPeace（ハローキティ）

2010年
- ポケットモンスター ベストウイッシュ（2010年 - 2013年、ムサシ、タブンネ、ツタージャ、フタチマル、カトレアのゴチルゼル、ソラン、フシギダネ 他） - 2シリーズ
- RAINBOW-二舎六房の七人-（ナレーション）

2011年
- 青の祓魔師（2011年 - 2025年、ユリ・エギン） - 3シリーズ

2013年
- ちはやふる シリーズ（2013年 - 2020年、桜沢翠） - 2シリーズ
- ポケットモンスター XY（2013年 - 2016年、ムサシ、フォッコ→テールナー、プクリン、ゼニガメ、ワタッコ、ライチュウ、ニャオニクス♀ 他） - 2シリーズ

2014年
- 監督不行届（ロンパース、その他）
- クロスアンジュ 天使と竜の輪舞（ソフィア・斑鳩・ミスルギ）
- スペース☆ダンディ（パインパイン）
- ソードアート・オンラインII（結城京子）
- ONE PIECE（2014年 - 2024年、レベッカ） - 1シリーズ + 特別編

2015年
- うしおととら（白面の者、斗和子）
- しゃべる!たたかう!ごはんかいじゅうパップ おいC〜海外旅行へん〜（キュウスケ）
- まじっく快斗1412（灰原哀）

2016年
- 昭和元禄落語心中（2016年 - 2017年、みよ吉） - 2シリーズ
- 戦国鳥獣戯画（2016年 - 2017年、ナレーション） - 2シリーズ
- ポケットモンスター サン&ムーン（2016年 - 2019年、ムサシ、イワンコ、モクロー、フシギダネ、ピクシー 他）

2017年
- 鬼平（おふさ）
- 龍の歯医者（夏目柴名）
- ハローキティとピンキー&リオのふしぎなカギのひみつ（キティ）
- 境界のRINNE（六道乙女 / 苺）
- ハローキティとあそぼう!まなぼう!（キティ）

2018年
- サンリオ男子（キティ）
- 新幹線変形ロボ シンカリオン（2018年 - 2021年、綾波レイ） - 2シリーズ
- 深夜!天才バカボン（ハローキティ） - 「キティ・ホワイト」名義
- からくりサーカス（2018年 - 2019年、才賀しろがね〈エレオノール〉、フランシーヌ、フランシーヌ人形、アンジェリーナ〈遠野太夫〉、アンジェリーナ人形、偽フランシーヌ人形）

2019年
- 宇宙戦艦ヤマト2202 愛の戦士たち（神埼恵） - 2018年劇場先行公開
- キャロル&チューズデイ（フローラ）
- ポケットモンスター (2019)（2019年 - 2023年、ムサシ、ヒバニー→ラビフット→エースバーン、マニューラ、アブソル、マフォクシー、ハギギシリ、モクロー、フシギダネ、ミカルゲ 他） - 2シリーズ + 特別編

2020年
- かえるのピクルス - きもちのいろ -

2021年
- SHAMAN KING（2021年 - 2022年、恐山アンナ、オパチョ）
- 月とライカと吸血姫（イリナ・ルミネスク）

2022年
- 名探偵コナン ゼロの日常（宮野エレーナ）
- 令和のデ・ジ・キャラット（ピョコラ＝アナローグIII世）
- 名探偵コナン 犯人の犯沢さん（灰原哀）

2023年
- ポケットモンスター (2023)（2023年 - 2025年、ニャオハ→ニャローテ→マスカーニャ、ナカヌチャン 他）

2024年
- SHAMAN KING FLOWERS（麻倉アンナ）
- アニ×パラ〜あなたのヒーローは誰ですか〜（白面者）
- らんま1/2 (2024)（らんま）

2025年
- LAZARUS ラザロ（ハーシュ）

### 劇場アニメ
1986年
- 天空の城ラピュタ
- プロジェクトA子（うめ、女子高生）

1989年
- おそ松くん スイカの星からこんにちはザンス!（トド松）
- 機動警察パトレイバー the Movie（お天気おねえさん）
- 機動戦士SDガンダムの逆襲 武者ガンダム参上 嵐を呼ぶ学園祭（クリス）
- ギャラガ HYPER-PSYCHIC-GEO GARAGA（キナ）

1990年
- 愛と剣のキャメロット まんが家マリナ タイムスリップ事件（麻里奈）
- それいけ!アンパンマン おむすびまん（こむすびまん）
- チンプイ エリさま活動大写真（エリ）
- ハローキティのおやゆびひめ（キティ・ホワイト）

1991年
- ハローキティの魔法の森のお姫さま（キティ・ホワイト）
- 武者・騎士・コマンド SDガンダム緊急出撃（リプリン）
- らんま1/2 中国寝崑崙大決戦! 掟やぶりの激闘篇!!（らんま）

1992年
- 走れメロス（クレア）
- YAWARA! それゆけ腰ぬけキッズ!!（鈴木武幸）
- らんま1/2 決戦桃幻郷!花嫁を奪りもどせ!!（早乙女らんま）

1993年
- それいけ!アンパンマン 恐竜ノッシーの大冒険（こむすびまん）

1994年
- 劇場版 美少女戦士セーラームーンS（名夜竹姫子）
- それいけ!アンパンマン みんな集まれ! アンパンマンワールド こむすびまんとお祭りロボット（こむすびまん）
- 平成狸合戦ぽんぽこ（佐助）
- 雪渡り（四郎）
- らんま1/2 超無差別決戦!乱馬チームVS伝説の鳳凰（らんま）

1995年
- スレイヤーズ（リナ＝インバース）
- ドラえもん のび太の創世日記（ノンビ、ノビ彦、ビタノ）
- NINKU -忍空-（里穂子）
- マクロスプラス MOVIE EDITION（ルーシー・マクミラン）

1996年
- 劇場版 天地無用! in LOVE（柾木阿知花）
- 賢治のトランク 氷河ねずみの毛皮（氷河ねずみ、船乗り）
- スレイヤーズRETURN（リナ＝インバース）
- ドラミ&ドラえもんズ ロボット学校七不思議!?（王ドラ）
- ハローキティのみんなの森をまもれ！（キティ）

1997年
- エルマーの冒険（ボリス / りゅう）
- ザ☆ドラえもんズ 怪盗ドラパン謎の挑戦状!（王ドラ）
- 新世紀エヴァンゲリオン劇場版 シト新生（綾波レイ）
- 新世紀エヴァンゲリオン劇場版 Air/まごころを、君に（綾波レイ、碇ユイ）
- スレイヤーズぐれえと（リナ＝インバース）

1998年
- 機動戦艦ナデシコ -The prince of darkness-（ヒサゴン）
- 劇場版ポケットモンスター ミュウツーの逆襲（ムサシ）
- ザ☆ドラえもんズ ムシムシぴょんぴょん大作戦!（王ドラ）
- 新世紀エヴァンゲリオン 劇場版 REVIVAL OF EVANGELION DEATH (TRUE)2 / Air / まごころを、君に（綾波レイ）
- スレイヤーズごぅじゃす（リナ＝インバース）
- それいけ!アンパンマン アンパンマンとおかしな仲間 おむすびまんとおばけやしき（こむすびまん）
- ピカチュウのなつやすみ（フシギダネ）

1999年
- アキハバラ電脳組2011年の夏休み（大鳥居つばめ）
- カードキャプターさくら（魔導師）
- 劇場版ポケットモンスター 幻のポケモン ルギア爆誕（ムサシ）
- ザ☆ドラえもんズ おかしなお菓子なオカシナナ?（王ドラ）
- それいけ!アンパンマン アンパンマンとたのしい仲間たち おむすびまんと夏まつり（こむすびまん）
- ピカチュウたんけんたい（フシギダネ）
- 名探偵コナン 世紀末の魔術師（灰原哀）

2000年
- 劇場版ポケットモンスター 結晶塔の帝王 ENTEI（ムサシ）
- The AURORA 海のオーロラ（野良）
- ザ☆ドラえもんズ ドキドキ機関車大爆走!（王ドラ）
- ピチューとピカチュウ（フシギダネ）
- 名探偵コナン 瞳の中の暗殺者（灰原哀）

2001年
- カウボーイビバップ 天国の扉（フェイ）
- 劇場版 Di Gi Charat 星の旅（ピョコラ＝アナローグIII世）
- 劇場版ポケットモンスター セレビィ 時を超えた遭遇（ムサシ）
- シャム猫 -ファーストミッション-（ジュン）
- スレイヤーズぷれみあむ（リナ＝インバース）
- ドラミ&ドラえもんズ 宇宙ランド危機イッパツ!（王ドラ）
- バンパイアハンターD（レイラ）
- ピカチュウのドキドキかくれんぼ（フシギダネ）
- 名探偵コナン 天国へのカウントダウン（灰原哀）
- ONE PIECE ねじまき島の冒険（ハニークイーン）

2002年
- 劇場版ポケットモンスター 水の都の護神 ラティアスとラティオス（ムサシ、ラティアス）
- ピカピカ星空キャンプ（ゴマゾウ）
- 名探偵コナン ベイカー街の亡霊（灰原哀）

2003年
- おどるポケモンひみつ基地（ミズゴロウ、ムサシ）
- 劇場版ポケットモンスター アドバンスジェネレーション 七夜の願い星 ジラーチ（ムサシ、アブソル）
- 名探偵コナン 迷宮の十字路（灰原哀）

2004年
- 劇場版ポケットモンスター アドバンスジェネレーション 裂空の訪問者 デオキシス（ムサシ）
- ドラえもん のび太のワンニャン時空伝（イチ）
- 名探偵コナン 銀翼の奇術師（灰原哀）

2005年
- 劇場版ポケットモンスター アドバンスジェネレーション ミュウと波導の勇者 ルカリオ（ムサシ）
- 名探偵コナン 水平線上の陰謀（灰原哀）

2006年
- 劇場版ポケットモンスター アドバンスジェネレーション ポケモンレンジャーと蒼海の王子 マナフィ（ムサシ）
- パプリカ（パプリカ / 千葉敦子）
- 名探偵コナン 探偵たちの鎮魂歌（灰原哀）

2007年
- ヱヴァンゲリヲン新劇場版:序（綾波レイ、ペンペン、EVA初号機、碇ユイ）
- 劇場版ポケットモンスター ダイヤモンド&パール ディアルガVSパルキアVSダークライ（ムサシ）
- ねずみ物語 〜ジョージとジェラルドの冒険〜（ジェラルド）
- 名探偵コナン 紺碧の棺（灰原哀）

2008年
- 劇場版ポケットモンスター ダイヤモンド&パール ギラティナと氷空の花束 シェイミ（ムサシ）
- HIGHLANDER ハイランダー 〜ディレクターズカット版〜（伽羅）
- 名探偵コナン 戦慄の楽譜（灰原哀）

2009年
- ヱヴァンゲリヲン新劇場版:破（綾波レイ、ペンペン、EVA初号機、碇ユイ）
- 劇場版ポケットモンスター ダイヤモンド&パール アルセウス 超克の時空へ（ムサシ）
- 名探偵コナン 漆黒の追跡者（灰原哀）

2010年
- 劇場版ポケットモンスター ダイヤモンド&パール 幻影の覇者 ゾロアーク（ムサシ）
- マルドゥック・スクランブル The First Compression 圧縮（ルーン・バロット）
- 名探偵コナン 天空の難破船（灰原哀）

2011年
- 劇場版ポケットモンスター ベストウイッシュ ビクティニと黒き英雄 ゼクロム・白き英雄 レシラム（ムサシ）
- マルドゥック・スクランブル The First Compression 圧縮 完全版（ルーン・バロット）
- マルドゥック・スクランブル The Second Combustion 燃焼（ルーン・バロット）
- 名探偵コナン 沈黙の15分（灰原哀）

2012年
- アシュラ（若狭）
- 映画 かいけつゾロリ だ・だ・だ・だいぼうけん!（アリウス）
- 映画 スマイルプリキュア! 絵本の中はみんなチグハグ!（ニコ）
- ヱヴァンゲリヲン新劇場版:Q（アヤナミレイ〈仮称〉）
- おおかみこどもの雨と雪（草平の母）
- 劇場版ポケットモンスター ベストウイッシュ キュレムVS聖剣士 ケルディオ（ツタージャ）
- マルドゥック・スクランブル The Third Exhaust 排気（ルーン・バロット）
- 名探偵コナン 11人目のストライカー（灰原哀）
- メロエッタのキラキラリサイタル（ツタージャ、フシギダネ）

2013年
- 劇場版ポケットモンスター ベストウイッシュ 神速のゲノセクト ミュウツー覚醒（ムサシ）
- ピカチュウとイーブイ☆フレンズ（サンダース）
- 名探偵コナン 絶海の探偵（灰原哀）
- ルパン三世VS名探偵コナン THE MOVIE（灰原哀）

2014年
- ピカチュウ、これなんのカギ?（フォッコ）
- ポケモン・ザ・ムービーXY 破壊の繭とディアンシー（ムサシ）
- 名探偵コナン 異次元の狙撃手（灰原哀）
- 楽園追放 -Expelled from Paradise-（クリスティン ギラム）

2015年
- ピカチュウとポケモンおんがくたい（テールナー）
- ポケモン・ザ・ムービーXY 光輪の超魔神 フーパ（ムサシ）
- 名探偵コナン 業火の向日葵（灰原哀）

2016年
- ポケモン・ザ・ムービーXY&Z ボルケニオンと機巧のマギアナ（ムサシ）
- 名探偵コナン 純黒の悪夢（灰原哀）
- 機動警察パトレイバーREBOOT（女隊長 他）

2017年
- 劇場版ポケットモンスター キミにきめた!（ムサシ）
- 名探偵コナン から紅の恋歌（灰原哀）

2018年
- 名探偵コナン ゼロの執行人（灰原哀）
- 劇場版ポケットモンスター みんなの物語（ムサシ）
- フリクリ プログレ（ハルハ・ラハル）

2019年
- 名探偵コナン 紺青の拳（灰原哀）
- 劇場版ポケットモンスター ミュウツーの逆襲 EVOLUTION（ムサシ）
- 劇場版 新幹線変形ロボ シンカリオン 未来からきた神速のALFA-X（綾波レイ）

2020年
- 劇場版ポケットモンスター ココ（ムサシ）

2021年
- シン・エヴァンゲリオン劇場版𝄇（アヤナミレイ〈仮称〉、綾波レイ、碇ユイ）
- 名探偵コナン 緋色の弾丸（灰原哀）
- 「宇宙戦艦ヤマト」という時代　西暦2202年の選択（神崎恵）
- 僕のヒーローアカデミア THE MOVIE ワールド ヒーローズ ミッション（ピノ）
- 宇宙戦艦ヤマト2205 新たなる旅立ち（神崎恵）
- 劇場版 ソードアート・オンライン -プログレッシブ- 星なき夜のアリア（結城京子）
- 攻殻機動隊 SAC_2045 持続可能戦争（シマムラタカシ）

2022年
- 名探偵コナン ハロウィンの花嫁（灰原哀）

2023年
- 名探偵コナン 黒鉄の魚影（灰原哀）
- 劇場版 美少女戦士セーラームーンCosmos（セーラーギャラクシア） - 前後編

2024年
- 名探偵コナン 100万ドルの五稜星（灰原哀）
- ヤマトよ永遠に REBEL3199（2024年 - 2025年、神崎恵） - 4作品

2025年
- 名探偵コナン 隻眼の残像（灰原哀）

### OVA
1987年
- 大魔獣激闘 鋼の鬼（オペレーター）
- デジタル・デビル物語 女神転生（加納深雪）
- プロジェクトA子2 大徳寺財閥の陰謀（うめ）
- レリックアーマーLEGACIAM（看護婦）

1988年
- バブルガムクライシス VOL5 MEGA TOKYO 2033:MOONLIGHT RAMBLER（ナム）
- プロジェクトA子3 シンデレラ・ラプソディ（うめ）
- ポケットザウルス（アナアケドン）
- 機動警察パトレイバー（キャビンアテンダント）

1989年
- ARIEL（1989年 - 1991年、和美）
- 機動戦士SDガンダム MARK-III 宇宙の神秘・大作戦（クリス）
- 機動戦士ガンダム0080 ポケットの中の戦争（クリスチーナ・マッケンジー）
- 真魔神英雄伝ワタル 魔神山編（ヒミコ）
- のりピーちゃん（のりピー）
- ぶっちぎり（中森瑠衣）
- プロジェクトA子 完結篇（うめ）
- MEGAZONE23III（ドミニク）
- RIDING BEAN（キャリー）
- わかやま誕生物語（アッパレくん）

1990年
- 押忍!!空手部（桃千代）
- おそ松くん イヤミはひとり風の中（トド松）
- SDガンダム外伝 ジークジオン編（ララァ）
- ガデュリン（キャサリン）
- CBキャラ 永井豪ワールド（ガミアQ3）
- THE八犬伝（犬坂毛野）
- 左のオクロック!!（真紀）
- 魔動王グランゾート 最後のマジカル大戦（グリグリ）
- らんま1/2 熱闘歌合戦（早乙女らんま）

1991年
- IZUMO（ナビ）
- 1月にはChristmas（立野瑞希）
- 機動戦士SDガンダム パパルの暁 第103話スギナムの花嫁（ヤクト）
- くまのおいしゃさん（クラン）
- 3×3 EYES（パイ / 三只眼 / パールバティー四世）
- サムライダー（由美子）
- 超幕末少年世紀タカマル（夢我アル左ェ門）
- DELUXE ARIEL（岸田和美）
- 天空戦記シュラト 創世への暗闘（那羅王レンゲ）

1992年
- 新・超幕末少年世紀タカマル（1992年 - 1993年、夢我アル左ェ門）
- 絶対無敵ライジンオー（1992年 - 1993年、泉ゆう、姫木るる子、ファルゼブ）
- 電影少女 -VIDEO GIRL AI-（天野あい）
- ねこひきのオルオラネ（イルイネド）
- 万能文化猫娘（夏目温子 / ヌクヌク）
- らんま1/2 天道家のおよびでない奴ら！（早乙女らんま）

1993年
- NG騎士ラムネ&40 DX ワクワク時空 炎の大捜査戦（ゴールドマウンテン）
- キッスは瞳にして（森里いぶき）
- BADBOYS（由本久美）
- ハローキティの不思議の国のアリス（アリス）
- FIGHT!!（隠部月之丞）
- ブラック・ジャック（藤浪里枝）
- 魔神英雄伝ワタル 終わりなき時の物語（1993年 - 1994年、ヒミコ）
- MINKI MOMO IN 夢にかける橋（ミンキーモモ）
- 流星機ガクセイバー（1993年 - 1994年、昭島里美）

1994年
- 宇宙の騎士テッカマンブレードII（アキ）
- 七つ子ねずみシリーズ（ハッチン）
- NINKU -忍空- ナイフの墓標（麻琴）
- BOUNTY DOG/月面のイブ（ショーコ・ウヅキ）
- マクロスプラス（ルーシー・マクミラン）
- MINKI MOMO IN 旅立ちの駅（ミンキーモモ）
- 友情のキックオフ!（仁美）
- らんま1/2 SPECIAL（早乙女らんま）
- らんま1/2 DoCoミュージックビデオ（早乙女らんま）
- リネア〜モネの庭で〜（リネア）

1995年
- SMガールズ セイバーマリオネットR（ライム）
- スライム冒険記（スラきち）
- COMPILER FESTA（天堂寺恵）
- 3×3EYES 〜聖魔伝説〜（綾小路ぱい / パールバティー四世）
- 影技 -SHADOW SKILL-（1995年 - 1996年、エレ＝ラグ） - 2シリーズ
- D・N・A² 〜何処かで失くしたあいつのアイツ〜（佐伯倫子）
- ぼくだってきれいにしたいんだ（正夫）
- 森のはずれ シャックリのぼうけん（シャックリ）
- らんま1/2 SUPERシリーズ（1995年 - 1996年、早乙女らんま） - 3作品

1996年
- 元祖爆れつハンター（ティラ・ミス）
- 湘南純愛組!4巻「死神狩り」（長瀬渚、夜叉）
- スレイヤーズすぺしゃる（リナ＝インバース）
- それゆけ!宇宙戦艦ヤマモト・ヨーコ（御堂まどか）
- BLUE SEED2（藤宮紅葉）

1997年
- ジャングルDEいこう!（オンゴ）
- それゆけ!宇宙戦艦ヤマモト・ヨーコII（御堂まどか）
- なかよし村のケララ（ショータ）
- まじかるマホ（マホ）
- またまたセイバーマリオネットJ（ライム）

1998年
- 火聖旅団 ダナサイト999.9（ミー）
- クイーン・エメラルダス（海野広）
- スライム冒険記 ウルフくん がんばるの巻（スラきち）
- スレイヤーズえくせれんと（リナ＝インバース）
- 万能文化猫娘DASH!（樋口温子 / ヌクヌク）
- ピカチュウのふゆやすみ（フシギダネ）

1999年
- スライム冒険記 海だ、イエ〜（スラきち）
- ピカチュウのふゆやすみ2000（フシギダネ）
- ブラック・ジャック カルテVIII 緑の想い（アンドリュー）

2000年
- ピカチュウのふゆやすみ2001（フシギダネ）
- ぼくたちピチューブラザーズ・風船騒動の巻（ムチュール）
- 名探偵コナン コナンvsキッドvsヤイバ 宝刀争奪大決戦!!（灰原哀、小泉紅子）

2001年
- 名探偵コナン ピラミッドからの挑戦状！（灰原哀）
- 名探偵コナン 謎のすい星怪獣を追え！（灰原哀）
- ラブひな（浦島はるか）

2002年
- シャーマンキング ふんばりの詩（恐山アンナ）
- 名探偵コナン 16人の容疑者!?（灰原哀）
- 名探偵コナン 古代恐竜の謎に迫れ！（灰原哀）
- ラブひな Again（浦島はるか）

2003年
- Di Gi Charat劇場 ぴよこにおまかせぴょ!（ピョコラ＝アナローグIII世）
- 羊のうた（高城千砂）
- 仏ゾーン（恐山アンナ）
- ぼくたちピチューブラザーズ・パーティはおおさわぎ!のまき（ムチュール）
- 名探偵コナン 町探検！動物マークをゲットせよ！（灰原哀）

2005年
- ピカチュウのおばけカーニバル（ゴマゾウ）
- 名探偵コナン 標的は小五郎!!少年探偵団マル秘調査（灰原哀）

2006年
- ピカチュウのわんぱくアイランド（イーブイ）

2007年
- 名探偵コナン 阿笠からの挑戦状!阿笠vsコナンvs少年探偵団（灰原哀）

2008年
- ピカチュウ 氷の大冒険（ヒコザル）
- 名探偵コナン 女子高生探偵 鈴木園子の事件簿（灰原哀）
- らんま1/2 悪夢!春眠香（らんま）

2009年
- 名探偵コナン 10年後の異邦人（灰原哀）
- 名探偵コナン MAGIC FILE3 新一と蘭・麻雀牌と七夕の思い出（灰原哀）

2010年
- 名探偵コナン MAGIC FILE4 大阪お好み焼きオデッセイ（灰原哀）
- らんま1/2 〜悪夢!春眠香（早乙女らんま）

2011年
- ピカチュウのサマー・ブリッジ・ストーリー（ツタージャ）
- 名探偵コナン ロンドンからの（秘）指令（灰原哀）
- 名探偵コナン MAGIC FILE5 新潟〜東京 おみやげ狂騒曲（灰原哀）

2012年
- 謎の彼女X 謎の夏祭り（戸川安里香）
- 名探偵コナン えくすかりばあの奇跡（灰原哀）

2014年
- ドラえもん&チンプイ エリ様 愛のプレゼント大作戦（春日エリ）

2018年
- 宇宙戦艦ヤマト2202 愛の戦士たち（神崎恵）

2019年
- ドラえもん＆Fキャラオールスターズ『月面レースで大ピンチ!?』（春日エリ）

### Webアニメ
- 戦慄のミラージュポケモン（2006年、ムサシ）
- 名探偵コナン 逃亡者・毛利小五郎（2014年、灰原哀）
- 日本アニメ（ーター）見本市（2014年 - 2015年）
- 神撃のバハムート GENESIS Short story #1（2016年、ブーニャン・レオーネ）
- 魔神英雄伝ワタル 七魂の龍神丸（2020年、忍部ヒミコ[207]）
- 攻殻機動隊 SAC 2045（2020年 - 2022年、シマムラタカシ） - 2シリーズ
- TVアニメ『SHAMAN KING』ミニアニメ「ふんばり温泉 繁盛記」（2021年、恐山アンナ）
- ポケットモンスター 神とよばれし アルセウス（2022年、エースバーン）
- 範馬刃牙（2023年、朱沢江珠[208]）

### ゲーム
時期不明
- ダン（ルイス・ミラー）
- ドリームパスポート3（案内音声、ムニュムニュ）
- へべれけシリーズ（へべれけ、ぺんちゃん）
- 名探偵コナンシリーズ（灰原哀）
- ロスト・イン・タイム

1990年
- らんま1/2（らんま）

1991年
- らんま1/2 とらわれの花嫁（早乙女らんま）

1992年
- クイズ殿様の野望（ナレーション）
- らんま1/2 打倒、元祖無差別格闘流!（早乙女らんま）
- らんま1/2 町内激闘篇（早乙女らんま）
- らんま1/2 爆烈乱闘篇（早乙女らんま）

1993年
- ヴァイ 〜流星の鎧〜（ミュンヒ）
- 聖魔伝説3×3EYES MCD（パイ、パールバティー四世）
- ナックルヘッズ（クリスティーン・ミャオ）
- フラッシュハイダース（ティリア・ローゼット）
- らんま1/2 白蘭愛歌（早乙女らんま）

1994年
- ゲームのかんづめ vol.1（ナレーション）
- ゲームのかんづめ vol.2（ナレーション）
- 3×3EYES 〜三只眼變成〜（パイ、パールバティー四世）
- 真説・夢見館 扉の奥に誰かが…（キャシー）
- ぽっぷるメイル（メイル）※メガドライブメガCD版
- 幽☆遊☆白書2 格闘の章（覆面 / 少女幻海）
- 幽☆遊☆白書 特別篇（少女幻海）
- 幽☆遊☆白書 魔強統一戦（少女幻海）
- らんま1/2 超技乱舞篇（早乙女らんま）
- LUNAR ETERNAL BLUE（レミーナ・オーサ）

1995年
- EMIT（田中百合）
- おーちゃんのお絵かきロジック（へべ）
- 3×3EYES 〜吸精公主〜（パイ、三只眼）
- バトルタイクーン（ティリア）
- ブルーシード 奇稲田秘録伝（藤宮紅葉）
- レッスルエンジェルス ダブルインパクト（武藤めぐみ）

1996年
- ヴァージンドリーム（宍戸珠恵）
- 究極の倉庫番（ラビ）
- 3×3EYES 〜吸精公主 S〜（パイ、三只眼）
- 時空探偵DD 幻のローレライ（マリア・ヘルシング）
- 新世紀エヴァンゲリオン（綾波レイ）
- ソードアンドソーサリー（ルシオン）
- 対戦とっかえだま（ドキドキ☆バニラ）
- ファイアーウーマン纏組（酒井涼子）
- らんま1/2 バトルルネッサンス（早乙女らんま）

1997年
- イバラード 〜ラピュタの孵る街〜（ニーニャ、女A）
- QUOVADIS 2〜惑星強襲オヴァン・レイ〜（ヒルダ・ベーレンス）
- 新世紀エヴァンゲリオン 鋼鉄のガールフレンド（霧島マナ、綾波レイ）
- 新世紀エヴァンゲリオン 2nd Impression（綾波レイ）
- スレイヤーズ ろいやる（リナ＝インバース）
- セイバーマリオネットJ・バトルセイバーズ（ライム）
- レイ・トレーサー（アスカ・サイトウ）

1998年
- AZITO2（パンサーレイコ）
- エーベルージュ スペシャル 〜恋と魔法の学園生活〜（エルツ・キルケニー）
- SDガンダム GGENERATION（1998年 - 2016年、マリオン、クリスチーナ・マッケンジー、ギギ・アンダルシア〈F〉、レイチェル・ランサム） - 5作品
- カウボーイビバップ（フェイ・ヴァレンタイン）
- 機動戦士ガンダム ギレンの野望（クリスチーナ・マッケンジー、マリオン・ウェルチ）
- 3×3EYES 〜転輪王幻夢〜（パイ、パールバティー四世）
- サンパギータ（マリア・サントス）
- じゃんぐリズム
- 新世紀エヴァンゲリオン エヴァと愉快な仲間たち（綾波レイ）
- スーパーロボットスピリッツ（ジャッジボイス）
- スーパーロボット大戦F（パトリシア・ハックマン、綾波レイ、ダミープラグ、クリスチーナ・マッケンジー）
- 進め!対戦ぱずるだま 闘魂!まるたま町（ドキドキ☆バニラ）
- スレイヤーズ ろいやる2（リナ＝インバース）
- スレイヤーズわんだほ〜（リナ＝インバース）
- 超魔神英雄伝ワタル ANOTHER STEP（忍部ヒミコ）
- LUNAR2 エターナルブルー（レミーナ・オーサ）

1999年
- アキハバラ電脳組パタPies!（大鳥居つばめ）
- 新世紀エヴァンゲリオン（綾波レイ）
- スーパーロボット大戦F完結編（パトリシア・ハックマン、綾波レイ、ダミープラグ、クリスチーナ・マッケンジー）
- スーパーロボット大戦コンプリートボックス（クリスチーナ・マッケンジー）
- マクロス VF-X2（スージー・ニュートレット）

2000年
- 機動戦士ガンダム（クリスチーナ・マッケンジー）
- 機動戦士ガンダム ギレンの野望 ジオンの系譜（クリスチーナ・マッケンジー）
- スーパーロボット大戦α（クリスチーナ・マッケンジー、綾波レイ）
- でじこのマイブラ（ピョコラ＝アナローグ3世）
- トリフェルズ魔法学園（エルツ・キルケニー）
- マクロスプラス Game Edithion（ルーシー・マクミラン）
- 名探偵コナン 3人の名推理（灰原哀）
- ラブひな 愛は言葉の中に（浦島はるか）

2001年
- 新世紀エヴァンゲリオン 綾波育成計画（綾波レイ）
- スーパーロボット大戦α for Dreamcast（クリスチーナ・マッケンジー、綾波レイ）
- 無敵王トライゼノン（雨竜華菜）
- ONE PIECE とびだせ海賊団!（ハニークイーン）
- ラブひな スマイル・アゲイン（浦島はるか）

2002年
- 機動戦士ガンダム ギレンの野望 ジオン独立戦争記（クリスチーナ・マッケンジー）
- 機動戦士ガンダム戦記 Lost War Chronicles（クリスチーナ・マッケンジー）
- シャーマンキング スピリット オブ シャーマンズ（恐山アンナ）
- スーパーロボット大戦IMPACT（クリスチーナ・マッケンジー）
- 天使な小生意気（天使恵）
- 名探偵コナン 最高の相棒（灰原哀、有沢恵子）

2003年
- 機動戦士ガンダム めぐりあい宇宙（クリスチーナ・マッケンジー）
- SUNRISE WORLD WAR Fromサンライズ英雄譚（フェイ、姫木先生、ヒミコ）
- シャーマンキング ソウルファイト（恐山アンナ）
- 新世紀エヴァンゲリオン 綾波育成計画 with アスカ補完計画（綾波レイ）
- 新世紀エヴァンゲリオン 鋼鉄のガールフレンド2nd（綾波レイ、碇ユイ、ペンペン）
- 新世紀エヴァンゲリオン2（綾波レイ、碇ユイ）
- スーパーロボット大戦Scramble Commander（綾波レイ）
- ドラッグオンドラグーン（アリオーシュ）
- ラブひな ごーじゃす 〜チラっとハプニング!!〜（浦島はるか）

2004年
- シャーマンキング ふんばりスピリッツ（恐山アンナ）
- シャイニング・ティアーズ（ブランネージュ、メイプル）
- 新天魔界ジェネレーションオブカオスIV（ジナ・ロズ）
- スーパーロボット大戦MX（綾波レイ）
- スーパーロボット大戦GC（クリスチーナ・マッケンジー、泉ゆう、ファルゼブ）
- でじこミュニケーション2（にょ）打倒!ブラックゲマゲマ団!（ピョコラ＝アナローグ3世）

2005年
- カウボーイビバップ 追憶の夜曲（フェイ・ヴァレンタイン）
- シャイニング・フォース ネオ（フレイア）
- 新世紀勇者大戦（姫木るる子、ファルゼブ）
- 新天魔界 〜GOC IV アナザサイド〜（ジナ・ロズ）
- スーパーロボット大戦MX ポータブル（綾波レイ）
- 第3次スーパーロボット大戦α 終焉の銀河へ（綾波レイ）
- 幽☆遊☆白書FOREVER（少女幻海）

2006年
- ガンダムバトルロワイヤル（クリスチーナ・マッケンジー）
- 機動戦士ガンダム クライマックスU.C.（クリスチーナ・マッケンジー）
- シークレット オブ エヴァンゲリオン（綾波レイ）
- 新世紀エヴァンゲリオン2 造られしセカイ -another cases-（綾波レイ、碇ユイ）
- スーパーロボット大戦XO（クリスチーナ・マッケンジー、泉ゆう、ファルゼブ）
- 魔砲使い黒姫（黒姫、姫子 / 姫子嬢）

2007年
- ガンダムバトルクロニクル（クリスチーナ・マッケンジー）
- 機動戦士ガンダム MS戦線0079（クリスチーナ・マッケンジー）
- THE BATTLE OF 幽☆遊☆白書 〜死闘!暗黒武術会〜 120%（少女幻海）
- 新世紀エヴァンゲリオン バトルオーケストラ（綾波レイ）
- 名探偵エヴァンゲリオン（綾波レイ）

2008年
- ガンダムバトルユニバース（クリスチーナ・マッケンジー）
- 機動戦士ガンダム ガンダムVS.ガンダム（クリスチーナ・マッケンジー）
- 機動戦士ガンダム ギレンの野望 アクシズの脅威（クリスチーナ・マッケンジー、マリオン・ウェルチ）
- 新世紀エヴァンゲリオン 綾波育成計画DS with アスカ補完計画（綾波レイ）
- 大乱闘スマッシュブラザーズシリーズ（2008年 - 2018年、ラティアス、アルセウス、ツタージャ、フォッコ、コフーライ、ポリゴン） - 4作品
- ディシディア ファイナルファンタジー（シャントット）

2009年
- ヱヴァンゲリヲン:序（綾波レイ）
- 機動戦士ガンダム ガンダムVS.ガンダムNEXT（クリスチーナ・マッケンジー）
- スーパーロボット大戦NEO（泉ゆう、立花浩美、光主エリカ、山本春枝、ファルゼブ）
- ディシディア ファイナルファンタジー ユニバーサルチューニング（シャントット〈日本語版戦闘ボイス〉）
- ポケパークWii 〜ピカチュウの大冒険〜

2010年
- ガンダムアサルトサヴァイブ（クリスチーナ・マッケンジー）
- 機動戦士ガンダム エクストリームバーサス（2010年 - 2016年、クリスチーナ・マッケンジー、マリオン・ウェルチ） - 5作品

2011年
- ヱヴァンゲリヲン新劇場版 サウンドインパクト（綾波レイ）
- 機動戦士ガンダム オンライン（クリスチーナ）
- ディシディア デュオデシム ファイナルファンタジー（シャントット）
- ファイナルファンタジー零式（アンドリア・カヤ・トランカ・ファム・フォーチュリオ）
- ポケパーク2 〜Beyond the World〜

2012年
- ヒーローズファンタジア（リナ＝インバース）
- PROJECT X ZONE（ドゥーエ・フラベラム）

2013年
- スーパーロボット大戦Operation Extend（クリスチーナ・マッケンジー、泉ゆう、立花浩美、光主エリカ、山本春枝）

2014年
- 俺の屍を越えてゆけ2（夜鳥子）
- 機動戦士ガンダム サイドストーリーズ（マリオン・ウェルチ）
- 第3次スーパーロボット大戦Z 時獄篇 / 天獄篇（2014年 - 2015年、綾波レイ、アヤナミレイ） - 2作品

2015年
- スーパーロボット大戦BX（泉ゆう、姫木るる子、ファルゼブ）
- ディシディア ファイナルファンタジー（シャントット）
- ドラゴンズドグマ オンライン（ミシアル）

2016年
- グランブルーファンタジー（2016年 - 2023年、リナ＝インバース、灰原哀、シャントット、ハローキティ）
- モンスターストライク（2016年 - 2025年、幻海〈若年期〉、綾波レイ、早乙女らんま、恐山アンナ、灰原哀）
- 妖怪ウォッチ ぷにぷに（2016年 - 2021年、早乙女らんま、ハローキティ、才賀しろがね、シャントット、灰原哀、恐山アンナ、綾波レイ、アヤナミレイ〈仮称〉）
- ワールド オブ ファイナルファンタジー（シャントット）

2017年
- ニューダンガンロンパV3 みんなのコロシアイ新学期（最原終一）
- スーパーロボット大戦V（綾波レイ）
- 太鼓の達人 セッションでドドンがドン！（ハローキティ）

2018年
- ディシディア ファイナルファンタジー NT（シャントット）
- スーパーロボット大戦X（忍部ヒミコ）
- スーパーロボット大戦X-Ω（綾波レイ）
- ぷちぐるラブライブ!（キティ）
- ぷよぷよ!!クエスト（灰原哀）
- 機動戦士ガンダム エクストリームバーサス2（2018年 - 2025年、クリスチーナ・マッケンジー、マリオン・ウェルチ） - 4作品
- 幽☆遊☆白書 100%本気バトル（幻海〈若年期〉）

2019年
- スーパーロボット大戦T（フェイ・ヴァレンタイン）
- 共闘ことばRPG コトダマン（2019年 - 2022年、綾波レイ、アヤナミレイ〈仮称〉、覆面戦士 / 幻海〈若年期〉）
- スーパーロボット大戦DD（2019年 - 2025年、綾波レイ、忍部ヒミコ、グリグリ、エヌマ、クリスチーナ・マッケンジー）

2020年
- ONE PIECE 海賊無双4（レベッカ）
- ポケモンマスターズ（ムサシ）
- ファイアーエムブレム ヒーローズ（2020年 - 2023年、フレイヤ）
- テイルズ オブ ザ レイズ（リナ＝インバース）
- ファンタジア・リビルド（2020年 - 2021年、リナ＝インバース、ライム）

2021年
- 機動戦隊アイアンサーガ（フェイ・ヴァレンタイン、アキ）

2022年
- SINoALICE -シノアリス-（ハローキティ）
- SDガンダム バトルアライアンス（クリスチーナ・マッケンジー）
- ドラゴンクエスト トレジャーズ 蒼き瞳と大空の羅針盤（キラリン、ドラキー族、キングスライム族、エルルー）
- 機動戦士ガンダム U.C. ENGAGE（2022年 - 2023年、クリスチーナ・マッケンジー）

2023年
- ONE PIECE ODYSSEY（レベッカ）
- マブラヴ：ディメンションズ（シマムラタカシ）
- 機動戦士ガンダム アーセナルベース（クリスチーナ・マッケンジー）

2024年
- マクロス -Shooting Insight-（ルーシー・マクミラン）

### ドラマCD
- 〜愛とロマンの叙事詩〜 ギリシャ・ローマ神話4 ラオダメイアの願い トロイ戦争I（ラオダメイア）
- 朝霧の巫女〜爛漫巫女委員会〜（稗田倉子）
- 亜未!ノンストップ（亜未）
  - 亜未!ノンストップ2 プレイバック（亜未）
- ARIA Drama CD（藍華・S・グランチェスタ、アリア・ポコテン）
- インベーダー・サマー（小夜）
- 宇宙英雄物語（椎原咲美）※今作のみ
- 宇宙の騎士テッカマンブレードシリーズ（アキ）
  - 宇宙の騎士テッカマンブレード Space Knights
  - 宇宙の騎士テッカマンブレードII NEXT GENERATION【第1巻 - 第2巻】
  - 宇宙の騎士テッカマンブレードII elles cinq【I - V】
- エーベルージュシリーズ（エルツ）
  - エーベルージュ伝説【Vol.2 - Vol.5】
  - トリフェルズ魔法学園物語〜エーベル騎士団篇〜【vol.1 - vol.3】
- 風の大陸第2部（ラクシ）※カセットブック
- 餓狼伝説シリーズ（不知火舞）
- 機動戦士ガンダムシリーズ
  - 機動戦士ガンダム・オデッセイ（クリスチーナ・マッケンジー）
  - 機動戦士ガンダム 第08MS小隊 REPORT.2 ひとつひとつの歯車（ネスカ・コールマン）
- 機動戦士SDガンダム（クリスチーナ・マッケンジー）
  - 機動戦士SDガンダム こちらマッケンジー探偵社
  - 機動戦士SDガンダム 私をコロニーに連れてって
- KIRAI（松本桜）
- キラリティー【DISC1 - DISC2】（栞）※愛蔵版単行本初回版附属
- 銀河鉄道物語 〜最果ての天使アンジェラ〜（アンジェラ・ブルーニ）
- GS美神 捕らわれのおキヌ（ラジオDJ）[注 20]※友情出演
- 子供たちは夜の住人（高輪由美）
- Compilerシリーズ（天堂寺恵）
- サイコサウンドマシン（マシン、ラ・ムー、母、姉）
- サイレントメビウスドラマ・アルバムII "WARNING"（佐々木将子、ゆか）
- ザ・キング・オブ・ファイターズ'94（不知火舞）
- 3×3 EYESシリーズ（パイ / パールバティー四世）
  - 3×3 EYES【天之巻、人之巻、地之巻】
  - 3×3 EYES【第弐章】
- サンパギータ ザ・ドラマCD（マリア・サントス）
- シャーマンキング（恐山アンナ）
  - コミックスイメージアルバム シャーマンキング
  - シャーマンキング ドラマ&キャラクターソング集「恐山ル・ヴォワール〜prologue to shaman〜」
  - シャーマンキング ドラマ&キャラクターソング集「恐山ル・ヴォワール〜au revoir〜」
- シャイニング・ティアーズ【Vol.1 - Vol.2】（ブランネージュ）
- 影技 -SHADOW SKILL-シリーズ（エレ＝ラグ）
  - 影技 -SHADOW SKILL-【I - V】
  - 影技 -SHADOW SKILL- オリジナル・サウンドトラック
  - SHADOW SKILL- CDドラマ〜恐怖劇場〜
- ジャングル大帝 音楽物語（レオの幼年時代、ナレーション）
- ジャングル大帝 音楽物語-初恋-（ナレーション）
- ジャングルDEいこう!シリーズ（オンゴ）
  - ジャングルDEいこう!【(1) - (3)】
  - ジャングルDEいこう! オリジナルサウンドトラックの巻！
- 獣神英雄伝ワタライガー 今宵はここまで
- 白い明日だ!ロケット団（ムサシ）
- 新おしゃれ(秘)セッション【1、3 - 4】
- 新・超幕末少年世紀タカマルCD劇場 〜女れいだぁすケイティ殿 ちゃんぽん王国で宝さがしでござるの巻〜（夢我アル左ェ門）
- 新・超幕末少年世紀タカマルCD劇場 めもりあるボックス 〜我ら熱風少年〜（アル）
- SUPER MARIO BROS. SPECIAL（クリボー）
- スレイヤーズシリーズ（リナ＝インバース）
  - スレイヤーズえとせとら【1 - 2】
  - スレイヤーズEX.（えくすとら）【(1) – (4)】
  - スレイヤーズN>EX.（ねくすとら）【(1) – (4)】
  - スレイヤーズぷれみあむ PREMIUM CD ※DVD「スレイヤーズぷれむあむ」特別仕様版特典
  - スレイヤーズVSオーフェン〜史上最悪の邂逅〜
  - また帰ってきちゃったスレイヤーズEX-R「おかえりなさいませタフォーラシア?」 ※DVD「スレイヤーズEVOLUTION-R」全巻購入特典
- 聖伝-RG VEDA-【ドラマ編、音楽編】（阿修羅）※今作のみ
- セイバーマリオネットシリーズ（ライム）
  - SMガールズ セイバーマリオネットＲ【第一シリーズ - 第三シリーズ】
  - SMガールズ セイバーマリオネットＪ【第一シリーズ - 第四シリーズ】
  - セイバーマリオネットＪ・THE・ラジオ【其ノ一幕 - 其ノ終幕】
- 絶対無敵ライジンオーシリーズ
  - 絶対無敵ライジンオーIV 地球防衛組全員出動!（泉ゆう、姫木るる子）
  - 絶対無敵ライジンオーV ドラマCDスペシャル 絶対無敵の玉手箱（トウトウココマデヤッチマッタ）（泉ゆう、姫木るる子、ファルゼブ）
  - 絶対無敵ライジンオー ドラ1（泉ゆう、姫木るる子）
- ソードアンドソーサリーオリジナル・サウンドトラック（ルシオン）
- それゆけ!宇宙戦艦ヤマモト・ヨーコシリーズ（御堂まどか）
  - それゆけ!宇宙戦艦ヤマモト・ヨーコ【WAVE I - WAVE III】
  - それゆけ!宇宙戦艦ヤマモト・ヨーコII【WAVE I - WAVE III】
  - それゆけ!宇宙戦艦ヤマモト・ヨーコ【Action-1 - Action-3】
- ダンシングウィスパーズ（ミーファンファ）
- 罪に濡れたふたり（鈴村香純）
- 低俗霊狩り SADISTIC DOMINA（彩樹ミサキ）
- ディスコミュニケーション -ワカラナイカラ好キニナル-（戸川安里香）
- デ・ジ・キャラットシリーズ（ピョコラ＝アナローグIII世）
  - CD DRAMA Di Gi Charatシリーズ
  - ぴよぴよぴよこちゃん「出動！ブラックゲマゲマ団」
- 天空戦記シュラトシリーズ（那羅王レンゲ、ミー、日高由美子）
  - 天空戦記シュラト Soul Lovers Only
  - 天空戦記シュラト 八部衆 THE WORLD
- 電影少女 2nd イメージ・サウンドトラック -Memories-（天野あい）
- 電脳少女歌劇団
- 東京ジュリエット（綾瀬みのり）
- 東京ジュリエット 〜Minori's First Steps〜（綾瀬みのり）
- 突撃!パッパラ隊（後光院・アリスン・ブランディ・メルセデス・ローズマリー・フォン・ランコ）
  - 突撃!パッパラ隊 史上最大の作戦
  - 突撃!パッパラ隊 VOL.2 ランコ・インフェルノ
- ドリームハンター麗夢 南麻布魔法倶楽部（眞脇由加里）
- 七つの海のティコ ドラマ編 百万ドル争奪 ウルトラマリン・グレートレース（ナナミ・シンプソン）
- 七つの海のティコ 思い出の名場面集（ナナミ・シンプソン）
- NEON GENESIS EVANGELION ADDITION「終局の続き」（綾波レイ）
- 熱血最強ゴウザウラー SAURERS NOTE,3（立花浩美、光主エリカ、山本春枝）
- BOUNTY DOG/月面のイブ（ショーコ・ウヅキ）
- 爆れつハンターシリーズ（ティラ・ミス）
  - 爆れつハンター【Whip I - Whip V】
  - 爆れつハンター II ザ・マンスリー・コレクション【1st Season - 5th Season】
  - 爆れつハンターSP<学園編>【青春その1 - その3】
- BADBOYSオリジナル・ドラマ＆サウンドトラック（由本久美）
- 万能文化猫娘シリーズ（ヌクヌク）
  - 万能文化猫娘【SOUND PHASE-0I - SOUND PHASE-0VI】
  - 万能文化猫娘 ヌクヌクD.Jスペシャル
  - 万能文化猫娘 宝石箱
- B型同盟（ピンク）
- 羊のうた【第1章 - 第3章、最終章】（高城千砂）
- ファイアーウーマン纏組（酒井涼子）
- FIGHT!!（隠部月之丞）
- 仏ゾーン【1 - 3】（アンナ）
- BLUE SEEDシリーズ（藤宮紅葉）
  - BLUE SEED 国土管理室宴会記念号
  - BLUE SEED 妖精より愛をこめて【ACT.1 - ACT.5】
  - BLUE SEED TOO
- 平成タイムボカン カエッテキタマンVol.2（カム / カエッテキタマン）
- 平成バカボン 平成音楽大全集（バカボン）
- 星くずパラダイス（結城りな）※1作目のみ
- ボイスシアターシリーズ
  - ボイスシアターシリーズ3 虹を渡る猫（クロ）
  - ボイスシアターシリーズ7 ペ天使がゆく（ミシェル）
- ぽっぷるメイルシリーズ（メイル）
  - ぽっぷるメイルパラダイス【1 - 5】
  - ぽっぷるメイル THE NEXT GENERATION【1 - 2】
- 魔群惑星（ストーン・リップ）※カセットブック
- 魔神英雄伝ワタルシリーズ（忍部ヒミコ 他）
  - 魔神英雄伝ワタル ※カセットブック
  - 魔神英雄伝ワタル2 ※カセットブック
  - 魔神英雄伝ワタル2 虎王夢伝説（ヒミカ、ヒミカの母の声）
  - 魔神英雄伝ワタル2 メモリアルCD 星界山ロケハン物語
  - 魔神英雄伝ワタル3 虎王のクリスマス・プレゼント センチメンタル・クリスマス
  - 魔神英雄伝ワタル3 CDシネマ【1 - 6】
  - 魔神英雄伝ワタル4 CDシネマ【1、5】
  - 魔神英雄伝ワタル外伝 CDシネマ ピュアピュアヒミコ【1 - 4】
  - 超魔神英雄伝ワタル ドラマアルバム【1 - 4】（わぁ坊、コダマ、女子生徒(1)、ネクラのヒミコ）
  - 魔神英雄伝ワタル 七魂の龍神丸「あっと驚く、幻龍丸!」
  - 魔神英雄伝ワタル 七魂の龍神丸 オーディオドラマ「咲き誇れ、奇跡の龍樹!」
- 魔動王グランゾート（グリグリ、エヌマ）※カセットブック
- 魔法先生ネギま! 〜さらば愛しき赤き翼〜（アリカ・アナルキア・エンテオフュシア）
- 魔法のプリンセス ミンキーモモ 雪がやんだら…（ミンキーモモ）
- まんが家マリナシリーズ（マリナ）
  - まんが家マリナ アストラル・トリップ事件 愛してローマ夜想曲
  - まんが家マリナ 怪奇事件 愛いっぱいのミステリー
- MIYUKI WORLD－美由紀・界－
- 無人島物語（倉嶋沙織）
- 名探偵コナン 少年探偵団からの挑戦状!（灰原哀）
- ラブひなコミックスイメージアルバム（浦島はるか、温泉たまご）
- LIPs the Agent DRAMA-CD【VOL.1 - VOL.3】（遊）
- 竜機伝承 外伝（サラヴィ・ベンゼンス）
- 流星機ガクセイバーシリーズ（昭島里美）
  - 流星機ガクセイバー 覚醒編
  - 流星機ガクセイバー 修学旅行へGO GO GO!編
- 瑠璃丸伝 〜当世しのび草紙〜（翔子）
- 倫敦魔魍街第1巻（フレデリック幼少時代）※カセットブック
- WILD HALF【Encounter2 - Encounter3】（北原ミレイ）
- 魔群惑星 プリンセス・ララバイ（ストーン・リップ）※カセットブック

ほか多数

### 吹き替え

#### 映画（吹き替え）
- アニー2（アニー〈アシュレー・ジョンソン〉）
- アメリ（アメリ・プーラン〈オドレイ・トトゥ〉）
- インデペンデンス・デイ: リサージェンス（Dr.カトリーヌ・マルソー〈シャルロット・ゲンズブール〉[230]）
- エクセス・バゲッジ/シュガーな気持ち（エミリー・ホープ〈アリシア・シルヴァーストーン〉）
- 火山高（ユ・チェイ〈シン・ミナ〉）
- 再会の街/ブライトライツ・ビッグシティ（アマンダ〈フィービー・ケイツ〉）※TBS版
- シェフ 三ツ星フードトラック始めました（モリー〈スカーレット・ヨハンソン〉）
- 新・桃太郎3 聖魔大戦（桃太郎〈リン・シャオロウ〉）
- スクリーム（ケイシー・ベッカー〈ドリュー・バリモア〉）
- ダイ・ハード2（スチュワーデス2、レンタカーガール、ウィンザー航空のスチュワーデス、空港のアナウンス）※ソフト版
- チャーリー（エドナ・パーヴァイアンス〈ペネロープ・アン・ミラー〉、チャップリン幼少期、チャップリンJr.幼少期、踊り子）
- 月の輝く夜に（クリシー）※JAL機内上映版
- 逃亡者（メイ・コーネル〈ショウニー・スミス〉）
- トゥルーライズ（ディナ・タスカー〈エリザ・ドゥシュク〉）※ソフト版
- Needing You（キンキー〈サミー・チェン〉）
- her/世界でひとつの彼女（サマンサ〈声：スカーレット・ヨハンソン〉）
- パシフィック・リムシリーズ（森マコ〈菊地凛子〉）
  - パシフィック・リム
  - パシフィック・リム: アップライジング[231]
- バニシング・レッド（リタ・マレク〈クリスチャン・アルフォンソ〉）※テレビ朝日版
- 陽のあたる教室（ロウィーナ・モーガン〈ジャン・ルイサ・ケリー〉）※DVD・ビデオ版
- 冬の恋人たち（ケイト・モーズリー〈モイラ・ケリー〉）
- ブレーメンの出来事（ナンシー〈アリアナ・リチャーズ〉）
- フロム・ダスク・ティル・ドーン3（エスメラルダ〈アラ・セリ〉）
- ペット・セメタリー（エリー〈ブレーズ・バーダール〉）※ソフト版
- マイ・ガール（トーマス・ジェームス・セネット〈マコーレー・カルキン〉）※機内版
- マイ・ドッグ・スキップ（ウィリー・モリス〈フランキー・ムニッズ〉）
- マッキーとマック（レノン〈マシュー・ベケット〉）
- ミー・ウィズアウト・ユー（ホリー〈ミシェル・ウィリアムズ〉）
- 名探偵ピカチュウ（ローラン博士〈リタ・オラ〉[232]、フシギダネ[233]）
- リトル・パンダの冒険（ライアン・タイラー〈ライアン・スレイター〉）
- 連鎖犯罪/逃げられない女（ヴァネッサ・ルッツ〈リース・ウィザースプーン〉）※旧DVD・ビデオ版

#### ドラマ
- カウボーイビバップ（フェイ・ヴァレンタイン〈ダニエラ・ピネダ〉[234]）
- 緊急出動!L.A.Fighters（シェリー・ボネリ）
- CSI:科学捜査班 シーズン14 #21、15 #6（エイヴリー・ライアン〈パトリシア・アークエット〉）
- 新スタートレック 第4期（レネ・ピカード〈デビッド・トリスティン・バーキン〉）、第5期（イザベラ）
- フルハウス（アーロン・ベイリー〈ミコ・ヒューズ〉）第4シーズンのみ
- マーダーズ・イン・ビルディング（メイベル〈セレーナ・ゴメス〉[235]）

#### アニメ
- ATOM（コーラ）
- スヌーピー&チャーリー・ブラウンシリーズ（マーシー）
- タイニー・トゥーンズ（スニーザー〈初代〉）
- チップとデールの大作戦（クィーニー（#9））※新吹き替え版
- チャイニーズ・ゴースト・ストーリー スーシン（スーシン）
- となかいロビー 炎のランナー&伝説の勇者（ドナー）
- とび★うおーず（ジェリー）
- ドンキーコング（ディディーコング）
- バットマン（バットガール / バーバラ・ゴードン）
- バットマン サブゼロ 凍りついた愛（バットガール / バーバラ・ゴードン）
- バットマン・ザ・フューチャー 蘇ったジョーカー（バットガール / バーバラ・ゴードン）
- 不思議の森の妖精たち（クリスタ）
- RWBY（レイヴン・ブランウェン）
- SING/シング: ネクストステージ（リンダ）[236]

### テレビドラマ
- 世にも奇妙な物語 2002年秋の特別編「声を聞かせて」（フジテレビ：2002年10月3日 / 篠原みゆきの声）
- 月曜ゴールデン（TBSテレビ / 百瀬太郎の母親の声）
  - 講談社第3回ドラマ原作大賞大賞受賞作 猫弁シリーズ
    - 猫弁〜死体の身代金〜（2012年4月23日）

  - 猫弁と透明人間（2013年4月22日）
- 名探偵コナン 工藤新一の復活!黒の組織との対決（読売テレビ：2007年12月17日 / 灰原哀の声）
- 執事 西園寺の名推理2 最終話（テレビ東京：2019年6月14日 / 山崎美鈴の声）
- VIVANT（TBS：2023年7月16日 -  / ドラムの声[237][238][注 21]）
- 藤子・F・不二雄 SF短編ドラマ シーズン2「旅人還る」（NHK BS：2024年5月19日）[239]

### 映画
- 怪獣プラネットゴジラ（ハローキティの声）
- ラブ&ポップ（伝言ダイアルの案内音声）
- 式日（女の声）
- ジュブナイル（テトラの声、大石美保）
- 鉄人28号（ブラックオックスの声）
- HINOKIO（エリの声）
- 3Dミュージカルショー「ハローキティとオズの魔法の国」（ハローキティの声）
- 巨神兵東京に現わる（声）

### ラジオ
放送中
- 林原めぐみのTokyo Boogie Night（TBSラジオ他：1992年4月11日 - ）

放送終了
- 気分はハートビート（エフエム東京：1988年6月 - 1990年3月）
- 林原めぐみのHeartful Station（RFラジオ日本：1991年4月9日 - 8月6日 → ラジオ関西他：1991年10月5日 - 2015年3月28日）
- 佐竹雅昭の覇王塾（文化放送：1993年10月10日 - 1996年3月）
- 佐竹雅昭の覇王塾F（文化放送：1996年4月 - 1997年4月）
- 佐竹・林原の無法塾（文化放送：1997年4月 - 1999年3月）
- MEGU・OMO 街へ出よう（TBSラジオ：1995年10月12日 - 1996年4月4日）
- 大月PのめぐみとO・SUN・PO（ニッポン放送：2000年5月1日 - 2000年9月25日）
- オレたちやってま〜す水曜日（MBSラジオ：2000年4月 - 2001年9月）
- ハローキティの部屋 supported by サンリオ（TOKYO FM：2012年4月6日 - 9月28日）
- Pokémon Radio Show! ロケット団ひみつ帝国（InterFM：2012年7月1日 - 12月23日）
- 音鬼と林原めぐみのH話×3（SMART USEN：2017年10月11日 - 2018年1月24日）

### ナレーション

#### テレビ番組
- 飛んでる男（テレビ東京：1986年）
- 新譜堂（日本テレビ：1997年3月31日 - 1998年12月25日）※平日帯
- 夢用絵の具 コスモス・ピンクの心 越路吹雪（NHK総合：1998年2月26日）
- F1グランプリ（フジテレビ：1999年）
- 開局40周年記念番組「メディア白書 2000年のテレビキッズ」（東海テレビ：1999年3月6日）
- 世界・ふしぎ発見!（TBS：1999年8月28日）
- ザ・ノンフィクション（フジテレビ：2001年3月4日 - ）※不定期
- しぜんとあそぼ「とのさまばった」「かたつむり」「くらげ」「すずめ」（NHK教育）※不定期
- 田村亮子ヒストリー（2000年9月16日）
- 課外授業 ようこそ先輩
  - みんなでロボットになってみよう ロボット工学者・福田敏男さん（NHK総合：2001年1月14日）
  - ヒーローソングを作ろう〜アニメソング歌手 水木一郎（NHK教育：2014年2月6日）
  - 「〜センセイの頭の中〜お笑いアーティスト 鉄拳」（NHK教育：2015年9月11日）
- スーパーJチャンネル年末SP（テレビ朝日：2008年12月26日）
- ゴッホ最後の70日〜ひまわりの画家はあの日、なぜ殺されたのか?（BSジャパン：2009年9月12日）
- アカデミックエンタテインメント 最後の社会科見学（日本テレビ：2010年10月12日）
- ザ・ノンフィクション スペシャル「和子の場合〜整形逃亡15年の真実〜」（フジテレビ：2011年3月6日）
- 開局60周年記念番組 ”人間とは何か…!?”わたしと地球の38億年物語〜アース・コード（TBS：2011年6月4日）
  - 生命38億年スペシャル 人間とは何だ…!?（TBSテレビ：2017年8月14日）
- おまえなしでは生きていけない〜猫を愛した芸術家の物語〜 第3回 向田邦子 ボクだけが見た彼女の涙（NHK BSプレミアム：2011年6月29日）
- 夢!どうぶつ大図鑑（TBS：2011年10月22日 - 2012年3月17日）
- グラジオラスの轍（フジテレビ：2012年1月29日 - ）
- NEWS ZERO（日本テレビ：2012年2月8日 - 9日、10月31日、2013年3月27日 - 28日、6月26日）※不定期
- 宿命〜吉田沙保里 世界13連覇への軌跡（CBCテレビ：2012年12月30日）
- 東野・有吉のどん底 「今年もあと一日。12月30日の深夜に芸能人の苦労話を大暴露。社交界の華が、あの大物姉妹歌手が、今をときめくアイドルが、体験したどん底とは?」（TBS：2012年12月30日）
- NHKスペシャル（NHK総合）
  - ロボット革命 人間を超えられるか（2013年3月17日）[240]
  - 「NEXT WORLD 私たちの未来」シリーズ（2015年1月3日）全5回
  - 天使か悪魔か 羽生善治 人工知能を探る（2016年5月15日）
  - 人工知能 天使か悪魔か 2017（2017年6月25日）
  - 誰にも言えなかった〜震災の心の傷 母と子の対話〜（2018年3月10日）
  - 人工知能 天使か悪魔か 2018未来がわかる その時あなたは（2018年9月15日）
  - 激闘ガダルカナル悲劇の指揮官（2019年8月11日）
- カスペ!いまドコ?〜ニッポンのスゴい運び人SP（フジテレビ：2013年3月19日）
- サンデースポーツ「女子スピードスケート・高木美帆特集」（NHK総合：2013年4月28日）
- 明日へ -支えあおう-「秋元康 復興へのプロデュース論・7つのメッセージ」（NHK総合：2013年5月5日）
- 首都圏スペシャル「逆境を生き抜け〜急増“チャイルド・プア” 闘う現場〜」（NHK総合〈東京〉：2013年5月31日）
- ドキュメント72時間「ネット生中継な人たち」（NHK総合：2013年6月7日）
- ジンロリアン〜人狼〜（TBS：第2弾 2013年7月5日・第3弾 2013年10月17日）
- 玉瀧光（ひかりTV：2013年）
- 武井壮しらべ 誰もやらなきゃオレがやる!!（TOKYO MX：2014年）
- 世界珍どうぶつ大図鑑（TBS：2014年8月31日）
- シャキーン!（NHK教育：2016年4月 - ）
- エヴァ噺（NHK BSプレミアム：2016年9月16日 - ）
- 答えを聞いたらもう一度見たくなる! クイズ二度見（フジテレビ：2016年9月17日、12月29日、2017年7月6日）
- 夫婦再旅（BS日テレ：2016年10月 - ）
- NNNドキュメント（日本テレビ）
  - わたしの話を聴いてほしい（2017年5月1日）
  - なぜアメリカ人はヒロシマに?〜核の脅威 高まる中で〜（2017年9月11日）
  - マザーズ〜『特定妊婦』オンナだけが悪いのか。（2018年4月23日）
  - そして、命に寄り添う（2020年7月5日）
  - セックスと同意−「性犯罪」刑法は変わるのか-（2021年6月28日）
  - 絆の果てに 北方領土…絶たれた30年の交流（2022年6月20日）
  - 「ヒロシマに立つーG7サミット　戦争なき世界ー」（2023年5月22日）
- 草間彌生 わが永遠の魂（NHK総合：2017年5月4日）
- 乾杯シャーロック・ホームズ（NHK総合：2017年5月24日）
- 超実践！ 発達障害 困りごととのつきあい方（NHK総合：2018年4月30日）
- 日曜美術館（NHK教育：2018年8月12日）
- 直撃!シンソウ坂上SP独占スクープ!（フジテレビ：2018年10月4日）
- 刑事コロンボ 完全捜査ファイル（NHK BSプレミアム：2018年11月3日）
  - リメイク版（NHK BSプレミアム：2019年1月19日）
- 運命のクロスヒストリー 徹底捜査 忠臣蔵（NHK総合：2018年12月30日）
- プレミアムカフェ 向田邦子（2）秋の出会い（NHK BSプレミアム：2019年11月28日）
- NHKスペシャル「AIでよみがえる美空ひばり」（NHK BSプレミアム：2019年12月7日）
- ココロレストラン ひと皿に人生あり（NHK BSプレミアム）
  - 「思い出のかば焼き」（2020年10月2日）
  - 「母に贈る故郷の味・煮菜」（2020年10月9日）
  - 「ひと皿に人生あり 拡大版」（2021年4月3日）
  - 「結婚する娘から両親へ 家族をつなぐサバ寿司」（2021年7月20日）
  - 「妻から夫へ 青春の和風スパゲッティ」（2021年7月21日）
  - 「孫から祖母へのラブレター 〜ビーフン〜」（2021年7月22日）
- 東京リボーン 総集編「スペクタクルシーン満載 首都大改造の3年間」（NHK BSプレミアム：2021年8月7日）
- 明日をまもるナビ（17）「ブラッと防災 地震火災に備える」（NHK総合：2021年9月26日）
- あたらしいテレビ 2022（NHK総合：2022年1月1日）[241]
- バタフライエフェクト あの日があるから今がある（NHK総合：2022年1月11日）[注 22]
- ライオン・ダイナスティ（ナショナルジオグラフィック・2022年1月） - 日本語ナレーション
- ひみつの絶景 ブルーキャニオン（NHK BSプレミアム：2022年3月12日）[244]
- ひみつの絶景 ブルーキャニオン「神々の住まう谷」（NHK BSプレミアム：2022年8月27日）
- カナカナ（NHK総合：2022年5月16日 - 6月30日）[245]
- ニッポン知らなかった選手権実況中!「第19回 包帯王選手権」（NHK総合：2022年7月19日）
- ザ・ドキュメンタリー シネマSOS（テレビ愛知：2022年9月17日）
- テレメンタリー2023「戦地から被災地へ －祈り続けた１年－」（テレビ朝日：2023年5月27日）
- 夢のあとさき 〜日本遺構見聞録〜（NHK BS4K：2023年6月17日）
- 日ビ 密着!救命救急24時〜カメラが捉えた緊迫の瞬間…奇跡の生還SP〜（テレビ東京：2024年5月5日）

ほか多数

#### CM
- ネッスル『クランチ』
- イワックスのハルカイロン
- 宝酒造『タカラcanチューハイ』（台詞「キャンペーン実施中」）
- アツギ『コンフォート』
- 竹書房『コミックガンマ』
- 富士見書房『月刊ドラゴンマガジン』『月刊コミックドラゴン』
- 角川書店『月刊ニュータイプ』
- ノイズ・日本版予告編（2000年）
- バンプレスト『スーパーロボット大戦α』（2000年）
- ジーパーズ・クリーパーズ・日本版予告編（2001年）
- NTTDoCoMo九州 503iseries（2001年）
- スターチャイルド『for RITZ』（2004年）
- セガ
  - 『シャイニング・ティアーズ』（2004年）
  - 『ソニックフロンティア』（2022年）
- SCE『リトルビッグプラネット』（2008年）
- 日清
  - 『カップヌードルキムチ』（カップヌードルキムチの声）
  - 『カップヌードルごはん』（2013年） - バカボン
  - 『カップヌードル HUNGRY DAYS』シリーズ
    - 予告篇（2017年）
    - 最終回予告篇（2018年）
    - 最終回篇（2018年）
    - 2019 予告篇（2019年）
    - ワンピース ゾロ 篇（2019年）
    - ワンピース ナミ 篇（2019年）
    - ワンピース ビビ 篇（2019年）
    - ワンピース 頂上騎馬戦 篇（2020年）
- 村田製作所『ムラタセイサク君』
- 三菱
  - 『COLT』（キティの声でナレーション）
  - 『試乗キャンペーン 家族でお店へ篇』（2013年）（キティの声でナレーション）
- Panasonic『ナノイー技術』
- イエローハット『イエローバーゲンセール2013年秋』
- DMM『DVD CDレンタルキャンペーン2013年冬』
- ワールドウェディング『Hello!WorldWedding 新春恒例結婚 「福袋プラン」！篇』（2014年）（キティの声でナレーション）
- 『LUCY/ルーシー』テレビCM「制御不能編」（2014年）
- ロート製薬『Chu Lip』
- ワコール『女神のヒミツ 至福ごこち』（2015年）[246]
- コカ・コーラ『綾鷹 にごりほのか』（2016年）
- YKK AP『樹脂窓の生まれる場所篇』（2017年）
- NURO 光
  - 『もしも君が望むなら篇』（2017年）
  - 『「そして君は」篇』（2019年）
- ほくでん『でんき相談篇』『エネモール篇』『スマート電化篇』（2017年）（キティの声でナレーション）
- ワーナー・ブラザース映画
  - 『ジオストーム』テレビCM「彼氏も凍る編」（2018年）
  - 『レミニセンス』15秒スポット「ルール編」（2021年）
  - 『十二人の死にたい子どもたち』特報予告（2018年）
- プロアクティブ『Proactiv+ × ハローキティ』（2018年）（キティの声でナレーション）
- 江崎グリコ
  - 『カフェオーレ「Don't 般若 me」編 (15")』（2018年）
  - 『カフェオーレ「ハイ、カフェオーレ」篇 (15")』（2019年）
- KADOKAWA
  - 『【ファンタジア文庫】ファイフステル・サーガ【2018年4月編TVCM】』（2018年）
  - 映画「いなくなれ、群青」予告編90秒（2019年）
  - 「月刊ニュータイプ2021年3月号」（2021年）
- 小学館『名探偵コナン95巻』（2018年）
- マーベル・スタジオ『アベンジャーズ/エンドゲーム』（2019年）
- イオンカード
  - 『イオンカード ぼくたちのカード3月篇』（2019年）
  - 『イオンカード×欅坂46』シリーズ TVCM
    - 「あなたらしさ・希望」篇（2019年）
    - 「あなたらしさ・夢」篇（2019年）
    - 「あなたらしさ・その先へ」篇（2019年）
    - 「わたしの道」篇（2020年）
    - 「わたしの夢」篇（2020年）

  - 『イオンカード×櫻坂46』シリーズ TVCM
    - 「新しいまいにち」篇11月（2020年）
    - 「デジタルサービス」篇（2020年）
    - 「新しいまいにち」篇（2020年）
    - 「新生活」篇（2021年）
    - 「＆イオンカード」篇（2021年）
- 栗山米菓『「天才バカボン」と「ばかうけ」のコラボCM 〜ばかうけコール 篇』（2019年）
- エースコック
  - 『モッチッチ TVCM「ハローキティ ロボットダンス ラーメン ハローキティCP」篇』（2020年）
  - 『モッチッチ TVCM「ハローキティ」篇』（2020年）
- HTBエナジー『「HISでんき」 猛暑篇（15秒）』『スーパーマーケット篇（15秒）』（2020年）
- 土曜ナイトドラマ【先生を消す方程式。】ティザーPR動画（15秒）（2020年）
- KATE
  - 「綾波レイ、はじめての口紅」（2020年）
  - 「綾波レイ、はじめての口紅、その後」20秒（2021年）
- サッポロビール「企業 第97回箱根駅伝 その言葉を心に篇」60秒（2021年）
- 松竹「映画『鳩の撃退法』」（2021年）
  - 【特報映像】
  - 【予告編】
  - 【15秒CM 藤原竜也編】
- クロックワークス『SEOBOK／ソボク』WEB CM（2021年）
- デアゴスティーニ「HELLO KITTY なつかしのアイテムコレクション【デアゴスティーニ】TVCM30秒」（2021年）
- サイゲームス【Shadowverseシャドウバース】CM 「SHAMAN KINGコラボ」篇（2021年）
- Apple「Apple Watch パッと見るだけで、健康管理。」（2022年）
- 円谷プロ『ウルトラセブン55周年「55年前、未来があった――」アニーバーサリームービー』（2022年）
- ユニバーサルミュージック スピッツ『美しい鰭』（2023年）
- イオン「2023 トップバリュグリーンアイ「いつかグリーンアイオーガニックバナナとしてお会いしましょう」」（2023年）
- DMM GAMES TVCM
  - 「夏の3大キャンペーン（パラパラ）」編（2024年）
  - 「夏の3大キャンペーン（盆踊り）」編（2024年）
  - 「夏の3大キャンペーン（ソイヤver）」編（2024年）
- サントリー からだを想うオールフリー「めっちゃうまい」編（2024年） - 歌唱[247]

ほか多数

#### その他（ナレーション）
- 名古屋市環境事業局「リサイクル坊やのごみ減量作戦」（リサイクル坊や）
- 大阪市環境局「いのちのうた」
- 教則ビデオ・大林組 安全管理の心得
- メイキングスペシャル・ゴジラvsメカゴジラ（本作のDVD特典に収録）
- ユーキャン「古都鎌倉」
- 久喜総合文化会館プラネタリウム「BLUE PLANET 〜奇跡の星☆〜」（2001年）
- 天文博物館五島プラネタリウム「星と音楽の夕べ」林原めぐみ特集（2001年）
- 天文博物館五島プラネタリウム meets〜星の記憶（2003年6月13日 - 30日）
- 櫻坂46×イオンカード WEBムービー 「BEYOND THE FUTURE」篇
- 朗読CD「3つの扉」（1998年2月21日）
- 小学館・罪に濡れたふたり〜Kasumi〜（2002年4月24日）
- シアターアプル朗読劇「涙の温度」（2003年12月2日）
- NHKラジオ第1放送・きらり10代!「名作を読もう」
  - 斜陽（2005年6月25日）
  - 若草物語（2005年7月2日）
  - 鈴蘭（2005年7月9日）
- Sound Theatre（新感覚・音楽朗読劇）
  - HYPNAGOGIA（2011年3月12日 - 13日）
  - CROSS ROAD〜悪魔のヴァイオリニスト ニコロ・パガニーニ〜（2012年9月22日 - 23日）
- 日本レコード協会キャンペーン“LOVE MUSIC”「著作権法30条1項3号読上げコンテスト」サンプルボイス（2011年）
- 文部科学省インターネットライブ配信 感じる・伝える・考える ことばの力 〜古典朗読から言語活動まで〜（2013年）
- 【乃木坂46】6期生オーディション 告知ムービー（2024年）
- 大哺乳類展3－わけてつなげて大行進（2024年）シロナガスクジラ

### テレビ
レギュラー
- やっぱりヤンチャー（NHK教育：1989年4月 - 1990年3月 / ソラミの声）
- ともだちいっぱい（NHK教育：1990年4月 - 1995年3月 / ソラミの声）
- 大好き!ハローキティ（テレビ東京：1993年10月5日 - 1994年3月30日 / ハローキティの声）
- あそぼう!! ハローキティ（テレビ東京：1994年4月6日 - 9月28日 / ハローキティの声）
- ハローキティとバッドばつ丸（テレビ東京：1994年10月 - 1999年3月 / ハローキティの声）
- キティズパラダイスシリーズ（テレビ東京 / ハローキティの声）
  - キティズパラダイス（1999年4月2日 - 9月）
  - キティズパラダイスII（1999年10月 - 2000年3月26日）
  - キティズパラダイスGOLD（2000年4月3日 - 2002年9月24日）
  - キティズパラダイスFresh（2002年10月1日 - 2005年9月26日）
  - キティズパラダイスPLUS（2005年10月4日 - 2008年9月30日）
  - キティズパラダイスpeace（2008年10月7日 - 2011年3月29日）
- 新譜堂（日本テレビ / 看板娘）
- サンリオキャラクターズ ポンポンジャンプ!（BSフジ：2017年4月2日 - 2020年3月29日 / ハローキティの声）
- ファンファンキティ!（テレビ東京：2020年4月6日 - / ハローキティの声）

司会
- BS夏休みアニメ特選（NHKBS2：1994年）
- スカパー! FM579 林原めぐみ×山寺宏一 〜気持ちは同期!? この道30年の歩み〜（BSスカパー!：2017年2月13日）
- シン・ゴジラ対エヴァンゲリオン交響楽コンサート（NHK BSプレミアム：2017年4月30日）

ゲストなど
- 電影帝国 ガンヘッド発表会レポーター（1989年）ビデオマガジン
- うるとら7:00（日本テレビ：1993年12月11日）
- 夕食ばんざい（フジテレビ：1995年8月16日）
- 速報!歌の大辞テン（日本テレビ：1996年11月4日、1998年7月15日）
- 徹子の部屋（テレビ朝日：1997年7月22日）
- トップランナー（NHK総合：1998年2月6日）
- エクスプレス（TBS：1999年8月9日）
- M-VOICE（テレビ大阪：1999年11月1日 - 5日、2001年8月28日 - 9月1日）
- Music Spot（三重テレビ：2002年）[注 23]
- 真剣10代しゃべり場（NHK教育：2002年12月21日）
- saku saku（テレビ神奈川：2003年7月21日 - 7月25日、9月29日 - 10月3日）
- 藤井隆のスカパー!110BANG!（スカパー：2005年12月5日）
- おはスタ（テレビ東京 / ディディーコングの声）
- あにてれ Presents アニソンぷらす+（テレビ東京：2008年9月1日）
- 森田一義アワー 笑っていいとも!（フジテレビ：2010年8月17日 / ハローキティの声）
- SMAP×SMAP（フジテレビ：2010年11月8日 / ハローキティの声）
- グレートコネクション（日本テレビ：2017年8月7日 / 声のみ）

ほか多数

### パチンコ・パチスロ
パチンコ
- 新世紀エヴァンゲリオンシリーズ（綾波レイ）
- CRヱヴァンゲリヲンシリーズ（綾波レイ）
- CRおそ松くん（トド松）
- CR天才バカボンシリーズ（バカボン）
  - CR天才バカボン 41才の春だから
  - CR天才バカボン4 決断の瞬間
- FEVER スレイヤーズREVOLUTION（リナ＝インバース）
- CR機動警察パトレイバー（桜山桃子）
- CRカウボーイビバップ（フェイ・ヴァレンタイン）
- CR魔神英雄伝ワタル（忍部ヒミコ）
- Pらんま1/2 熱血格闘遊戯（早乙女らんま）
- Pゴジラ対エヴァンゲリオン〜G細胞覚醒〜（綾波レイ）
- ぱちんこシン・エヴァンゲリオン（アヤナミレイ〈仮名〉）
- P攻殻機動隊SAC_2045 (シマムラタカシ)

パチスロ
- 新世紀エヴァンゲリオンシリーズ（綾波レイ）
- ヱヴァンゲリヲンシリーズ（綾波レイ）
- アベノ橋魔法☆商店街
- カウボーイビバップ（フェイ・ヴァレンタイン）
- Lゴジラ対エヴァンゲリオン（綾波レイ）

### その他
- サンリオピューロランド（ハローキティの声）
- ハーモニーランド（ハローキティの声）
- ユニバーサル・スタジオ・ジャパン（ハローキティの声）
- 国際花と緑の博覧会（花ずきんちゃんの声）
- 舞台KERA・MAP修道女たち（シスター・グリシダ 声の出演）
- 乃木坂46 8th YEAR BIRTHDAY LIVE（2020年） ナレーション
- 「Newtype35周年 アニメ・クロニクル」音声ガイドナビゲーター
- 「VIVANT」ファンミーティング（ドラムの声）[248]

## ディスコグラフィ

### シングル
| #    | 発売日         | タイトル                           | カップリング                                 | 形態           | 規格品番                       | 順位 |
| ---- | -------------- | ---------------------------------- | -------------------------------------------- | -------------- | ------------------------------ | ---- |
| 1st  | 1989年5月25日  | 約束だよ                           | ハッピー・ハッピー                           | 8cmCD          | POOP-40010                     | 圏外 |
| 1st  | 1997年3月5日   | 約束だよ                           | ハッピー・ハッピー                           | 8cmCD          | PODX-1020                      | 51位 |
| 2nd  | 1991年3月5日   | 虹色のSneaker                      | 恋のScramble Race                            | 8cmCD          | KIDA-15                        | 43位 |
| 2nd  | 1991年3月5日   | 虹色のSneaker                      | 恋のScramble Race                            | CT             | KISA-15                        | 43位 |
| 3rd  | 1992年6月24日  | 夢を抱きしめて                     | 好きより大好きミンキースマイル!              | 8cmCD          | KIDA-42                        | 90位 |
| 4th  | 1992年8月5日   | 春猫不思議月夜 -おしえてHappiness- | Touch me softly                              | 8cmCD          | KIDA-45                        | 49位 |
| 5th  | 1993年3月24日  | OUR GOOD DAY… 僕らのGOOD DAY       | KEEP ON DREAMING <MEGUMI Version>            | 8cmCD          | KIDA-54                        | 54位 |
| 6th  | 1993年11月26日 | 夢 Hurry Up                        | はりきって Trying!                           | 8cmCD          | KIDA-69                        | 58位 |
| 7th  | 1994年5月25日  | Until Strawberry Sherbet           | Sunday Afternoon                             | 8cmCD          | KIDA-81                        | 42位 |
| 8th  | 1994年11月3日  | Touch and Go!!                     | -Life-                                       | 8cmCD          | KIDA-90                        | 32位 |
| 9th  | 1995年7月21日  | MIDNIGHT BLUE                      | Shining Girl                                 | 8cmCD          | KIDA-108                       | 27位 |
| 10th | 1995年12月6日  | Going History                      | 灼熱の恋                                     | 8cmCD          | KIDA-124                       | 25位 |
| 11th | 1996年4月24日  | Give a reason                      | 邪魔はさせない                               | 8cmCD          | KIDA-128                       | 9位  |
| 12th | 1996年5月22日  | 限りない欲望の中に                 | Touch Yourself                               | 8cmCD          | KIDA-134                       | 20位 |
| 13th | 1996年7月5日   | Just be conscious                  | RUN ALL THE WAY!                             | 8cmCD          | KIDA-136                       | 11位 |
| 14th | 1996年10月23日 | Successful Mission                 | I'll be there                                | 8cmCD          | KIDA-138                       | 7位  |
| 15th | 1997年4月23日  | don't be discouraged               | Breeze                                       | 8cmCD          | KIDA-148                       | 4位  |
| 16th | 1997年7月2日   | Reflection                         | GLORIA〜君に届けたい〜                       | 8cmCD          | KIDA-154                       | 7位  |
| 17th | 1998年2月4日   | Fine colorday                      | おやすみなさい 明日はおはよう                | 8cmCD          | KIDA-158                       | 9位  |
| 18th | 1998年4月24日  | 〜infinity〜∞                      | EXTRICATION                                  | 8cmCD          | KIDA-161                       | 8位  |
| 19th | 1998年7月3日   | raging waves                       | I & Myself                                   | 8cmCD          | KIDA-163                       | 8位  |
| 20th | 1998年9月4日   | A HOUSE CAT                        | 幸せは小さなつみかさね                       | 8cmCD          | KIDA-165                       | 6位  |
| 21st | 1998年10月23日 | Proof of Myself                    | Lively Motion                                | 8cmCD          | KIDA-170                       | 9位  |
| 22nd | 1999年5月28日  | question at me                     | 〜それから〜                                 | 8cmCD          | KIDA-180                       | 13位 |
| 23rd | 1999年12月3日  | ブースカ!ブースカ!!                | 晴れときどき晴れ                             | 8cmCD          | KIDA-190                       | 50位 |
| 24th | 2000年5月24日  | サクラサク                         | 君さえいれば                                 | マキシシングル | KICA-506                       | 7位  |
| 25th | 2000年10月25日 | unsteady                           | lost in you                                  | 8cmCD          | KIDA-204                       | 14位 |
| 26th | 2001年8月29日  | Over Soul                          | trust you                                    | マキシシングル | KICM-3016[林原めぐみver]       | 7位  |
| 26th | 2001年8月29日  | Over Soul                          | trust you                                    | マキシシングル | KICM-3017[シャーマンキングver] | 7位  |
| 27th | 2001年12月5日  | feel well                          | ルンバ・ルンバ                               | マキシシングル | KICM-3020                      | 11位 |
| 27th | 2001年12月5日  | feel well                          | あなたはたこご                               | マキシシングル | KICM-3020                      | 11位 |
| 28th | 2001年12月29日 | brave heart                        | きらめくかけら brave heart (Moonlit Version) | マキシシングル | KICM-3021                      | 11位 |
| 29th | 2002年3月27日  | Northern lights                    | おもかげ                                     | マキシシングル | KICM-3027                      | 3位  |
| 30th | 2002年4月24日  | Treat or Goblins                   | あなたの心に                                 | マキシシングル | KICM-3030                      | 19位 |
| 30th | 2002年4月24日  | Treat or Goblins                   | あなたの心に (HipDooWopHop Mix)              | マキシシングル | KICM-3030                      | 19位 |
| 31st | 2002年9月25日  | KOIBUMI                            | 朝未き・夜渡り faint love                    | マキシシングル | KICM-3035[林原めぐみver]       | 7位  |
| 31st | 2002年9月25日  | KOIBUMI                            | 朝未き・夜渡り faint love                    | マキシシングル | KICM-3036[朝霧の巫女ver]       | 7位  |
| 32nd | 2003年9月26日  | 負けないで、負けないで…            | 頑張って、頑張って…                          | マキシシングル | KICM-1083                      | 8位  |
| 33rd | 2006年7月26日  | Meet again                         | Get along 〜SelfTag Version〜                | マキシシングル | KICM-1164                      | 12位 |
| 33rd | 2006年7月26日  | Meet again                         | Give a reason 〜Ballade Version〜            | マキシシングル | KICM-1164                      | 12位 |
| 33rd | 2006年7月26日  | Meet again                         | don't be discouraged                         | マキシシングル | KICM-1164                      | 12位 |
| 34th | 2007年2月7日   | A Happy Life                       | Lucky & Happy                                | マキシシングル | KICM-1196                      | 12位 |
| 35th | 2008年7月23日  | Plenty of grit                     | Revolution                                   | マキシシングル | KICM-1245                      | 6位  |
| 36th | 2009年2月18日  | Front breaking                     | 砂時計                                       | マキシシングル | KICM-1268                      | 15位 |
| 37th | 2009年4月22日  | 集結の園へ                         | 集結の園へ 〜AYANAMIver.〜                   | マキシシングル | KICM-1271                      | 7位  |
| 38th | 2010年7月21日  | 集結の運命                         | 今日の日はさようなら 〜Maternal Version〜    | マキシシングル | KICM-1310                      | 6位  |
| 39th | 2012年9月29日  | つばさ                             | アメイジング・グレイス                       | マキシシングル | KICM-1414                      | 36位 |
| 40th | 2015年10月21日 | サンハーラ 〜聖なる力〜            | もう一人の私                                 | マキシシングル | KICM-3302                      | 17位 |
| 40th | 2015年10月21日 | サンハーラ 〜聖なる力〜            | raks-ati 〜君を守る〜                        | マキシシングル | KICM-3302                      | 17位 |
| 40th | 2015年10月21日 | サンハーラ 〜聖なる力〜            | Stay                                         | マキシシングル | KICM-3302                      | 17位 |
| 41st | 2016年2月3日   | 薄ら氷心中                         | 我れは梔子                                   | マキシシングル | KICM-3315                      | 13位 |
| 42nd | 2017年2月22日  | 今際の死神                         | 命の息吹き                                   | マキシシングル | KICM-3320                      | 31位 |
| 43rd | 2021年4月14日  | Soul salvation                     | ＃ボクノユビサキ                             | マキシシングル | KICM-2077                      | 9位  |
| 44th | 2022年12月21日 | 集結の果てに                       | 集結の時 〜Territory〜                       | マキシシングル | KICM-2121                      | 21位 |
| 45th | 2023年12月6日  | 終結の槍/終結のはじまり            | -                                            | マキシシングル | KICM-2147                      | 22位 |
| 46th | 2024年12月18日 | Gathering                          | Children 〜はじまりの明⽇へ〜                | マキシシングル | KICM-2161                      | 22位 |

#### 配信限定シングル
| #   | 発売日        | タイトル                            | 規格品番  |
| --- | ------------- | ----------------------------------- | --------- |
| 1st | 2022年7月29日 | Soul salvation 〜Flowering period〜 | NOPA-3367 |

### アルバムCD

#### フルアルバム
| #    | 発売日         | タイトル       | 形態                       | 規格品番          | 順位  |
| ---- | -------------- | -------------- | -------------------------- | ----------------- | ----- |
| 1st  | 1991年3月21日  | Half and, Half | 12cmCD                     | KICS-100          | 43位  |
| 1st  | 1991年3月21日  | Half and, Half | CT                         | KITS-100          | 43位  |
| 1st  | 2005年3月16日  | Half and, Half | 12cmCD                     | KICS-91151        | 288位 |
| 2nd  | 1992年3月5日   | WHATEVER       | 12cmCD                     | KICS-176          | 18位  |
| 2nd  | 1992年3月5日   | WHATEVER       | CT                         | KITS-176          | 18位  |
| 2nd  | 2005年3月16日  | WHATEVER       | 12cmCD                     | KICS-91152        | 圏外  |
| 3rd  | 1992年8月5日   | Perfume        | 12cmCD                     | KICS-215          | 13位  |
| 3rd  | 2005年3月16日  | Perfume        | 12cmCD                     | KICS-91153        | 圏外  |
| 4th  | 1993年8月21日  | SHAMROCK       | 12cmCD                     | KICS-345          | 12位  |
| 4th  | 2005年3月16日  | SHAMROCK       | 12cmCD                     | KICS-91154        | 圏外  |
| 5th  | 1994年7月2日   | SPHERE         | 12cmCD                     | KICS-430          | 8位   |
| 5th  | 2005年3月16日  | SPHERE         | 12cmCD                     | KICS-91155        | 圏外  |
| 6th  | 1995年3月3日   | Enfleurage     | 12cmCD                     | KICS-475          | 6位   |
| 6th  | 2005年3月16日  | Enfleurage     | 12cmCD                     | KICS-91156        | 圏外  |
| 7th  | 1996年11月1日  | bertemu        | 12cmCD                     | KICS-590          | 3位   |
| 7th  | 2005年3月16日  | bertemu        | 12cmCD                     | KICS-91157        | 圏外  |
| 8th  | 1997年8月6日   | Irāvatī        | 12cmCD                     | KICS-640          | 5位   |
| 8th  | 2005年3月16日  | Irāvatī        | 12cmCD                     | KICS-91158        | 圏外  |
| 9th  | 1999年10月27日 | ふわり         | 12cmCD                     | KICS-755          | 5位   |
| 9th  | 2005年3月16日  | ふわり         | 12cmCD                     | KICS-91159        | 圏外  |
| 10th | 2002年6月26日  | feel well      | 12cmCD+DVD[初回限定盤]     | KICS-90956        | 7位   |
| 10th | 2002年6月26日  | feel well      | 12cmCD[通常盤]             | KICS-955          | 7位   |
| 11th | 2004年1月7日   | center color   | 12cmCD+DVD                 | KICS-1070         | 10位  |
| 12th | 2007年4月21日  | Plain          | 12cmCD[初回限定盤]         | KICS-91013〜91014 | 18位  |
| 12th | 2007年4月21日  | Plain          | 12cmCD[通常盤]             | KICS-1303         | 18位  |
| 13th | 2010年7月21日  | CHOICE         | 12cmCD+DVD[初回限定盤]     | KICS-91548        | 6位   |
| 13th | 2010年7月21日  | CHOICE         | 12cmCD[通常盤]             | KICS-1548         | 6位   |
| 14th | 2018年3月30日  | Fifty〜Fifty   | 12cmCD+Blu-ray[初回限定盤] | KICS-93693        | 18位  |
| 14th | 2018年3月30日  | Fifty〜Fifty   | 12cmCD[通常盤]             | KICS-3693         | 18位  |

#### ベスト・アルバム
| #   | 発売日        | タイトル       | 形態                   | 規格品番          | 順位  |
| --- | ------------- | -------------- | ---------------------- | ----------------- | ----- |
| 1st | 2000年4月26日 | VINTAGE S      | 12cmCD+VHS             | KICS-790          | 6位   |
| 1st | 2000年4月26日 | VINTAGE S      | 12cmCD                 | KICS-790          | 6位   |
| 1st | 2005年3月16日 | VINTAGE S      | 12cmCD+DVD             | KICS-91160        | 232位 |
| 2nd | 2000年6月21日 | VINTAGE A      | 12cmCD+VHS             | KICS-810          | 4位   |
| 2nd | 2000年6月21日 | VINTAGE A      | 12cmCD                 | KICS-810          | 4位   |
| 2nd | 2005年3月16日 | VINTAGE A      | 12cmCD+DVD             | KICS-91161        | 271位 |
| 3rd | 2011年6月11日 | VINTAGE White  | 12cmCD+DVD[初回限定盤] | KICS-91670〜91671 | 9位   |
| 3rd | 2011年6月11日 | VINTAGE White  | 12cmCD[通常盤]         | KICS-1670〜1671   | 9位   |
| 4th | 2015年6月17日 | タイムカプセル | 12cmCD                 | KICS-3192〜3194   | 10位  |
| 5th | 2016年2月3日  | DUO            | 12cmCD                 | KICS-3346〜3348   | 12位  |
| 6th | 2021年3月30日 | VINTAGE DENIM  | 12cmCD                 | KICS-3980〜1982   | 6位   |

#### ミニアルバム
| #   | 発売日         | タイトル       | 形態   | 規格品番   | 順位 |
| --- | -------------- | -------------- | ------ | ---------- | ---- |
| 1st | 1990年2月28日  | PULSE          | 8cmCD  | TYDY-5127  | 92位 |
| 1st | 1990年2月28日  | PULSE          | CT     | TYTY-5127  | 92位 |
| 1st | 1994年12月21日 | PULSE          | 12cmCD | TYCY-5413  | 84位 |
| 2nd | 2009年10月4日  | 萌えふぁいやー | 12cmCD | NMAX-80005 |      |

#### その他アルバム
| #   | 発売日        | タイトル                    | 形態               | 規格品番          | 順位 |
| --- | ------------- | --------------------------- | ------------------ | ----------------- | ---- |
| 1st | 2007年4月21日 | 林原めぐみ たのしいどうよう | 12cmCD             | KICG-53〜55       | 70位 |
| 2nd | 2008年6月25日 | スレイヤーズMEGUMIX         | 12cmCD             | KICA-916〜918     | 14位 |
| 3rd | 2017年5月3日  | with you                    | 12cmCD[期間限定盤] | KICS-93489〜93490 | 11位 |
| 4th | 2020年3月25日 | スレイヤーズMEGUMIXXX       | 12cmCD             | KICA-2573〜2575   | 9位  |

#### 配信限定アルバム
| #   | 発売日         | タイトル                                                     | 規格品番  | 配信サイト                        |
| --- | -------------- | ------------------------------------------------------------ | --------- | --------------------------------- |
| 1st | 2017年12月13日 | 「林原めぐみ 1st LIVE -あなたに会いに来て-」配信限定アルバム | NOPA-1644 | アーティスト公式サウンド          |
| 1st | 2017年12月13日 | 「林原めぐみ 1st LIVE -あなたに会いに来て-」配信限定アルバム | NOPA-1644 | Amazon デジタルミュージックストア |
| 1st | 2017年12月13日 | 「林原めぐみ 1st LIVE -あなたに会いに来て-」配信限定アルバム | NOPA-1644 | animelo mix                       |
| 1st | 2017年12月13日 | 「林原めぐみ 1st LIVE -あなたに会いに来て-」配信限定アルバム | NOPA-1644 | XBOX MUSIC                        |
| 1st | 2017年12月13日 | 「林原めぐみ 1st LIVE -あなたに会いに来て-」配信限定アルバム | NOPA-1644 | オリコンミュージックストア        |
| 1st | 2017年12月13日 | 「林原めぐみ 1st LIVE -あなたに会いに来て-」配信限定アルバム | NOPA-1644 | GIGA MUSIC                        |
| 1st | 2017年12月13日 | 「林原めぐみ 1st LIVE -あなたに会いに来て-」配信限定アルバム | NOPA-1644 | Google Play Music                 |
| 1st | 2017年12月13日 | 「林原めぐみ 1st LIVE -あなたに会いに来て-」配信限定アルバム | NOPA-1644 | JOYSOUND うた×フル                |
| 1st | 2017年12月13日 | 「林原めぐみ 1st LIVE -あなたに会いに来て-」配信限定アルバム | NOPA-1644 | 着信★うた♪                        |
| 1st | 2017年12月13日 | 「林原めぐみ 1st LIVE -あなたに会いに来て-」配信限定アルバム | NOPA-1644 | TSUTAYA 音楽配信                  |
| 1st | 2017年12月13日 | 「林原めぐみ 1st LIVE -あなたに会いに来て-」配信限定アルバム | NOPA-1644 | ドワンゴジェイピー                |
| 1st | 2017年12月13日 | 「林原めぐみ 1st LIVE -あなたに会いに来て-」配信限定アルバム | NOPA-1644 | music.jp                          |
| 1st | 2017年12月13日 | 「林原めぐみ 1st LIVE -あなたに会いに来て-」配信限定アルバム | NOPA-1644 | mora                              |
| 1st | 2017年12月13日 | 「林原めぐみ 1st LIVE -あなたに会いに来て-」配信限定アルバム | NOPA-1644 | レコチョク                        |

### 映像作品
| #   | 発売日         | タイトル                                 | 形態              | 規格品番   | 順位         |
| --- | -------------- | ---------------------------------------- | ----------------- | ---------- | ------------ |
| 1st | 1991年4月21日  | りぼん                                   | VHS               | KIVM-21    |              |
| 1st | 1991年5月21日  | りぼん                                   | LD                | KILM-12    |              |
| 2nd | 1991年5月21日  | 君のAnswer                               | Video Single Disc | KIFM-4     |              |
| 3rd | 2017年12月13日 | 林原めぐみ 1st LIVE -あなたに会いに来て- | Blu-ray           | KIXM-303   | 6位（総合）  |
| 3rd | 2017年12月13日 | 林原めぐみ 1st LIVE -あなたに会いに来て- | Blu-ray           | KIXM-303   | 3位（音楽）  |
| 3rd | 2017年12月13日 | 林原めぐみ 1st LIVE -あなたに会いに来て- | DVD               | KIBM-690/1 | 12位（総合） |
| 3rd | 2017年12月13日 | 林原めぐみ 1st LIVE -あなたに会いに来て- | DVD               | KIBM-690/1 | 5位（音楽）  |

### その他CD

#### デュエットシングル
| 発売日   | 商品名                                                      | 歌                       | 楽曲                                                            | 備考                                                                   |
| 1989年   | 1989年                                                      | 1989年                   | 1989年                                                          | 1989年                                                                 |
| -------- | ----------------------------------------------------------- | ------------------------ | --------------------------------------------------------------- | ---------------------------------------------------------------------- |
| 11月24日 | お願い・チンプイ                                            | 林原めぐみ・斉藤小百合   | 「シンデレラなんかになりたくない」                              | テレビアニメ『チンプイ』エンディングテーマ                             |
| 1993年   |                                                             |                          |                                                                 |                                                                        |
| 5月21日  | NG騎士ラムネ&40DX ワクワク時空炎の海賊盤                    | 林原めぐみ・三石琴乃     | 「ララバイ☆あ・げ・た・い」                                     | ラジオドラマ『NG騎士ラムネ&40DX ワクワク時空炎の海賊盤』イメージソング |
| 1995年   |                                                             |                          |                                                                 |                                                                        |
| 5月24日  | Get along                                                   | 林原めぐみ・奥井雅美     | 「Get along」                                                   | テレビアニメ『スレイヤーズ』オープニングテーマ                         |
| 5月24日  | Get along                                                   | 林原めぐみ・奥井雅美     | 「KUJIKENAIKARA!」                                              | テレビアニメ『スレイヤーズ』エンディングテーマ                         |
| 11月3日  | What's Up Guys?                                             | 古本新之輔・林原めぐみ   | 「What's Up Guys?」                                             | テレビアニメ『爆れつハンター』オープニングテーマ                       |
| 11月3日  | What's Up Guys?                                             | 林原めぐみ               | 「TOO LATE」                                                    |                                                                        |
| 1996年   |                                                             |                          |                                                                 |                                                                        |
| 11月21日 | SHOOT! LOVE HUNTER                                          | 林原めぐみ・水谷優子     | 「whip on darling」                                             | OVA『元祖 爆れつハンター』エンディングテーマ                           |
| 2003年   |                                                             |                          |                                                                 |                                                                        |
| 5月21日  | 3×3 EYES 再造の章                                           | 林原めぐみ・たかはしごう | 「風をつかまえて」                                              | DVD-BOX『3×3 EYES DVD Special Edition』特典CD                          |
| 5月21日  | 3×3 EYES 再造の章                                           | 林原めぐみ・たかはしごう | 「遥かなる抱擁 -Embrasser-」                                    | DVD-BOX『3×3 EYES DVD Special Edition』特典CD                          |
| 5月21日  | 3×3 EYES 再造の章                                           | 林原めぐみ・たかはしごう | 「夜はLogo Logo」                                               | DVD-BOX『3×3 EYES DVD Special Edition』特典CD                          |
| 5月21日  | 3×3 EYES 再造の章                                           | 林原めぐみ・たかはしごう | 「青い月の下で」                                                | DVD-BOX『3×3 EYES DVD Special Edition』特典CD                          |
| 5月21日  | 3×3 EYES 再造の章                                           | 林原めぐみ・たかはしごう | 「Believe」                                                     | DVD-BOX『3×3 EYES DVD Special Edition』特典CD                          |
| 5月21日  | 3×3 EYES 再造の章                                           | 林原めぐみ・たかはしごう | 「3×3 EYES」                                                    | DVD-BOX『3×3 EYES DVD Special Edition』特典CD                          |
| 9月26日  | CARNIVAL・BABEL・REVIVAL 〜カルナバル・バベル・リバイバル〜 | 林原めぐみ・たかはしごう | 「CARNIVAL・BABEL・REVIVAL 〜カルナバル・バベル・リバイバル〜」 |                                                                        |
| 2010年   |                                                             |                          |                                                                 |                                                                        |
| 11月21日 | Heartful Station                                            | 林原めぐみ・保志総一朗   | 「Heartful Station」                                            | ラジオ『林原めぐみのHeartful Station』1000回放送記念CD                 |
| 11月21日 | Heartful Station                                            | 林原めぐみ・保志総一朗   | 「tuning love」                                                 | ラジオ『林原めぐみのHeartful Station』1000回放送記念CD                 |

#### キャラクターソング
| 発売日   | 商品名                                                                                | 歌 | 楽曲                                                      | 備考                                                                         |
| 1990年   | 1990年                                                                                | 1990年 | 1990年                                                    | 1990年                                                                       |
| -------- | ------------------------------------------------------------------------------------- | --- | --------------------------------------------------------- | ---------------------------------------------------------------------------- |
| 4月21日  | 乱馬ダ☆RANMA                                                                          | 乱馬的歌劇団御一行様 | 「乱馬ダ☆RANMA」                                          | テレビアニメ『らんま1/2』エンディングテーマ                                  |
| 4月21日  | 乱馬的企画音盤 らんま1/2 熱闘歌合戦                                                   | 早乙女乱馬（山口勝平） & 早乙女らんま（林原めぐみ） | 「チャイナからの手紙」                                    | テレビアニメ『らんま1/2』関連曲                                              |
| 4月21日  | 乱馬的企画音盤 らんま1/2 熱闘歌合戦                                                   | 早乙女らんま（林原めぐみ） | 「夢のBalloon」                                           | テレビアニメ『らんま1/2』関連曲                                              |
| 6月25日  | 星くずパラダイス                                                                      | 結城りな（林原めぐみ） | 「虹色れんあい★」                                         | コミック『星くずパラダイス』イメージソング                                   |
| 6月25日  | 星くずパラダイス                                                                      | 結城りな（林原めぐみ） | 「I'm Just a Virgin」                                     | コミック『星くずパラダイス』イメージソング                                   |
| 7月5日   | それいけ!アンパンマン ばいきんまんの逆襲/おむすびまん オリジナル・サウンドトラック    | こむすびまん（林原めぐみ） | 「こむすびまん元気旅」                                    | テレビアニメ『アンパンマン』関連曲                                           |
| 11月21日 | 乱馬的企画音盤II らんま1/2 歌暦（平成3年度版）                                        | 早乙女らんま（林原めぐみ） | 「November Rain」                                         | テレビアニメ『らんま1/2』関連曲                                              |
| 11月21日 | 乱馬的企画音盤II らんま1/2 歌暦（平成3年度版）                                        | DoCo | 「思い出がいっぱい」                                      | テレビアニメ『らんま1/2』関連曲                                              |
| 11月21日 | 乱馬的企画音盤II らんま1/2 歌暦（平成3年度版）                                        | 乱馬的歌劇団御一行様 | 「キャラクターズ・クリスマス」                            | テレビアニメ『らんま1/2』関連曲                                              |
| 12月15日 | 危ない土曜日                                                                          | ARIEL | 「危ない土曜日」                                          | OVA『ARIEL 接触編 THE BEGINNING』エンディングテーマ                          |
| 12月15日 | 危ない土曜日                                                                          | ARIEL | 「エリアルのうた」                                        | OVA『ARIEL 接触編 THE BEGINNING』オープニングテーマ                          |
| 1991年   |                                                                                       | |                                                           |                                                                              |
| 1月21日  | 思い出がいっぱい                                                                      | DoCo | 「思い出がいっぱい」                                      | OVA『らんま1/2』オープニングテーマ                                           |
| 1月21日  | 思い出がいっぱい                                                                      | 帯子 | 「リトル★デイト」                                         | テレビアニメ『らんま1/2』キャラクターソング                                  |
| 1月21日  | November Rain                                                                         | 早乙女らんま（林原めぐみ） | 「November Rain -Single Version-」                        | テレビアニメ『らんま1/2』キャラクターソング                                  |
| 1月21日  | November Rain                                                                         | 早乙女らんま（林原めぐみ） | 「夢のBalloon -Single Version-」                          | テレビアニメ『らんま1/2』キャラクターソング                                  |
| 4月25日  | 星くずパラダイス STARDUST MEMORY SERIES (1) 虹色れんあい★                             | 結城りな（林原めぐみ） | 「虹色れんあい★（Re-Mix）」                               | コミック『星くずパラダイス』イメージソング                                   |
| 4月25日  | 星くずパラダイス STARDUST MEMORY SERIES (1) 虹色れんあい★                             | 結城りな（林原めぐみ） | 「I'm Just a Virgin（Re-Mix）」                           | コミック『星くずパラダイス』イメージソング                                   |
| 7月21日  | 乱馬的企画音盤III らんま1/2 DoCoファースト                                            | DoCo | 「僕たちはこれから」                                      | OVA『らんま1/2』オープニングテーマ                                           |
| 7月21日  | 乱馬的企画音盤III らんま1/2 DoCoファースト                                            | DoCo | 「赤い靴のSUNDAY」                                        | OVA『らんま1/2』エンディングテーマ                                           |
| 7月21日  | 乱馬的企画音盤III らんま1/2 DoCoファースト                                            | DoCo | 「うそつき」                                              | 劇場版『らんま1/2 超無差別決戦! 乱馬チームVS伝説の鳳凰』エンディングテーマ   |
| 7月21日  | 乱馬的企画音盤III らんま1/2 DoCoファースト                                            | DoCo | 「少しだけ坂道」                                          | OVA『らんま1/2』エンディングテーマ                                           |
| 7月21日  | 乱馬的企画音盤III らんま1/2 DoCoファースト                                            | DoCo | 「彼」                                                    | OVA『らんま1/2』エンディングテーマ                                           |
| 12月21日 | 乱馬的企画音盤IV らんま1/2 格闘歌かるた                                               | らんま（林原めぐみ） | 「男溺泉を探せ」                                          | テレビアニメ『らんま1/2』キャラクターソング                                  |
| 12月21日 | 乱馬的企画音盤IV らんま1/2 格闘歌かるた                                               | DoCo | 「EQUALロマンス」                                         | テレビアニメ『らんま1/2』キャラクターソング                                  |
| 12月21日 | 乱馬的企画音盤IV らんま1/2 格闘歌かるた                                               | らんま（林原めぐみ） | 「もう泣かないで」                                        | テレビアニメ『らんま1/2』キャラクターソング                                  |
| 12月21日 | 乱馬的企画音盤IV らんま1/2 格闘歌かるた                                               | 乱馬的歌劇団御一行様 | 「乱馬ダ☆RANMA '92」                                      | テレビアニメ『らんま1/2』キャラクターソング                                  |
| （不明） | たのしいファミリークリスマス                                                          | キティ（林原めぐみ）&ミミィ（冨永みーな） | 「ジングルベル」                                          | 『ハローキティ』関連曲                                                       |
| （不明） | たのしいファミリークリスマス                                                          | キティ（林原めぐみ）&サンタさん | 「赤鼻のトナカイ」                                        | 『ハローキティ』関連曲                                                       |
| （不明） | たのしいファミリークリスマス                                                          | キティ（林原めぐみ） | 「そり遊び」                                              | 『ハローキティ』関連曲                                                       |
| 1992年   |                                                                                       | |                                                           |                                                                              |
| 4月16日  | ASSEMBLER                                                                             | Drink | 「BLIND GAME」                                            | ドラマCD『COMPILER ASSEMBLER』関連曲                                         |
| 7月21日  | キャラクターアルバム ハローキティ                                                     | キティ（林原めぐみ） | 「ハローキティ」                                          | 『ハローキティ』関連曲                                                       |
| 7月21日  | キャラクターアルバム ハローキティ                                                     | キティ（林原めぐみ） | 「ハッピーバースデイ」                                    | 『ハローキティ』関連曲                                                       |
| 7月21日  | キャラクターアルバム ハローキティ                                                     | キティ（林原めぐみ） | 「ロンドン私の街」                                        | 『ハローキティ』関連曲                                                       |
| 7月21日  | キャラクターアルバム ハローキティ                                                     | キティ（林原めぐみ） | 「あの子はキティ」                                        | 『ハローキティ』関連曲                                                       |
| 7月21日  | キャラクターアルバム ハローキティ                                                     | キティ（林原めぐみ） | 「ママにおてつだい」                                      | 『ハローキティ』関連曲                                                       |
| 1993年   |                                                                                       | |                                                           |                                                                              |
| 4月28日  | 絶対無敵ライジンオー 僕たちからありがとう                                             | 日向仁（松本梨香）、月城飛鳥（岩坪理江）、星山吼児（まるたまり）、白鳥マリア（吉田古奈美）、小島努（島田敏）、佐藤大介（塩屋浩三）、坂井ときえ（佐藤智恵）、泉ゆう（林原めぐみ）、高森ひろし（松井摩味）、春野きらら（南杏子）、池田れいこ（鈴木砂織）、栗木容子（岩坪理江）、近藤ひでのり（吉田古奈美）、小川よしあき（佐藤智恵）、石塚織絵（松井摩味）、今村あきら（南杏子）、島田愛子（松本梨香）、真野美紀（鈴木砂織） | 「僕たちからありがとう」                                  | テレビアニメ『絶対無敵ライジンオー』関連曲                                   |
| 7月21日  | 片道通行をリバース                                                                    | Drink | 「片道通行をリバース」                                    | OVA『COMPILER』関連曲                                                        |
| 7月21日  | 片道通行をリバース                                                                    | Drink | 「フルヴォリュームで囁いて」                              | OVA『COMPILER』関連曲                                                        |
| 8月19日  | 絶対無敵ライジンオーIV 地球防衛組全員出動! (4)                                        | 泉ゆう（林原めぐみ） | 「花言葉にゆれて」                                        | テレビアニメ『絶対無敵ライジンオー』関連曲                                   |
| 11月3日  | READY GO! 熱血最強キングゴウザウラー                                                  | SAURERS | 「READY GO! 熱血最強キングゴウザウラー」                  | テレビアニメ『熱血最強ゴウザウラー』挿入歌                                   |
| 11月3日  | READY GO! 熱血最強キングゴウザウラー                                                  | SAURERS | 「KEEP ON DREAMING <SAURERS VERSION>」                    | テレビアニメ『熱血最強ゴウザウラー』オープニングテーマ                       |
| 11月21日 | サンリオCDキティちゃんパック みんなでうたおう! サンリオピューロランド                 | キティ（林原めぐみ） | 「ソング オブ プリンセスパール」                          | 『ハローキティ』関連曲                                                       |
| 12月10日 | 熱血電波倶楽部「電脳天使 COMPILER・FX」PLASMA                                         | Drink | 「片道通行をリバース <SHORT VERSION>」                    | OVA『COMPILER』関連曲                                                        |
| 12月22日 | サイレントメビウス VS 聖獣伝承Dark Angel VS Compiler 電脳少女歌劇団                   | 電脳少女歌劇団 | 「友達になろう」                                          | 『電脳少女歌劇団』関連曲                                                     |
| 12月22日 | サイレントメビウス VS 聖獣伝承Dark Angel VS Compiler 電脳少女歌劇団                   | 電脳少女歌劇団 | 「夢にLet's doing」                                       | 『電脳少女歌劇団』関連曲                                                     |
| 12月22日 | サイレントメビウス VS 聖獣伝承Dark Angel VS Compiler 電脳少女歌劇団                   | 電脳少女歌劇団 | 「夢にLet's doing <Studio version>」                      | 『電脳少女歌劇団』関連曲                                                     |
| 12月22日 | サイレントメビウス VS 聖獣伝承Dark Angel VS Compiler 電脳少女歌劇団                   | Drink | 「奪って 奪われ 奪いたい」                                | 『電脳少女歌劇団』関連曲                                                     |
| 12月22日 | 熱血最強ゴウザウラー SAURERS NOTE 3                                                   | SAURERS | 「KEEP ON DREAMING <SAURERS VERSION・TVサイズ>」          | テレビアニメ『熱血最強ゴウザウラー』オープニングテーマ                       |
| 12月22日 | 熱血最強ゴウザウラー SAURERS NOTE 3                                                   | 林原めぐみ | 「OUR GOOD DAY…僕らのGOOD DAY <TVサイズ>」                | テレビアニメ『熱血最強ゴウザウラー』エンディングテーマ                       |
| 12月22日 | 熱血最強ゴウザウラー SAURERS NOTE 3                                                   | SAURERS | 「KEEP ON DREAMING <SAURERS VERSION>」                    | テレビアニメ『熱血最強ゴウザウラー』関連曲                                   |
| 1994年   |                                                                                       | |                                                           |                                                                              |
| 3月24日  | 熱血電波倶楽部「電脳天使 COMPILER・FX」COMPILER WHITE                                 | Drink | 「フルヴォリュームで囁いて <SHORT VERSION>」              | OVA『COMPILER』関連曲                                                        |
| 6月22日  | 宇宙の騎士テッカマンブレードII NEXT GENERATION 2                                      | Aki（林原めぐみ） | 「SPACE LONELY SOLDIER <Aki Version>」                    | 『宇宙の騎士テッカマンブレードII』関連曲                                     |
| 8月1日   | 七つの海のティコ ソング・コレクション                                                 | ナナミ（林原めぐみ）、スコット（池田秀一）、アル（緒方賢一）、シェリル（水谷優子）、トーマス（松井摩味）、ジェームス（増岡弘） | 「オーキードーキーマーチ」                                | テレビアニメ『七つの海のティコ』関連曲                                       |
| 9月1日   | 東映Vアニメ BAD BOYS 2 オリジナル・サウンドトラック                                   | 由本久美（林原めぐみ） | 「あなたの風になりたい」                                  | OVA『BAD BOYS 2』挿入歌                                                      |
| 12月16日 | らんま1/2 DoCo☆Second                                                                 | DoCo | 「清く正しいクリスマス」                                  | OVA『らんま1/2』エンディングテーマ                                           |
| 12月16日 | らんま1/2 DoCo☆Second                                                                 | DoCo | 「授業中の小学校」                                        | OVA『らんま1/2』オープニングテーマ                                           |
| 12月16日 | らんま1/2 DoCo☆Second                                                                 | DoCo | 「終わらない夏休み」                                      | 劇場版『らんま1/2 超無差別決戦! 乱馬チームVS伝説の鳳凰』オープニングテーマ   |
| 12月16日 | らんま1/2 DoCo☆Second                                                                 | DoCo | 「かがやく空ときみの声」                                  | OVA『らんま1/2』オープニングテーマ                                           |
| 12月16日 | らんま1/2 DoCo☆Second                                                                 | DoCo | 「恋がひとつ消えてしまったの」                            | OVA『らんま1/2』エンディングテーマ                                           |
| 12月16日 | らんま1/2 DoCo☆Second                                                                 | DoCo | 「フクザツな両想い（Live Version）」                      | OVA『らんま1/2』オープニングテーマ                                           |
| 1995年   |                                                                                       | |                                                           |                                                                              |
| 1月21日  | elles cinq〜エル・サンク こいきな彼女たち〜IV.Aki                                     | 如月アキ（林原めぐみ） | 「Nostalgic Lover」                                       | OVA『宇宙の騎士テッカマンブレードII』キャラクターソング                      |
| 3月3日   | BLUE SEED 音楽編VOL.2                                                                 | 藤宮紅葉（林原めぐみ）、山咲桜（玉川紗己子） | 「星を飛び越えて <紅葉＆桜バージョン>」                   | テレビアニメ『BLUE SEED』キャラクターソング                                  |
| 4月29日  | BLUE SEED 妖精より愛をこめて ACT1. 紅葉編                                             | 藤宮紅葉（林原めぐみ） | 「GO IT ALONE」                                           | テレビアニメ『BLUE SEED』キャラクターソング                                  |
| 8月21日  | ALCHEMY OF LOVE 〜愛の錬金術〜                                                        | 柾木阿知花（林原めぐみ） | 「ALCHEMY OF LOVE 〜愛の錬金術〜」                        | 劇場アニメ『劇場版 天地無用! in LOVE』テーマソング                           |
| 9月6日   | オリジナルアルバム 忍空                                                               | 里穂子（林原めぐみ） | 「強くなれるから…」                                       | テレビアニメ『忍空』キャラクターソング                                       |
| 9月6日   | オリジナルアルバム 忍空                                                               | 里穂子（林原めぐみ） | 「Who's sweet girl?（風水ガール）」                       | テレビアニメ『忍空』キャラクターソング                                       |
| 11月22日 | Drink ASSEMBLER OX COOL AND SPARKLING 〜清涼と炭酸〜                                  | Drink | 「Nervous」                                               | OVA『COMPILER』関連曲                                                        |
| 11月22日 | Drink ASSEMBLER OX COOL AND SPARKLING 〜清涼と炭酸〜                                  | Drink | 「片道通行をリバース（Short Version）」                   | OVA『COMPILER』関連曲                                                        |
| 11月22日 | Drink ASSEMBLER OX COOL AND SPARKLING 〜清涼と炭酸〜                                  | Drink | 「奪って 奪われ 奪いたい（Short Version）」               | OVA『COMPILER』関連曲                                                        |
| 11月22日 | Drink ASSEMBLER OX COOL AND SPARKLING 〜清涼と炭酸〜                                  | Drink | 「フルヴォリュームで囁いて（Short Version）」             | OVA『COMPILER』関連曲                                                        |
| 11月22日 | Drink ASSEMBLER OX COOL AND SPARKLING 〜清涼と炭酸〜                                  | Drink | 「HELLO!」                                                | OVA『COMPILER』関連曲                                                        |
| 11月22日 | Drink ASSEMBLER OX COOL AND SPARKLING 〜清涼と炭酸〜                                  | Drink | 「夢にLet's doing」                                       | OVA『COMPILER』関連曲                                                        |
| 11月22日 | Drink ASSEMBLER OX COOL AND SPARKLING 〜清涼と炭酸〜                                  | Drink | 「BLIND GAME（Short Version）」                           | OVA『COMPILER』関連曲                                                        |
| 12月16日 | オリジナルアルバム 忍空2                                                              | 里穂子（林原めぐみ） | 「好きといいなさい」                                      | テレビアニメ『忍空』キャラクターソング                                       |
| 1996年   |                                                                                       | |                                                           |                                                                              |
| 1月24日  | コンパイラ ゴールデンベスト デラックス                                                | Drink | 「BLIND GAME（"cute" mix）」                              | OVA『COMPILER』関連曲                                                        |
| 1月24日  | コンパイラ ゴールデンベスト デラックス                                                | Drink | 「夢にLet's doing（"original" edition）」                 | OVA『COMPILER』関連曲                                                        |
| 2月16日  | NEON GENESIS EVANGELION II                                                            | Rei（林原めぐみ） | 「FLY ME TO THE MOON <Rei（#5） TV. Size Remix Version>」 | テレビアニメ『新世紀エヴァンゲリオン』エンディングテーマ                     |
| 2月16日  | NEON GENESIS EVANGELION II                                                            | Rei（林原めぐみ） | 「FLY ME TO THE MOON <Rei（#6） TV. Size Remix Version>」 | テレビアニメ『新世紀エヴァンゲリオン』エンディングテーマ                     |
| 5月22日  | NEON GENESIS EVANGELION III                                                           | Rei（林原めぐみ） | 「FLY ME TO THE MOON <Rei（#23） TV. Size Version>」      | テレビアニメ『新世紀エヴァンゲリオン』エンディングテーマ                     |
| 5月22日  | NEON GENESIS EVANGELION III                                                           | Rei（林原めぐみ） | 「FLY ME TO THE MOON <Rei（#25） TV. Size Version>」      | テレビアニメ『新世紀エヴァンゲリオン』エンディングテーマ                     |
| 5月22日  | NEON GENESIS EVANGELION III                                                           | Rei（林原めぐみ） | 「FLY ME TO THE MOON <Rei (#26) TV. Size Version>」       | テレビアニメ『新世紀エヴァンゲリオン』エンディングテーマ                     |
| 12月21日 | NEON GENESIS EVANGELION ADDITION                                                      | MISATO、Rei、ASUKA（三石琴乃、林原めぐみ、宮村優子） | 「残酷な天使のテーゼ <Director's Edit. Version II>」      | テレビアニメ『新世紀エヴァンゲリオン』関連曲                                 |
| 12月21日 | NEON GENESIS EVANGELION ADDITION                                                      | MISATO、Rei、ASUKA（三石琴乃、林原めぐみ、宮村優子） | 「FLY ME TO THE MOON <Main Version II>」                  | テレビアニメ『新世紀エヴァンゲリオン』関連曲                                 |
| 1997年   |                                                                                       | |                                                           |                                                                              |
| 4月25日  | クォヴァディス2 惑星強襲オヴァン・レイ 第1部:戦場ジャーナリスト・エマ                 | ヒルダ・ベーレンス（林原めぐみ） | 「Endless Love」                                          | ラジオドラマ『クォヴァディス2 〜惑星強襲オヴァン・レイ〜』キャラクターソング |
| 12月10日 | ロケット団よ永遠に                                                                    | ロケット団 | 「ロケット団よ永遠に」                                    | テレビアニメ『ポケットモンスター』関連曲                                     |
| 1998年   |                                                                                       | |                                                           |                                                                              |
| 5月21日  | 超魔神英雄伝ワタル RAINBOW 5                                                          | 忍部ヒミコ（林原めぐみ） | 「それはトモダチ」                                        | テレビアニメ『超魔神英雄伝ワタル』キャラクターソング                         |
| 5月21日  | 超魔神英雄伝ワタル RAINBOW 5                                                          | 忍部ヒミコ（林原めぐみ） & 虎王（伊倉一恵） | 「超ド級」                                                | テレビアニメ『超魔神英雄伝ワタル』キャラクターソング                         |
| 7月23日  | あこがれ                                                                              | まりや（林原めぐみ） | 「あこがれ」                                              | テレビアニメ『ルパン三世 炎の記憶〜TOKYO CRISIS〜』主題歌                    |
| 8月5日   | 超魔神英雄伝ワタル RAINBOW7                                                           | ワタル社中 | 「七味トンがらし」                                        | テレビアニメ『超魔神英雄伝ワタル』関連曲                                     |
| 12月20日 | SANRIO PUROLAND ORIGINAL CD Vol.2 妖精フローレンス                                    | キティ（林原めぐみ） | 「手をつなごう」                                          | 『ハローキティ』関連曲                                                       |
| 1999年   |                                                                                       | |                                                           |                                                                              |
| 7月23日  | キティズ パラダイス                                                                   | キティ（林原めぐみ） | 「すてきなおひるね」                                      | 『ハローキティ』関連曲                                                       |
| 10月27日 | ニャースのパーティ                                                                    | 歌：ニャース（犬山犬子）、ゲスト：ムサシ（林原めぐみ）とコジロウ（三木眞一郎） | 「ニャースのパーティ」                                    | テレビアニメ『ポケットモンスター』エンディングテーマ                         |
| 11月12日 | SANRIO PUROLAND ORIGINAL CD Vol.3 ロマンティック クリスマス                           | キティ（林原めぐみ） | 「サンタが町にやってくる」                                | 『ハローキティ』関連曲                                                       |
| 11月12日 | SANRIO PUROLAND ORIGINAL CD Vol.3 ロマンティック クリスマス                           | キティ（林原めぐみ） | 「ホワイトクリスマス」                                    | 『ハローキティ』関連曲                                                       |
| 11月12日 | SANRIO PUROLAND ORIGINAL CD Vol.3 ロマンティック クリスマス                           | キティ（林原めぐみ） | 「ジングルベル」                                          | 『ハローキティ』関連曲                                                       |
| 11月12日 | SANRIO PUROLAND ORIGINAL CD Vol.3 ロマンティック クリスマス                           | キティ（林原めぐみ） & ダニエル（たかはしごう） | 「ホワイト エンジェル」                                   | 『ハローキティ』関連曲                                                       |
| 11月20日 | SANRIO PUROLAND ORIGINAL CD Vol.4 マロンクリームのラブ ファンタジア                   | キティ（林原めぐみ） | 「新しい世界（ハローキティバージョン）」                  | 『ハローキティ』関連曲                                                       |
| 11月20日 | SANRIO PUROLAND ORIGINAL CD Vol.5 サンリオキャラクター ボートライド                   | キティ（林原めぐみ）、マイメロディ、キキとララ、ポチャッコ、もんきち、ばつ丸、ポムポムプリン | 「星空のパーティ 〜We're in your heart〜」                | 『ハローキティ』関連曲                                                       |
| 2000年   |                                                                                       | |                                                           |                                                                              |
| 3月18日  | 明日になったら…                                                                       | ドンキー（山寺宏一）、ディディー（林原めぐみ） | 「明日になったら…」                                       | テレビアニメ『ドンキーコング』オープニングテーマ                             |
| 3月18日  | 明日になったら…                                                                       | ドンキー（山寺宏一）、ディディー（林原めぐみ） | 「バナナ天国」                                            | テレビアニメ『ドンキーコング』エンディングテーマ                             |
| 2001年   |                                                                                       | |                                                           |                                                                              |
| 3月30日  | EVANGELION -THE BIRTHDAY OF Rei AYANAMI-                                              | Rei（林原めぐみ） | 「残酷な天使のテーゼ【A.D.2001】」                        | テレビアニメ『新世紀エヴァンゲリオン』関連曲                                 |
| 6月27日  | Cream Puff Shuffle                                                                    | P.P.S. | 「Cream Puff Shuffle」                                    | テレビアニメ『パワーパフガールズ』オープニングテーマ                         |
| 6月27日  | Cream Puff Shuffle                                                                    | P.P.S. | 「WIN,LOSE or DRAW」                                      | テレビアニメ『パワーパフガールズ』関連曲                                     |
| 6月27日  | Cream Puff Shuffle                                                                    | P.P.S. | 「Cream Puff Shuffle（RE-MIX VERSION）」                  | テレビアニメ『パワーパフガールズ』関連曲                                     |
| 7月21日  | 前向きロケット団!                                                                     | ロケット団 | 「前向きロケット団!」                                     | テレビアニメ『ポケットモンスター』エンディングテーマ                         |
| 11月29日 | The Powerpuff Girls Heroes & Villains                                                 | P.P.S. | 「WORK SOUL OUT!!（RE-MIX VERSION）」                     | テレビアニメ『パワーパフガールズ』関連曲                                     |
| 11月29日 | The Powerpuff Girls Heroes & Villains                                                 | P.P.S. | 「CREAM PUFF SHUFFLE（KAMIYA MAKI VERSION）」             | テレビアニメ『パワーパフガールズ』関連曲                                     |
| 11月29日 | The Powerpuff Girls Heroes & Villains                                                 | P.P.S. | 「WIN, LOSE OR DRAW」                                     | テレビアニメ『パワーパフガールズ』関連曲                                     |
| （不明） | 第30回日産ハローセーフティキャンペーン記念CD                                          | キティ（林原めぐみ） | 「ぼくたち交通安全隊」                                    | 日産自動車「チャイルドシート着用促進キャンペーン」キャンペーンソング         |
| （不明） | 第30回日産ハローセーフティキャンペーン記念CD                                          | キティ（林原めぐみ） | 「ハローセーフティのテーマ」                              | 日産自動車「チャイルドシート着用促進キャンペーン」キャンペーンソング         |
| （不明） | 第30回日産ハローセーフティキャンペーン記念CD                                          | キティ（林原めぐみ） | 「交通安全「5つのお約束」」                               | 日産自動車「チャイルドシート着用促進キャンペーン」キャンペーンソング         |
| （不明） | 第30回日産ハローセーフティキャンペーン記念CD                                          | キティ（林原めぐみ） | 「ちゃちゃっとチャイルドシート」                          | 日産自動車「チャイルドシート着用促進キャンペーン」キャンペーンソング         |
| 2002年   |                                                                                       | |                                                           |                                                                              |
| 6月12日  | 恋しちゃいなタウン/もう泣かないよ                                                     | キティ（林原めぐみ） & ダニエル（たかはしごう） | 「恋しちゃいなタウン」                                    | 『ハローキティ』関連曲                                                       |
| 6月12日  | 恋しちゃいなタウン/もう泣かないよ                                                     | キティ（林原めぐみ） & ダニエル（たかはしごう） | 「もう泣かないよ」                                        | 『ハローキティ』関連曲                                                       |
| 6月12日  | 恋しちゃいなタウン/もう泣かないよ                                                     | キティ（林原めぐみ） & ダニエル（たかはしごう） | 「もう泣かないよ 〜night clubbers mix〜」                 | 『ハローキティ』関連曲                                                       |
| 2003年   |                                                                                       | |                                                           |                                                                              |
| 7月24日  | Refrain of Evangelion                                                                 | MISATO、Rei、ASUKA（三石琴乃、林原めぐみ、宮村優子） | 「FLY ME TO THE MOON <Main Version II/Renewal #16>」      | テレビアニメ『新世紀エヴァンゲリオン』関連曲                                 |
| 11月14日 | Di Gi Charat X'mas CD 2003 Princess X'mas                                             | ピョコラ=アナローグIII世（林原めぐみ） | 「Little Santa Claus」                                    | テレビアニメ『デ・ジ・キャラットにょ』キャラクターソング                     |
| 11月28日 | ぴょこLOVE♡注意報                                                                     | ピョコラ=アナローグIII世（林原めぐみ） | 「ぴょこLOVE♡注意報」                                     | テレビアニメ『デ・ジ・キャラットにょ』キャラクターソング                     |
| 11月28日 | ぴょこLOVE♡注意報                                                                     | ピョコラ=アナローグIII世（林原めぐみ） | 「Grow up! 〜明日があるぴょ〜」                           | テレビアニメ『デ・ジ・キャラットにょ』キャラクターソング                     |
| 12月25日 | 羊のうた オリジナルアニメサウンドトラック Destiny 〜宿命〜                            | 千砂（林原めぐみ） & 一砂（関智一） | 「Destiny 〜宿命〜」                                      | OVA『羊のうた』エンディングテーマ                                            |
| 12月25日 | 羊のうた オリジナルアニメサウンドトラック Destiny 〜宿命〜                            | 千砂（林原めぐみ） | 「Destiny 〜宿命〜（千砂バージョン）」                    | OVA『羊のうた』関連曲                                                        |
| 2004年   |                                                                                       | |                                                           |                                                                              |
| 3月24日  | S.F.O.V V トワイエ/萬誌                                                               | 恐山アンナ（林原めぐみ） | 「トワイエ」                                              | PlayStation 2用ゲームソフト『シャーマンキング ふんばりスピリッツ』挿入曲     |
| 2005年   |                                                                                       | |                                                           |                                                                              |
| 10月26日 | NEON GENESIS EVANGELION DECADE                                                        | 綾波レイ（林原めぐみ） | 「天国の記憶」                                            | テレビアニメ『新世紀エヴァンゲリオン』関連曲                                 |
| 2007年   |                                                                                       | |                                                           |                                                                              |
| 12月19日 | キティズパラダイス PLUS ソング・ブック サンリオキャラクターとうたおう! アニメ・ソング | キティ（林原めぐみ） & ダニエル（たかはしごう） | 「プラスで行こう!」                                       | 『ハローキティ』関連曲                                                       |
| 12月19日 | キティズパラダイス PLUS ソング・ブック サンリオキャラクターとうたおう! アニメ・ソング | キティ（林原めぐみ）、ミミィ（冨永みーな） | 「あしたのために」                                        | 『ハローキティ』関連曲                                                       |
| 2010年   |                                                                                       | |                                                           |                                                                              |
| 3月13日  | 恐山ル・ヴォワール                                                                    | 恐山アンナ（林原めぐみ） | 「恐山ル・ヴォワール」                                    | テレビアニメ『シャーマンキング』関連曲                                       |
| 2016年   |                                                                                       | |                                                           |                                                                              |
| 1月20日  | アニメ「ポケットモンスターXY&Z」キャラソンプロジェクト集vol.1                         | ロケット団 | 「ロケット団 団歌」                                       | テレビアニメ『ポケットモンスター XY&Z』エンディングテーマ                    |
| 2月24日  | ワンピース ニッポン縦断! 47クルーズALBUM “南”                                         | キュロス（小山力也）、レベッカ（林原めぐみ） | 「MEMORIES OF FLOWER」                                    | テレビアニメ『ONE PIECE』キャラクターソング                                  |

#### 参加楽曲
| 発売日   | 商品名                                                                                           | 歌                                                                             | 楽曲                                                          | 備考                                                                           |
| 1989年   | 1989年                                                                                           | 1989年                                                                         | 1989年                                                        | 1989年                                                                         |
| -------- | ------------------------------------------------------------------------------------------------ | ------------------------------------------------------------------------------ | ------------------------------------------------------------- | ------------------------------------------------------------------------------ |
| 4月21日  | 機動戦士ガンダム0080 ポケットの中の戦争 Sound Sketch II                                          | 林原めぐみ                                                                     | 「夜明けのShooting Star」                                     | OVA『機動戦士ガンダム0080 ポケットの中の戦争』イメージソング                   |
| 4月21日  | ドリームハンター麗夢 南麻布魔法倶楽部                                                            | 松井菜桜子、水谷優子、林原めぐみ                                               | 「瞳にFairy Tale」                                            | ドラマCD『ドリームハンター麗夢 南麻布魔法倶楽部』イメージソング                |
| 6月5日   | 機動戦士SDガンダム 私をコロニーに連れてって                                                      | 林原めぐみ                                                                     | 「Hold You」                                                  | OVA『機動戦士SDガンダム 運び屋リ・ガズィの奇跡』挿入歌                         |
| 7月5日   | マインドサイズ                                                                                   | 林原めぐみ                                                                     | 「浜辺のダイアリー」                                          | イメージアルバム『マインドサイズ』関連曲                                       |
| 7月21日  | ARIEL AUDIO-1:SCEBAI 最大の危機 (前編)                                                           | 林原めぐみ                                                                     | 「未確認GIRL -Good Innocent Ribbon Lady-」                    | OVA『ARIEL SCEBAI最大の危機 (前編)』エンディングテーマ                         |
| 7月25日  | 宇宙英雄物語                                                                                     | 林原めぐみ                                                                     | 「星の涙ポ・ロ・ロ・ン…」                                     | コミック『宇宙英雄物語』イメージソング                                         |
| 8月1日   | 魔動王グランゾート ヒット曲集                                                                    | 林原めぐみ                                                                     | 「にんじんとグリグリ」                                        | テレビアニメ『魔動王グランゾート』イメージソング                               |
| 11月21日 | MIYUKI WORLD 美由紀・界                                                                          | 林原めぐみ                                                                     | 「クローバー イノセンス〜ディア ライナス」                    | コミック『夢降る森のおとぎ話』イメージソング                                   |
| 11月21日 | MIYUKI WORLD 美由紀・界                                                                          | 林原めぐみ                                                                     | 「JUSTICE」                                                   | コミック『ダンガン×ヒーロー』イメージソング                                    |
| 1990年   |                                                                                                  |                                                                                |                                                               |                                                                                |
| 1月15日  | 機動戦士SDガンダム タイホしちゃうわ♥                                                             | 本多知恵子、林原めぐみ                                                         | 「Tokyo Boogie Night」                                        | OVA『機動戦士SDガンダム MARK-III 宇宙の神秘大作戦』エンディングテーマ          |
| 2月1日   | タリラリラーン ロックンロール                                                                    | 嘉門達夫                                                                       | 「タリラリラーン ロックンロール」                             | テレビアニメ『平成天才バカボン』オープニングテーマ                             |
| 2月5日   | 天空戦記シュラト 曼陀羅・華                                                                      | 水谷優子、林原めぐみ、井上和彦、島本須美、関俊彦、山寺宏一、堀内賢雄、子安武人 | 「光ある世界へ」                                              | テレビアニメ『天空戦記シュラト』イメージソング                                 |
| 2月5日   | 天空戦記シュラト 曼陀羅・華                                                                      | 林原めぐみ                                                                     | 「恋・無双華」                                                | テレビアニメ『天空戦記シュラト』イメージソング                                 |
| 2月21日  | 平成天才バカボン 平成音楽大全集                                                                  | 増山江威子、富田耕生、坂本千夏、林原めぐみ                                     | 「ママ大好き」                                                | テレビアニメ『平成天才バカボン』挿入歌                                         |
| 2月21日  | 魔神英雄伝ワタル 音楽篇II                                                                        | 林原めぐみ                                                                     | 「a・chi-a・chiアドベンチャー」                               | テレビアニメ『魔神英雄伝ワタル』イメージソング                                 |
| 2月21日  | 魔神英雄伝ワタル 音楽篇II                                                                        | 林原めぐみ                                                                     | 「HI・MI・KO」                                                | テレビアニメ『魔神英雄伝ワタル』イメージソング                                 |
| 3月21日  | 聖伝-RG VEDA- 音楽編                                                                             | 林原めぐみ                                                                     | 「翔星 -NAGARE BOSHI-」                                       | ラジオドラマ『聖伝-RG VEDA-』イメージソング                                    |
| 3月28日  | 獣神英雄伝ワタライガー 今宵はここまで                                                            | 田中真弓、水谷優子、林原めぐみ                                                 | 「Back Seat Dollが見ていた」                                  | ドラマCD『獣神英雄伝ワタライガー 今宵はここまで』イメージソング                |
| 3月28日  | 獣神英雄伝ワタライガー 今宵はここまで                                                            | 水谷優子、林原めぐみ、松井菜桜子                                               | 「究極合身フィフティーンガー」                                | ドラマCD『獣神英雄伝ワタライガー 今宵はここまで』イメージソング                |
| 3月28日  | 獣神英雄伝ワタライガー 今宵はここまで                                                            | 水谷優子、林原めぐみ、松井菜桜子                                               | 「超電磁合身フィフティーンガーG」                             | ドラマCD『獣神英雄伝ワタライガー 今宵はここまで』イメージソング                |
| 3月28日  | 獣神英雄伝ワタライガー 今宵はここまで                                                            | 水谷優子、林原めぐみ、松井菜桜子                                               | 「セクシャルハラスメントマン」                                | ドラマCD『獣神英雄伝ワタライガー 今宵はここまで』イメージソング                |
| 4月21日  | 乱馬ダ☆RANMA                                                                                     | 林原めぐみ、日髙のり子、佐久間レイ                                             | 「リトル★デイト」                                             | テレビアニメ『らんま1/2』関連曲                                                |
| 7月21日  | 聖伝 RG VEDA ドラマ編                                                                            | 林原めぐみ                                                                     | 「翔星 〜NAGAREBOSHI〜 <VersionII>」                          | コミック『聖伝-RG VEDA-』イメージソング                                        |
| 11月21日 | 魔神英雄伝ワタル2 超激闘編 音楽篇1                                                               | 林原めぐみ、伊倉一恵                                                           | 「もしも…Catch Me!」                                          | テレビアニメ『魔神英雄伝ワタル2』関連曲                                        |
| 12月5日  | 天空戦記シュラト 八部衆 THE WORLD                                                                | 林原めぐみ                                                                     | 「Still Waiting」                                             | テレビアニメ『天空戦記シュラト』関連曲                                         |
| 12月5日  | 天空戦記シュラト 八部衆 THE WORLD                                                                | 林原めぐみ                                                                     | 「キャラバン」                                                | テレビアニメ『天空戦記シュラト』関連曲                                         |
| 1991年   |                                                                                                  |                                                                                |                                                               |                                                                                |
| 2月6日   | 魔神英雄伝ワタル2 虎王夢伝説                                                                     | 林原めぐみ                                                                     | 「ねむのおやま」                                              | テレビアニメ『魔神英雄伝ワタル2』イメージソング                                |
| 5月16日  | 機動戦士SDガンダム こちらマッケンジー探偵社♡                                                     | 佐々木望、林原めぐみ                                                           | 「Sugar Lover Affair」                                        | 劇場アニメ『武者・騎士・コマンド SDガンダム緊急出撃』エンディングテーマ        |
| 5月16日  | 機動戦士SDガンダム こちらマッケンジー探偵社♡                                                     | 林原めぐみ                                                                     | 「夏のうねり」                                                | 劇場アニメ『武者・騎士・コマンド SDガンダム緊急出撃』関連曲                    |
| 7月16日  | 3×3EYES -地の巻-                                                                                 | 林原めぐみ                                                                     | 「HOLY ROAD」                                                 | ドラマCD『3×3EYES -地の巻-』挿入歌                                             |
| 7月25日  | 艶姿渚娘                                                                                         | 田中真弓、玉川紗己子、林原めぐみ                                               | 「艶姿渚娘」                                                  |                                                                                |
| 8月21日  | 3×3EYES 第壱章                                                                                   | 林原めぐみ with TAKADA BAND                                                    | 「Distance」                                                  | ドラマCD『3×3EYES 第壱章』挿入歌                                               |
| 8月21日  | 3×3EYES 第壱章                                                                                   | 林原めぐみ                                                                     | 「雨の日の過ごし方」                                          | ドラマCD『3×3EYES 第壱章』挿入歌                                               |
| 12月21日 | 子供たちは夜の住人 音楽編                                                                        | 林原めぐみ                                                                     | 「SUPER FEELING」                                             | イメージアルバム『子供たちは夜の住人』イメージソング                           |
| 12月21日 | 子供たちは夜の住人 音楽編                                                                        | 林原めぐみ                                                                     | 「CHILDREN PARTY」                                            | イメージアルバム『子供たちは夜の住人』イメージソング                           |
| 12月21日 | 子供たちは夜の住人 音楽編                                                                        | 林原めぐみ                                                                     | 「DON'T SIGH」                                                | イメージアルバム『子供たちは夜の住人』イメージソング                           |
| 1992年   |                                                                                                  |                                                                                |                                                               |                                                                                |
| 1月21日  | 流星機ガクセイバー CHANCE                                                                        | 林原めぐみ                                                                     | 「流星機ガクセイバー」                                        | ラジオドラマ『流星機ガクセイバー』関連曲                                       |
| 3月25日  | 流星機ガクセイバー 覚醒編                                                                        | 林原めぐみ                                                                     | 「流星機ガクセイバー（放送サイズ）」                          | ラジオドラマ『流星機ガクセイバー』関連曲                                       |
| 9月26日  | 魔法のプリンセス・ミンキーモモ 夢を抱きしめて 歌うフェアリー・テール                             | 林原めぐみ                                                                     | 「ええだば音頭」                                              | テレビアニメ『魔法のプリンセス ミンキーモモ 夢を抱きしめて』挿入歌             |
| 9月26日  | 魔法のプリンセス・ミンキーモモ 夢を抱きしめて 歌うフェアリー・テール                             | 林原めぐみ                                                                     | 「夢のソネット」                                              | テレビアニメ『魔法のプリンセス ミンキーモモ 夢を抱きしめて』挿入歌             |
| 11月21日 | 万能文化猫娘 SOUND PHASE-0II                                                                     | 林原めぐみ                                                                     | 「COMET rendez-vous」                                         | OVA『万能文化猫娘』イメージソング                                              |
| 11月21日 | 万能文化猫娘 SOUND PHASE-0II                                                                     | 林原めぐみ                                                                     | 「My dear」                                                   | OVA『万能文化猫娘』イメージソング                                              |
| 11月21日 | 3×3 EYES 第弐章                                                                                  | 林原めぐみ                                                                     | 「守ってあげる」                                              | ドラマCD『3×3 EYES 第弐章』挿入歌                                              |
| 12月24日 | 平成人生訓                                                                                       | 林原めぐみ                                                                     | 「サルまねヒトまね」                                          | 『日光猿軍団』イメージソング                                                   |
| （不明） | OVA「天空戦記シュラト 創世への暗闘」/那羅王                                                      | 林原めぐみ                                                                     | 「風を見る」                                                  | OVA『天空戦記シュラト 創世への暗闘』関連曲                                     |
| （不明） | OVA「天空戦記シュラト 創世への暗闘」/那羅王                                                      | 林原めぐみ                                                                     | 「TOKYO MURASAKI」                                            | OVA『天空戦記シュラト 創世への暗闘』関連曲                                     |
| 1993年   |                                                                                                  |                                                                                |                                                               |                                                                                |
| 2月5日   | 万能文化猫娘 SOUND PHASE-0III                                                                    | 林原めぐみ                                                                     | 「がんばって!」                                               | OVA『万能文化猫娘』イメージソング                                              |
| 3月5日   | 天空戦記シュラト 曼陀羅・華 〜遥か遠き国の者達へ〜                                               | 林原めぐみ                                                                     | 「恋・無双華」                                                | テレビアニメ『天空戦記シュラト』関連曲                                         |
| 3月5日   | MINKY MOMO LOVE STAGE                                                                            | 林原めぐみ with 小山茉美                                                       | 「モモとモモ」                                                | テレビアニメ『魔法のプリンセス ミンキーモモ』関連曲                            |
| 3月5日   | MINKY MOMO LOVE STAGE                                                                            | 林原めぐみ                                                                     | 「夢みるハート（Momo Version）」                              | テレビアニメ『魔法のプリンセス ミンキーモモ』関連曲                            |
| 3月5日   | MINKY MOMO LOVE STAGE                                                                            | 林原めぐみ                                                                     | 「マリンナーサの子守歌」                                      | テレビアニメ『魔法のプリンセス ミンキーモモ』関連曲                            |
| 3月5日   | MINKY MOMO LOVE STAGE                                                                            | 林原めぐみ                                                                     | 「約束（Momo Version）」                                      | テレビアニメ『魔法のプリンセス ミンキーモモ』関連曲                            |
| 3月5日   | MINKY MOMO LOVE STAGE                                                                            | 林原めぐみ                                                                     | 「藍色のセレナーデ」                                          | テレビアニメ『魔法のプリンセス ミンキーモモ』関連曲                            |
| 3月5日   | MINKY MOMO LOVE STAGE                                                                            | 林原めぐみ                                                                     | 「With You Tomorrow」                                         | テレビアニメ『魔法のプリンセス ミンキーモモ』関連曲                            |
| 3月5日   | MINKY MOMO LOVE STAGE                                                                            | 林原めぐみ                                                                     | 「4月の雪（Momo Version）」                                   | テレビアニメ『魔法のプリンセス ミンキーモモ』関連曲                            |
| 3月5日   | MINKY MOMO LOVE STAGE                                                                            | 林原めぐみ                                                                     | 「君は魔法を信じるかい」                                      | テレビアニメ『魔法のプリンセス ミンキーモモ』関連曲                            |
| 3月5日   | MINKY MOMO LOVE STAGE                                                                            | 林原めぐみ                                                                     | 「いつか、あなたと…」                                         | テレビアニメ『魔法のプリンセス ミンキーモモ』関連曲                            |
| 3月5日   | MINKY MOMO LOVE STAGE                                                                            | 林原めぐみ                                                                     | 「天使に逢いたい」                                            | テレビアニメ『魔法のプリンセス ミンキーモモ』関連曲                            |
| 3月5日   | MINKY MOMO LOVE STAGE                                                                            | 林原めぐみ                                                                     | 「ダバダバ Fallin' Love」                                     | テレビアニメ『魔法のプリンセス ミンキーモモ』関連曲                            |
| 4月30日  | MINKY MOMO 夢にかける橋                                                                          | 林原めぐみ                                                                     | 「夢を抱きしめて <TVサイズ>」                                 | テレビアニメ『魔法のプリンセス ミンキーモモ 夢を抱きしめて』オープニングテーマ |
| 4月30日  | MINKY MOMO 夢にかける橋                                                                          | 林原めぐみ                                                                     | 「好きより大好きミンキースマイル! <TVサイズ>」                | テレビアニメ『魔法のプリンセス ミンキーモモ 夢を抱きしめて』エンディングテーマ |
| 6月23日  | 万能文化猫娘 SOUND PHASE-0V                                                                      | 島津冴子、林原めぐみ                                                           | 「ROCKで行こう」                                              | OVA『万能文化猫娘』イメージソング                                              |
| 6月23日  | 夜空の星がみている                                                                               | 林原めぐみ、水谷優子、玉川紗己子、折笠愛                                       | 「夜空の星がみている」                                        | OVA『流星機ガクセイバー』エンディングテーマ                                    |
| 6月23日  | 夜空の星がみている                                                                               | 林原めぐみ、水谷優子、玉川紗己子、折笠愛                                       | 「恋なのに」                                                  | OVA『流星機ガクセイバー』関連曲                                                |
| 7月21日  | 流星機ガクセイバー IN ANIMATION                                                                  | 林原めぐみ、水谷優子、玉川紗己子、折笠愛                                       | 「夜空の星が見ている <OVAサイズ>」                            | OVA『流星機ガクセイバー』エンディングテーマ                                    |
| 1994年   |                                                                                                  |                                                                                |                                                               |                                                                                |
| 5月25日  | MINKY MOMO 旅だちの駅                                                                            | 林原めぐみ                                                                     | 「Forever Dreamer」                                           | OVA『MINKY MOMO IN 旅だちの駅』イメージソング                                  |
| 5月25日  | MINKY MOMO 旅だちの駅                                                                            | 林原めぐみ                                                                     | 「Bon voyage!」                                               | OVA『MINKY MOMO IN 旅だちの駅』主題歌                                          |
| 6月22日  | 魔神英雄伝ワタル3 ヴォーカル・コレクションII                                                     | 林原めぐみ                                                                     | 「騒擾楽園」                                                  | 『魔神英雄伝ワタル3』関連曲                                                    |
| 8月1日   | 七つの海のティコ ソング・コレクション                                                            | 林原めぐみ                                                                     | 「いつまでも with you」                                       | テレビアニメ『七つの海のティコ』関連曲                                         |
| 8月1日   | 七つの海のティコ ソング・コレクション                                                            | 林原めぐみ                                                                     | 「ぶらんこの歌」                                              | テレビアニメ『七つの海のティコ』関連曲                                         |
| 8月31日  | All That SHO-COMI World                                                                          | 林原めぐみ、永島由子、椎名へきる、日高のり子                                   | 「逢ってもすぐに駆けよらない」                                | 文化放送系『アニマガパラディ』オープニングテーマ                               |
| 8月31日  | All That SHO-COMI World                                                                          | 林原めぐみ、永島由子、椎名へきる、日高のり子                                   | 「あなたじかけのオレンジ」                                    | 文化放送系『アニマガパラディ』エンディングテーマ                               |
| 9月2日   | BLUE SEED 国土管理室宴会記念号                                                                   | 林原めぐみ                                                                     | 「私だけの夢へ」                                              | テレビアニメ『BLUE SEED』イメージソング                                        |
| 9月21日  | ぽっぷるメイル パラダイス                                                                        | 林原めぐみ                                                                     | 「Dear Friends 〜ボーカル・バージョン〜」                     | ゲーム『ぽっぷるメイル』関連曲                                                 |
| 9月30日  | All That SHO-COMI World                                                                          | 林原めぐみ、永島由子、椎名へきる、日高のり子                                   | 「逢ってもすぐに駆けよらない（ショート・MIX・ヴァージョン）」 | 文化放送系『アニマガパラディ』オープニングテーマ                               |
| 9月30日  | All That SHO-COMI World                                                                          | 林原めぐみ、永島由子、椎名へきる、日高のり子                                   | 「あなたじかけのオレンジ（ショート・MIX・ヴァージョン）」     | 文化放送系『アニマガパラディ』エンディングテーマ                               |
| 12月21日 | 爆れつハンター Whip IV                                                                           | 林原めぐみ with Greg Lee                                                       | 「Until Strawberry Sherbet <DUAL VOCAL VERSION>」             | 文化放送系列ラジオドラマ・あかほりさとる劇場『爆れつハンター』関連曲           |
| 12月22日 | LUNAR -ETERNAL BLUE- PREMIUM CD                                                                  | 林原めぐみ                                                                     | 「おカネがいちばん☆」                                         | ゲーム『ルナ〜ETERNAL BLUE』関連曲                                             |
| 1995年   |                                                                                                  |                                                                                |                                                               |                                                                                |
| 3月17日  | 瑠璃丸伝 〜当世しのび草紙〜                                                                      | 林原めぐみ                                                                     | 「プラスα（Album Version）」                                  | 『瑠璃丸伝』関連曲                                                             |
| 5月24日  | 宇宙の騎士テッカマンブレードII See you…                                                          | 林原めぐみ、森川智之                                                           | 「Blue Blue my love lullaby（Aki & D-Boy Version）」          | ドラマCD『宇宙の騎士テッカマンブレードII See you…』挿入歌                      |
| 5月24日  | 宇宙の騎士テッカマンブレードII See you…                                                          | 林原めぐみ                                                                     | 「Once More Again（Aki Version）」                            | ドラマCD『宇宙の騎士テッカマンブレードII See you…』挿入歌                      |
| 6月7日   | BLUE SEED 音楽編VOL.3                                                                            | 林原めぐみ                                                                     | 「マツリウタ <紅葉version>」                                  | テレビアニメ『BLUE SEED』関連曲                                                |
| 6月7日   | BLUE SEED 音楽編VOL.3                                                                            | 林原めぐみ                                                                     | 「Touch and Go!! <TVサイズ>」                                 | テレビアニメ『BLUE SEED』エンディングテーマ                                    |
| 6月21日  | 爆れつハンターII ザ・マンスリー・コレクション 1st Season                                         | 林原めぐみ                                                                     | 「FAI・FAI・TU! <Short Version>」                             | 『爆れつハンター』関連曲                                                       |
| 7月5日   | 3×3EYES 聖魔伝説・末裔譜譚詩                                                                     | 辻谷耕史、林原めぐみ                                                           | 「Stay」                                                      | OVA『3×3EYES 〜聖魔伝説〜』                                                    |
| 7月5日   | スレイヤーズ えとせとら(1) Excellent! リナ=インバース今日も行く                                  | 林原めぐみ、奥井雅美                                                           | 「Get along <ALBUM VERSION>」                                 | テレビアニメ『スレイヤーズ』関連曲                                             |
| 7月5日   | スレイヤーズ えとせとら(1) Excellent! リナ=インバース今日も行く                                  | 林原めぐみ、奥井雅美                                                           | 「眠れない夜は…」                                             | テレビアニメ『スレイヤーズ』関連曲                                             |
| 9月6日   | SMガールズ セイバーマリオネットR 抱きしめてLovin' you                                            | 林原めぐみ、白鳥由里、平松晶子                                                 | 「抱きしめてLovin' you」                                      | OVA『SMガールズ セイバーマリオネットR』エンディングテーマ                      |
| 9月6日   | SMガールズ セイバーマリオネットR 抱きしめてLovin' you                                            | 林原めぐみ、白鳥由里、平松晶子                                                 | 「そばにいるよ〜優しきエピローグ」                            | OVA『SMガールズ セイバーマリオネットR』エンディングテーマ                      |
| 9月21日  | スレイヤーズ えとせとら(2) Take a Chance!! リナと無敵の御一行                                    | 林原めぐみ、奥井雅美                                                           | 「Get along <T.V. Size ALBUM VERSION>」                       | テレビアニメ『スレイヤーズ』オープニングテーマ                                 |
| 9月21日  | スレイヤーズ えとせとら(2) Take a Chance!! リナと無敵の御一行                                    | 林原めぐみ、奥井雅美                                                           | 「KUJIKENAIKARA! <T.V. Size VERSION>」                        | テレビアニメ『スレイヤーズ』エンディングテーマ                                 |
| 10月5日  | それゆけ!宇宙戦艦ヤマモト・ヨーコ WAVE:1                                                         | 林原めぐみ                                                                     | 「NEVER SAY, I LOVE YOU」                                     | ドラマCD『それゆけ!宇宙戦艦ヤマモト・ヨーコ』関連曲                            |
| 10月25日 | オーディオ・ドラマ キラリティー                                                                  | 林原めぐみ                                                                     | 「KISSから始まる」                                            | コミック『キラリティー』イメージソング                                         |
| 11月22日 | Drink ASSEMBLER OX COOL AND SPARKLING 〜清涼と炭酸〜                                             | 林原めぐみ                                                                     | 「明日Smile（Short Version）」                                | OVA『COMPILER』関連曲                                                          |
| 1996年   |                                                                                                  |                                                                                |                                                               |                                                                                |
| 1月6日   | スレイヤーズEX.(1) 白竜の山                                                                      | 林原めぐみ                                                                     | 「Going History <SHORT VERSION>」                             | ラジオドラマ『スレイヤーズEX.』オープニングテーマ                              |
| 1月6日   | スレイヤーズEX.(1) 白竜の山                                                                      | 林原めぐみ                                                                     | 「灼熱の恋 <SHORT VERSION>」                                  | ラジオドラマ『スレイヤーズEX.』エンディングテーマ                              |
| 1月24日  | あかほりさとるプロデュース あぶらみぶらざあず・黒盤 世紀末外道ギャグ伝説2                        | 古本新之輔、林原めぐみ                                                         | 「NARITO（Part II）」                                         |                                                                                |
| 1月24日  | あかほりさとるプロデュース あぶらみぶらざあず・黒盤 世紀末外道ギャグ伝説2                        | 林原めぐみ                                                                     | 「あわててルンダ!」                                           |                                                                                |
| 1月24日  | あかほりさとるプロデュース あぶらみぶらざあず・黒盤 世紀末外道ギャグ伝説2                        | 古本新之輔、林原めぐみ                                                         | 「EYE CONTACT」                                               |                                                                                |
| 4月5日   | 爆れつハンターBGM集(2)                                                                           | 古本新之輔、林原めぐみ                                                         | 「What's Up Guys? <TVサイズ>」                                | テレビアニメ『爆れつハンター』オープニングテーマ                               |
| 6月21日  | スレイヤーズNEXT SOUND BIBLE I                                                                   | 林原めぐみ                                                                     | 「Give a reason <REMIX VERSION>」                             | テレビアニメ『スレイヤーズNEXT』関連曲                                         |
| 8月20日  | 少女コミックCDブック 東京ジュリエット                                                            | 林原めぐみ                                                                     | 「恋する傷み」                                                | コミック『亜未!ノンストップ』イメージソング                                    |
| 8月21日  | スレイヤーズRETURN:THE MOTION PICTURE "R"                                                        | 林原めぐみ                                                                     | 「Just be conscious <MOVIE Size VERSION>」                    | 劇場アニメ『スレイヤーズRETURN』主題歌                                         |
| 8月21日  | スレイヤーズRETURN:THE MOTION PICTURE "R"                                                        | 林原めぐみ                                                                     | 「RUN ALL THE WAY! <FIRE BALL GROOVE MIX>」                   | 劇場アニメ『スレイヤーズRETURN』イメージソング                                 |
| 8月28日  | 覇王咆哮                                                                                         | 佐竹雅昭 with 林原めぐみ                                                       | 「CRAZY BODY」                                                |                                                                                |
| 8月28日  | 覇王咆哮                                                                                         | 佐竹雅昭 with 林原めぐみ                                                       | 「BLOOD-RED」                                                 |                                                                                |
| 8月28日  | 覇王咆哮                                                                                         | 佐竹雅昭 with 林原めぐみ                                                       | 「あの日のように」                                            |                                                                                |
| 8月28日  | 覇王咆哮                                                                                         | 佐竹雅昭 with 林原めぐみ                                                       | 「CRY」                                                       |                                                                                |
| 8月28日  | 覇王咆哮                                                                                         | 佐竹雅昭 with 林原めぐみ                                                       | 「GET UP TO DESIRE」                                          |                                                                                |
| 8月28日  | 覇王咆哮                                                                                         | 佐竹雅昭 with 林原めぐみ                                                       | 「抱イテナイ」                                                |                                                                                |
| 8月28日  | 覇王咆哮                                                                                         | 佐竹雅昭 with 林原めぐみ                                                       | 「I'm HERE」                                                  |                                                                                |
| 8月28日  | 覇王咆哮                                                                                         | 佐竹雅昭 with 林原めぐみ                                                       | 「CROSS ROAD」                                                | 文化放送『佐竹雅昭の覇王塾』テーマソング                                       |
| 8月28日  | 覇王咆哮                                                                                         | 佐竹雅昭 with 林原めぐみ                                                       | 「覇王天翔〜覇王・佐竹雅昭のテーマ」                          |                                                                                |
| 10月2日  | スレイヤーズNEXT SOUND BIBLE II                                                                  | 林原めぐみ & 鈴木真仁                                                          | 「乙女の祈り」                                                | テレビアニメ『スレイヤーズNEXT』挿入歌                                         |
| 10月2日  | スレイヤーズNEXT SOUND BIBLE II                                                                  | 林原めぐみ                                                                     | 「Give a reason <TV Size VERSION>」                           | テレビアニメ『スレイヤーズNEXT』オープニングテーマ                             |
| 10月2日  | スレイヤーズNEXT SOUND BIBLE II                                                                  | 林原めぐみ                                                                     | 「Give a reason <GIGA-MIX VERSION>」                          | テレビアニメ『スレイヤーズNEXT』関連曲                                         |
| 12月21日 | セイバーマリオネットJ サウンドトラック「ジャポネス 詩吟詩集 其ノ一」                             | 林原めぐみ                                                                     | 「Successful Mission（TV Size）」                             | テレビアニメ『セイバーマリオネットJ』オープニングテーマ                        |
| 12月21日 | セイバーマリオネットJ サウンドトラック「ジャポネス 詩吟詩集 其ノ一」                             | 林原めぐみ                                                                     | 「I'll be there（TV Size）」                                  | テレビアニメ『セイバーマリオネットJ』エンディングテーマ                        |
| 1997年   |                                                                                                  |                                                                                |                                                               |                                                                                |
| 4月9日   | 元祖 爆れつハンター 金殿玉楼                                                                     | 林原めぐみ、水谷優子                                                           | 「whip on darling（Short Size）」                             | OVA『元祖 爆れつハンター』エンディングテーマ                                   |
| 4月9日   | セイバーマリオネットJ サウンドトラック「ジャポネス 詩吟詩集 其ノ二」                             | 林原めぐみ                                                                     | 「Successful Mission（TV Size-TYPE II）」                     | テレビアニメ『セイバーマリオネットJ』オープニングテーマ                        |
| 4月9日   | セイバーマリオネットJ サウンドトラック「ジャポネス 詩吟詩集 其ノ二」                             | 林原めぐみ                                                                     | 「十六夜」                                                    | テレビアニメ『セイバーマリオネットJ』関連曲                                    |
| 6月21日  | スレイヤーズTRY TREASURY☆VOX                                                                     | 林原めぐみ                                                                     | 「EXIT→RUNNING」                                              | テレビアニメ『スレイヤーズTRY』関連曲                                          |
| 7月24日  | スレイヤーズすぺしゃる THE MOTiON PICTURE "S"                                                    | 林原めぐみ                                                                     | 「限りない欲望の中に <OVA Size>」                             | OVA『スレイヤーズすぺしゃる』主題歌                                            |
| 7月24日  | それゆけ! 宇宙戦艦ヤマモト・ヨーコII WAVE:2                                                      | 林原めぐみ                                                                     | 「JUST MOMENT PLEASE!」                                       | ラジオドラマ『それゆけ! 宇宙戦艦ヤマモト・ヨーコ』関連曲                       |
| 8月21日  | スレイヤーズTRY TREASURY☆BGM                                                                     | 林原めぐみ                                                                     | 「Breeze [TV Size]」                                          | テレビアニメ『スレイヤーズTRY』オープニングテーマ                              |
| 8月21日  | スレイヤーズTRY TREASURY☆BGM                                                                     | 林原めぐみ                                                                     | 「don't be discouraged [HEARTBEAT MIX]」                      | テレビアニメ『スレイヤーズTRY』関連曲                                          |
| 8月21日  | スレイヤーズTRY TREASURY☆BGM                                                                     | 林原めぐみ                                                                     | 「Breeze [WINDSTORM MIX]」                                    | テレビアニメ『スレイヤーズTRY』関連曲                                          |
| 8月21日  | スレイヤーズTRY TREASURY☆BGM                                                                     | 林原めぐみ                                                                     | 「don't be discouraged [TV Size]」                            | テレビアニメ『スレイヤーズTRY』エンディングテーマ                              |
| 9月26日  | スレイヤーズぐれえと THE MOTION PICTURE "G"                                                      | 林原めぐみ                                                                     | 「Reflection <LAST SUMMER MIX>」                              | 劇場アニメ『スレイヤーズぐれえと』関連曲                                       |
| 9月26日  | スレイヤーズぐれえと THE MOTION PICTURE "G"                                                      | 林原めぐみ                                                                     | 「Reflection <MOVIE Size VERSION>」                           | 劇場アニメ『スレイヤーズぐれえと』主題歌                                       |
| 10月22日 | スレイヤーズTRY TREASURY☆BGM2                                                                    | 林原めぐみ                                                                     | 「EXIT→RUNNING [Fictional TV Size]」                          | テレビアニメ『スレイヤーズTRY』関連曲                                          |
| 1998年   |                                                                                                  |                                                                                |                                                               |                                                                                |
| 2月21日  | 3つの扉                                                                                          | 原朋直                                                                         | 「歌がるたで更した夜」                                        |                                                                                |
| 2月21日  | 3つの扉                                                                                          | 原朋直                                                                         | 「あの頃」                                                    |                                                                                |
| 3月4日   | 万能文化猫娘 SONGS 真似木ケ丘学園編                                                              | 林原めぐみ                                                                     | 「Fine colorday（TV size）」                                  | テレビアニメ『万能文化猫娘』オープニングテーマ                                 |
| 3月4日   | 万能文化猫娘 SONGS 真似木ケ丘学園編                                                              | 林原めぐみ                                                                     | 「私は子猫」                                                  | テレビアニメ『万能文化猫娘』挿入歌                                             |
| 3月18日  | ワイルドハーフ ドラマ・アルバム Encounter2                                                       | 林原めぐみ                                                                     | 「kaleido scope」                                             | ラジオドラマ『ワイルドハーフ』イメージソング                                   |
| 4月3日   | 万能文化猫娘 SONGS-2 夏目ファミリー&ミシマインダストリィ編                                       | 林原めぐみ                                                                     | 「夢がたり」                                                  | テレビアニメ『万能文化猫娘』挿入歌                                             |
| 4月3日   | 万能文化猫娘 SONGS-2 夏目ファミリー&ミシマインダストリィ編                                       | 林原めぐみ                                                                     | 「おやすみなさい 明日はおはよう（TV size）」                  | テレビアニメ『万能文化猫娘』エンディングテーマ                                 |
| 6月5日   | 万能文化猫娘 ヴォーカル&サウンドトラックアルバム                                                 | 林原めぐみ                                                                     | 「n2のつぶやき」                                              | テレビアニメ『万能文化猫娘』挿入歌                                             |
| 6月18日  | またまたセイバーマリオネットJ ジャポネス 吟詠詩集真打ち                                          | 林原めぐみ                                                                     | 「hesitation」                                                | OVA『またまたセイバーマリオネットJ』オープニングテーマ                         |
| 6月18日  | またまたセイバーマリオネットJ ジャポネス 吟詠詩集真打ち                                          | 林原めぐみ                                                                     | 「hesitation <OVAサイズ>」                                    | OVA『またまたセイバーマリオネットJ』オープニングテーマ                         |
| 6月18日  | またまたセイバーマリオネットJ ジャポネス 吟詠詩集真打ち                                          | 林原めぐみ                                                                     | 「I'll be there（Ballade Version）」                          | テレビアニメ『セイバーマリオネットJ』エンディングテーマ                        |
| 7月3日   | ロスト・ユニバース トラックス・コンテンツ①                                                       | 林原めぐみ                                                                     | 「〜infinity〜∞（TV Size）」                                  | テレビアニメ『ロスト・ユニバース』オープニングテーマ                           |
| 7月3日   | ロスト・ユニバース トラックス・コンテンツ①                                                       | 林原めぐみ                                                                     | 「EXTRICATION（TV Size）」                                    | テレビアニメ『ロスト・ユニバース』エンディングテーマ                           |
| 8月6日   | raks-ati 〜君を守る〜                                                                            | 林原めぐみ                                                                     | 「raks-ati 〜君を守る〜」                                     | PlayStation『3×3 EYES 〜転輪王幻夢〜』オープニングテーマ                       |
| 9月4日   | ロスト・ユニバース トラックス・コンテンツ②                                                       | 林原めぐみ                                                                     | 「EXTRICATION <Freak Lounge Mix>」                            | テレビアニメ『ロスト・ユニバース』関連曲                                       |
| 9月4日   | ロスト・ユニバース トラックス・コンテンツ②                                                       | 林原めぐみ                                                                     | 「〜infinity〜∞ <Shooting Star Mix>」                         | テレビアニメ『ロスト・ユニバース』関連曲                                       |
| 10月9日  | スレイヤーズごうじゃす THE MOTION PICTURE "Go"                                                   | 林原めぐみ                                                                     | 「raging waves <TURQUOISE MIX>」                              | 劇場アニメ『スレイヤーズごぅじゃす』関連曲                                     |
| 11月6日  | ロスト・ユニバース トラックス・コンテンツ③                                                       | 林原めぐみ                                                                     | 「〜infinity〜∞ <Future Shock Mix>」                          | テレビアニメ『ロスト・ユニバース』関連曲                                       |
| 11月6日  | ロスト・ユニバース トラックス・コンテンツ③                                                       | 林原めぐみ                                                                     | 「EXTRICATION <Space Dub Mix>」                               | テレビアニメ『ロスト・ユニバース』関連曲                                       |
| 12月16日 | セイバーマリオネットJ to X オリジナルサウンドトラックアルバム 其ノ一「ジャポネス春待月乙女紀行」 | 林原めぐみ                                                                     | 「Proof of Myself <TV size>」                                 | テレビアニメ『セイバーマリオネットJ to X』オープニングテーマ                   |
| 12月16日 | セイバーマリオネットJ to X オリジナルサウンドトラックアルバム 其ノ一「ジャポネス春待月乙女紀行」 | 林原めぐみ、こおろぎさとみ                                                     | 「ゆめ みつけた」                                             | テレビアニメ『セイバーマリオネットJ to X』関連曲                               |
| 12月16日 | セイバーマリオネットJ to X オリジナルサウンドトラックアルバム 其ノ一「ジャポネス春待月乙女紀行」 | 林原めぐみ                                                                     | 「十六夜（La la la Ver.）」                                   | テレビアニメ『セイバーマリオネットJ to X』関連曲                               |
| 12月16日 | セイバーマリオネットJ to X オリジナルサウンドトラックアルバム 其ノ一「ジャポネス春待月乙女紀行」 | 林原めぐみ                                                                     | 「Lively Motion <TV size>」                                   | テレビアニメ『セイバーマリオネットJ to X』エンディングテーマ                   |
| 1999年   |                                                                                                  |                                                                                |                                                               |                                                                                |
| 1月8日   | オリジナルサウンドトラックアルバム 万能文化猫娘DASH!+<plus>                                      | 林原めぐみ                                                                     | 「A HOUSE CAT（OVA SIZE）」                                   | OVA『万能文化猫娘DASH!』オープニングテーマ                                     |
| 1月8日   | オリジナルサウンドトラックアルバム 万能文化猫娘DASH!+<plus>                                      | 林原めぐみ                                                                     | 「幸せは小さなつみかさね（OVA SIZE）」                        | OVA『万能文化猫娘DASH!』エンディングテーマ                                     |
| 2月18日  | セイバーマリオネットJ to X 歌集『ジャポネス初花月乙女紀行』                                      | 林原めぐみ、こおろぎさとみ                                                     | 「ゆめ みつけた（La la la Ver.）」                            | テレビアニメ『セイバーマリオネットJ to X』関連曲                               |
| 5月19日  | セイバーマリオネットJ to X 音楽集『ジャポネス吹喜月乙女紀行』                                    | 林原めぐみ                                                                     | 「Proof of Myself（TV size・Type-II）」                       | テレビアニメ『セイバーマリオネットJ to X』オープニングテーマ                   |
| 5月19日  | セイバーマリオネットJ to X 音楽集『ジャポネス吹喜月乙女紀行』                                    | 林原めぐみ                                                                     | 「Lively Motion（TV size・Type-II）」                         | テレビアニメ『セイバーマリオネットJ to X』エンディングテーマ                   |
| 5月19日  | セイバーマリオネットJ to X 音楽集『ジャポネス吹喜月乙女紀行』                                    | 林原めぐみ、白鳥由里、平松晶子                                                 | 「いっしょに」                                                | テレビアニメ『セイバーマリオネットJ to X』関連曲                               |
| 6月4日   | the BEST of SLAYERS [from TV & RADIO]                                                            | 林原めぐみ、奥井雅美                                                           | 「眠れない夜は…（REMIX）」                                    | テレビアニメ『スレイヤーズ』関連曲                                             |
| 6月4日   | the BEST of SLAYERS [from TV & RADIO]                                                            | 林原めぐみ                                                                     | 「EXIT→RUNNING（REMIX）」                                     | テレビアニメ『スレイヤーズ』関連曲                                             |
| 6月4日   | the BEST of SLAYERS [from TV & RADIO]                                                            | 林原めぐみ、鈴木真仁                                                           | 「乙女の祈り（REMIX）」                                       | テレビアニメ『スレイヤーズ』関連曲                                             |
| 6月4日   | the BEST of SLAYERS [from TV & RADIO]                                                            | 林原めぐみ、松本保典、緑川光、鈴木真仁                                         | 「SLAYERS 4 the future」                                      | テレビアニメ『スレイヤーズ』関連曲                                             |
| 6月4日   | the BEST of LOST UNIVERSE [from TV]                                                              | 林原めぐみ                                                                     | 「EXTRICATION（P.G.F. Perfumix）」                            | テレビアニメ『ロスト・ユニバース』関連曲                                       |
| 6月4日   | the BEST of LOST UNIVERSE [from TV]                                                              | 林原めぐみ                                                                     | 「〜infinity〜∞（Red Zone Mix）」                             | テレビアニメ『ロスト・ユニバース』関連曲                                       |
| 6月4日   | the BEST of LOST UNIVERSE [from TV]                                                              | 林原めぐみ                                                                     | 「ときを越えて」                                              | テレビアニメ『ロスト・ユニバース』関連曲                                       |
| 12月16日 | SABER MARIONETTE VOCAL HISTORY from "J"→"JtoX" and "R"                                           | 林原めぐみ                                                                     | 「hesitation（REMIX）」                                       | テレビアニメ『セイバーマリオネット』関連曲                                     |
| 12月16日 | SABER MARIONETTE VOCAL HISTORY from "J"→"JtoX" and "R"                                           | 林原めぐみ                                                                     | 「Proof of Myself（REMIX）」                                  | テレビアニメ『セイバーマリオネット』関連曲                                     |
| 12月16日 | SABER MARIONETTE VOCAL HISTORY from "J"→"JtoX" and "R"                                           | 林原めぐみ・こおろぎさとみ                                                     | 「ゆめ みつけた（REMIX）」                                    | テレビアニメ『セイバーマリオネット』関連曲                                     |
| 12月16日 | SABER MARIONETTE VOCAL HISTORY from "J"→"JtoX" and "R"                                           | 林原めぐみ                                                                     | 「Lively Motion（REMIX）」                                    | テレビアニメ『セイバーマリオネット』関連曲                                     |
| 12月16日 | SABER MARIONETTE VOCAL HISTORY from "J"→"JtoX" and "R"                                           | 林原めぐみ、白鳥由里、平松晶子                                                 | 「いっしょに（REMIX）」                                       | テレビアニメ『セイバーマリオネット』関連曲                                     |
| 2000年   |                                                                                                  |                                                                                |                                                               |                                                                                |
| 5月24日  | ブースカ!ブースカ!! 音楽集之弐・替玉!                                                            | 林原めぐみ                                                                     | 「ブースカ!ブースカ!!（TVサイズ）」                           | テレビ東京系『ブースカ! ブースカ!!』オープニングテーマ                         |
| 5月24日  | ブースカ!ブースカ!! 音楽集之弐・替玉!                                                            | 林原めぐみ                                                                     | 「晴れときどき晴れ（TVサイズ）」                              | テレビ東京系『ブースカ! ブースカ!!』エンディングテーマ                         |
| 7月19日  | MERMAID                                                                                          | GLAY                                                                           | 「ROCK ICON」                                                 |                                                                                |
| 9月21日  | オリジナルサウンドファイル ラブひな                                                              | 林原めぐみ                                                                     | 「サクラサク <ON AIR SIZE>」                                  | テレビアニメ『ラブひな』オープニングテーマ                                     |
| 9月21日  | オリジナルサウンドファイル ラブひな                                                              | 林原めぐみ                                                                     | 「君さえいれば <ON AIR SIZE>」                                | テレビアニメ『ラブひな』エンディングテーマ                                     |
| 12月21日 | 無敵王トライゼノン パーフェクトサウンドデータ -覚醒篇-                                           | 林原めぐみ                                                                     | 「unsteady（TV ver.）」                                       | テレビアニメ『無敵王トライゼノン』オープニングテーマ                           |
| 12月21日 | 無敵王トライゼノン パーフェクトサウンドデータ -覚醒篇-                                           | 林原めぐみ                                                                     | 「lost in you（TV ver.）」                                    | テレビアニメ『無敵王トライゼノン』エンディングテーマ                           |
| 2001年   |                                                                                                  |                                                                                |                                                               |                                                                                |
| 1月24日  | 〜サイレント・イヴ〜 ラブひな WINTER SPECIAL                                                     | 林原めぐみ                                                                     | 「はじまりはここから」                                        | テレビアニメ『ラブひな』最終回エンディングテーマ                               |
| 3月7日   | Tales of Eternia -the animation- オリジナルサウンドトラック「トスウク」                          | 林原めぐみ                                                                     | 「未来からの望郷」                                            | テレビアニメ『テイルズ オブ エターニア』挿入歌                                 |
| 6月6日   | 〜キミ サクラチルナカレ!!〜 ラブひな SPRING SPECIAL                                              | 林原めぐみ                                                                     | 「はじまりはここから <ON AIR SIZE>」                          | テレビアニメ『ラブひな』最終回エンディングテーマ                               |
| 6月27日  | コミックスイメージアルバム シャーマンキング                                                      | 林原めぐみ                                                                     | 「りんごウラミウタ」                                          | コミック『シャーマンキング』イメージソング                                     |
| 2002年   |                                                                                                  |                                                                                |                                                               |                                                                                |
| 3月27日  | シャーマンキング ボーカルコレクション 歌の万辞苑                                                 | 林原めぐみ                                                                     | 「Over Soul（TV VERSION）」                                   | テレビアニメ『シャーマンキング』オープニングテーマ                             |
| 3月27日  | シャーマンキング ボーカルコレクション 歌の万辞苑                                                 | 林原めぐみ                                                                     | 「trust you（TV VERSION）」                                   | テレビアニメ『シャーマンキング』エンディングテーマ                             |
| 5月22日  | アベノ橋魔法☆商店街 オリジナルサウンドトラック アベノ橋魔法☆音楽館                               | 林原めぐみ                                                                     | 「Treat or Goblins（TV size）」                               | テレビアニメ『アベノ橋魔法☆商店街』オープニングテーマ                          |
| 5月22日  | アベノ橋魔法☆商店街 オリジナルサウンドトラック アベノ橋魔法☆音楽館                               | 林原めぐみ                                                                     | 「あなたの心に（TV size）」                                   | テレビアニメ『アベノ橋魔法☆商店街』エンディングテーマ                          |
| 6月26日  | シャーマンキング MELODY of THE SPIRITS 〜精霊達のしらべ〜                                        | 林原めぐみ                                                                     | 「Northern lights（TV VERSION）」                             | テレビアニメ『シャーマンキング』オープニングテーマ                             |
| 6月26日  | シャーマンキング MELODY of THE SPIRITS 〜精霊達のしらべ〜                                        | 林原めぐみ                                                                     | 「おもかげ（TV VERSION）」                                    | テレビアニメ『シャーマンキング』エンディングテーマ                             |
| 10月23日 | シャーマンキング ドラマ&キャラクターソングアルバム 恐山ル・ヴォワール 〜prologue to shaman〜     | 林原めぐみ                                                                     | 「Northern lights（ballade version）」                        | テレビアニメ『シャーマンキング』関連曲                                         |
| 2007年   |                                                                                                  |                                                                                |                                                               |                                                                                |
| 2月21日  | がくえんゆーとぴあ まなびストレート! ♥オリジナルサウンドトラック♥ 聖桜生徒会 アンサンブルI       | 林原めぐみ                                                                     | 「A Happy Life TV-Size Ver.」                                 | テレビアニメ『がくえんゆーとぴあ まなびストレート!』オープニングテーマ         |
| 2月21日  | がくえんゆーとぴあ まなびストレート! ♥オリジナルサウンドトラック♥ 聖桜生徒会 アンサンブルI       | 林原めぐみ                                                                     | 「Lucky & Happy TV-Size Ver.」                                | テレビアニメ『がくえんゆーとぴあ まなびストレート!』エンディングテーマ         |
| 2009年   |                                                                                                  |                                                                                |                                                               |                                                                                |
| 7月8日   | ヱヴァンゲリヲン新劇場版:破 オリジナルサウンドトラック                                           | 林原めぐみ                                                                     | 「今日の日はさようなら」                                      | 劇場アニメ『ヱヴァンゲリヲン新劇場版:破』挿入歌                                |
| 7月8日   | ヱヴァンゲリヲン新劇場版:破 オリジナルサウンドトラック                                           | 林原めぐみ                                                                     | 「翼をください」                                              | 劇場アニメ『ヱヴァンゲリヲン新劇場版:破』挿入歌                                |
| 7月8日   | ヱヴァンゲリヲン新劇場版:破 オリジナルサウンドトラック                                           | 林原めぐみ                                                                     | 「今日の日はさようなら - Tribute to "Sound of Music"」        | 劇場アニメ『ヱヴァンゲリヲン新劇場版:破』挿入歌                                |
| 7月8日   | ヱヴァンゲリヲン新劇場版:破 オリジナルサウンドトラック                                           | 林原めぐみ                                                                     | 「翼をください - Tribute to "Sound of Music"」                | 劇場アニメ『ヱヴァンゲリヲン新劇場版:破』挿入歌                                |
| 11月25日 | Love & Peace = パラダイス                                                                        | 真野恵里菜                                                                     | 「Love & Peace = パラダイス（feat. ハローキティ）」           | 子供番組『キティズパラダイス peace』エンディングテーマ                         |
| 12月23日 | スタ☆リミ                                                                                        | 林原めぐみ                                                                     | 「Give a reason 〜iXUS PASSiON REMiX〜」                      |                                                                                |
| 12月23日 | スタ☆リミ                                                                                        | 林原めぐみ                                                                     | 「集結の園へ 〜PASSiON'S WORLD MiX〜」                        |                                                                                |
| 2014年   |                                                                                                  |                                                                                |                                                               |                                                                                |
| 12月24日 | THE WORLD! EVANGELION JAZZ NIGHT =THE TOKYO III JAZZ CLUB=                                       | 林原めぐみ                                                                     | 「COME SWEET DEATH, SECOND IMPACT」                           | テレビアニメ『新世紀エヴァンゲリオン』関連曲                                   |
| 12月24日 | THE WORLD! EVANGELION JAZZ NIGHT =THE TOKYO III JAZZ CLUB=                                       | 林原めぐみ                                                                     | 「DILEMMATIC TRIANGLE OPERA」                                 | テレビアニメ『新世紀エヴァンゲリオン』関連曲                                   |
| 12月24日 | THE WORLD! EVANGELION JAZZ NIGHT =THE TOKYO III JAZZ CLUB=                                       | 林原めぐみ                                                                     | 「THE IMAGE OF BLACK ME」                                     | テレビアニメ『新世紀エヴァンゲリオン』関連曲                                   |
| 2015年   |                                                                                                  |                                                                                |                                                               |                                                                                |
| 11月11日 | 日本アニメ（ーター）見本市 ヴォーカルコレクション                                                | 林原めぐみ                                                                     | 「SKY5」                                                      | 日本アニメ（ーター）見本市「そこからの明日。」挿入歌                           |
| 2017年   |                                                                                                  |                                                                                |                                                               |                                                                                |
| 12月27日 | うしおそうじ（鷺巣富雄）ピープロ全曲集                                                           | 高橋洋子                                                                       | 「マグマ大使」                                                |                                                                                |
| 12月27日 | うしおそうじ（鷺巣富雄）ピープロ全曲集                                                           | 高橋洋子                                                                       | 「ヤダモンの歌（白黒歌入り）」                                |                                                                                |
| 12月27日 | うしおそうじ（鷺巣富雄）ピープロ全曲集                                                           | 林原めぐみ                                                                     | 「ヤダモンの歌（めぐみのみ）」                                |                                                                                |
| 12月27日 | うしおそうじ（鷺巣富雄）ピープロ全曲集                                                           | 林原めぐみ                                                                     | 「ヤダモンの歌（皆やぁ）」                                    |                                                                                |
| 2019年   |                                                                                                  |                                                                                |                                                               |                                                                                |
| 7月24日  | オリジナル・サウンドトラック からくり大サーカス                                                  | 林ゆうき & 林原めぐみ                                                          | 「しろがねの子守唄_Acoustic Guitar Ver.」                     | テレビアニメ『からくりサーカス』イメージソング                                 |
| 7月24日  | オリジナル・サウンドトラック からくり大サーカス                                                  | 林ゆうき & 林原めぐみ                                                          | 「しろがねの子守唄」                                          | テレビアニメ『からくりサーカス』イメージソング                                 |
| 2021年   |                                                                                                  |                                                                                |                                                               |                                                                                |
| 3月17日  | Shiro SAGISU Music from "SHIN EVANGELION"                                                        | 林原めぐみ                                                                     | 「VOYAGER〜日付のない墓標」                                   | 劇場アニメ『シン・エヴァンゲリオン劇場版𝄇』挿入歌                              |
| 3月17日  | Shiro SAGISU Music from "SHIN EVANGELION"                                                        | 林原めぐみ                                                                     | 「VOYAGER〜日付のない墓標 =suppa duppa bossa=」               | 劇場アニメ『シン・エヴァンゲリオン劇場版𝄇』挿入歌                              |
| 2022年   |                                                                                                  |                                                                                |                                                               |                                                                                |
| 5月25日  | 「SHAMAN KING」キャラクターソング集                                                              | 林原めぐみ                                                                     | 「Soul salvation 〜Flowering period〜」                       | テレビアニメ『SHAMAN KING』関連曲                                              |
| 2023年   |                                                                                                  |                                                                                |                                                               |                                                                                |
| 3月8日   | EVANGELION:3.0+1.0 THRICE UPON A TIME original sound track                                       | 林原めぐみ                                                                     | 「4EM38 VOYAGER〜日付のない墓標」                             | 劇場アニメ『シン・エヴァンゲリオン劇場版𝄇』挿入歌                              |

### タイアップ曲
| 楽曲                               | タイアップ                                                                                   | 収録作品                                       |
| ---------------------------------- | -------------------------------------------------------------------------------------------- | ---------------------------------------------- |
| 約束だよ                           | テレビ東京系テレビアニメ『小さなアヒルの大きな愛の物語 あひるのクワック』オープニングテーマ  | シングル「約束だよ」                           |
| ハッピー・ハッピー                 | テレビ東京系テレビアニメ『小さなアヒルの大きな愛の物語 あひるのクワック』エンディングテーマ  | シングル「約束だよ」                           |
| 虹色のSneaker                      | ラジオ関西系『林原めぐみのHeartful Station』テーマソング                                     | シングル「虹色のSneaker」                      |
| 夢を抱きしめて                     | 日本テレビ系テレビアニメ『魔法のプリンセス ミンキーモモ 夢を抱きしめて』オープニングテーマ   | シングル「夢を抱きしめて」                     |
| 好きより大好きミンキースマイル!    | 日本テレビ系テレビアニメ『魔法のプリンセス ミンキーモモ 夢を抱きしめて』エンディングテーマ   | シングル「夢を抱きしめて」                     |
| 私にハッピーバースデイ             | OVA『万能文化猫娘』第1期オープニングテーマ                                                   | アルバム『Perfume』                            |
| 春猫不思議月夜 -おしえてHappiness- | OVA『万能文化猫娘』第1期エンディングテーマ                                                   | シングル「春猫不思議月夜 -おしえてHappiness-」 |
| Touch me softly                    | OVA『万能文化猫娘』第1期イメージソング                                                       | シングル「春猫不思議月夜 -おしえてHappiness-」 |
| Tokyo Boogie Night                 | TBSラジオ系『林原めぐみのTokyo Boogie Night』テーマソング                                    | アルバム『WHATEVER』                           |
| OUR GOOD DAY… 僕らのGOOD DAY       | テレビ東京系テレビアニメ『熱血最強ゴウザウラー』エンディングテーマ                           | シングル「OUR GOOD DAY… 僕らのGOOD DAY」       |
| 夢 Hurry Up                        | OVA『万能文化猫娘』第2期オープニングテーマ                                                   | シングル「夢 Hurry Up」                        |
| はりきって Trying!                 | OVA『万能文化猫娘』第2期エンディングテーマ                                                   | シングル「夢 Hurry Up」                        |
| Until Strawberry Sherbet           | 文化放送系ラジオドラマ あかほりさとる劇場『爆れつハンター』主題歌                            | シングル「Until Strawberry Sherbet」           |
| Sunday Afternoon                   | 文化放送系ラジオドラマ あかほりさとる劇場『爆れつハンター』エンディングテーマ                | シングル「Until Strawberry Sherbet」           |
| FAI・FAI・TU!                      | 文化放送系ラジオドラマ あかほりさとる劇場『爆れつハンター』エンディングテーマ                | アルバム『Enfleurage』                         |
| Bon Voyage!                        | OVA『MINKY MOMO IN 旅立ちの駅』主題歌                                                        | アルバム『SPHERE』                             |
| Touch and Go!!                     | テレビ東京系テレビアニメ『BLUE SEED』エンディングテーマ                                      | シングル「Touch and Go!!」                     |
| MIDNIGHT BLUE                      | 東映配給劇場アニメ『映画 スレイヤーズ』主題歌                                                | シングル「MIDNIGHT BLUE」                      |
| Shining Girl                       | 東映配給劇場アニメ『映画 スレイヤーズ』イメージソング                                        | シングル「MIDNIGHT BLUE」                      |
| Going History                      | TBSラジオ系ラジオドラマ『スレイヤーズEX.』オープニングテーマ                                 | シングル「Going History」                      |
| 灼熱の恋                           | TBSラジオ系ラジオドラマ『スレイヤーズEX.』エンディングテーマ                                 | シングル「Going History」                      |
| Give a reason                      | テレビ東京系テレビアニメ『スレイヤーズNEXT』オープニングテーマ                               | シングル「Give a reason」                      |
| Give a reason                      | テレビアニメ『スレイヤーズEVOLUTION-R』第13話挿入歌                                          | シングル「Give a reason」                      |
| 限りない欲望の中に                 | OVA『スレイヤーズすぺしゃる』主題歌                                                          | シングル「限りない欲望の中に」                 |
| Touch Yourself                     | OVA『スレイヤーズすぺしゃる』挿入歌                                                          | シングル「限りない欲望の中に」                 |
| Touch Yourself                     | セガサターン, PlayStation用ゲームソフト『スレイヤーズろいやる』テーマソング                  | シングル「限りない欲望の中に」                 |
| Just be conscious                  | 配給劇場アニメ『スレイヤーズRETURN』主題歌                                                   | シングル「Just be conscious」                  |
| RUN ALL THE WAY!                   | 配給劇場アニメ『スレイヤーズRETURN』イメージソング                                           | シングル「Just be conscious」                  |
| RUN ALL THE WAY!                   | OVA『スレイヤーズすぺしゃる』挿入歌                                                          | シングル「Just be conscious」                  |
| Successful Mission                 | テレビ東京系テレビアニメ『セイバーマリオネットJ』オープニングテーマ                          | シングル「Successful Mission」                 |
| I'll be there                      | テレビ東京系テレビアニメ『セイバーマリオネットJ』エンディングテーマ                          | シングル「Successful Mission」                 |
| don't be discouraged               | テレビ東京系テレビアニメ『スレイヤーズTRY』エンディングテーマ                                | シングル「don't be discouraged」               |
| Breeze                             | テレビ東京系テレビアニメ『スレイヤーズTRY』オープニングテーマ                                | シングル「don't be discouraged」               |
| Reflection                         | 東映配給劇場アニメ『スレイヤーズぐれえと』主題歌                                             | シングル「Reflection」                         |
| GLORIA〜君に届けたい〜             | 東映配給劇場アニメ『スレイヤーズぐれえと』イメージソング                                     | シングル「Reflection」                         |
| Fine colorday                      | テレビ東京系テレビアニメ『万能文化猫娘』オープニングテーマ                                   | シングル「Fine colorday」                      |
| おやすみなさい 明日はおはよう      | テレビ東京系テレビアニメ『万能文化猫娘』エンディングテーマ                                   | シングル「Fine colorday」                      |
| 〜infinity〜∞                      | テレビ東京系テレビアニメ『ロスト・ユニバース』オープニングテーマ                             | シングル「〜infinity〜∞」                      |
| EXTRICATION                        | テレビ東京系テレビアニメ『ロスト・ユニバース』エンディングテーマ                             | シングル「〜infinity〜∞」                      |
| raging waves                       | 東映配給劇場アニメ『スレイヤーズごぅじゃす』主題歌                                           | シングル「raging waves」                       |
| I & Myself                         | セガサターン, PlayStation用ゲームソフト『スレイヤーズろいやる2』テーマソング                 | シングル「raging waves」                       |
| A HOUSE CAT                        | OVA『万能文化猫娘DASH!』オープニングテーマ                                                   | シングル「A HOUSE CAT」                        |
| 幸せは小さなつみかさね             | OVA『万能文化猫娘DASH!』エンディングテーマ                                                   | シングル「A HOUSE CAT」                        |
| Proof of Myself                    | テレビ東京系テレビアニメ『セイバーマリオネットJtoX』オープニングテーマ                       | シングル「Proof of Myself」                    |
| Lively Motion                      | テレビ東京系テレビアニメ『セイバーマリオネットJtoX』エンディングテーマ                       | シングル「Proof of Myself」                    |
| question at me                     | テレビ朝日系『千年王国III銃士ヴァニーナイツ』主題歌                                          | シングル「question at me」                     |
| ブースカ!ブースカ!!                | テレビ東京系『ブースカ! ブースカ!!』オープニングテーマ                                       | シングル「ブースカ!ブースカ!!」                |
| 晴れときどき晴れ                   | テレビ東京系『ブースカ! ブースカ!!』エンディングテーマ                                       | シングル「ブースカ!ブースカ!!」                |
| サクラサク                         | テレビ東京系テレビアニメ『ラブひな』オープニングテーマ                                       | シングル「サクラサク」                         |
| 君さえいれば                       | テレビ東京系テレビアニメ『ラブひな』エンディングテーマ                                       | シングル「サクラサク」                         |
| unsteady                           | TBS系テレビアニメ『無敵王トライゼノン』オープニングテーマ                                    | シングル「unsteady」                           |
| lost in you                        | TBS系テレビアニメ『無敵王トライゼノン』エンディングテーマ                                    | シングル「unsteady」                           |
| Over Soul                          | テレビ東京系テレビアニメ『シャーマンキング』オープニングテーマ                               | シングル「Over Soul」                          |
| Over Soul                          | PlayStation用ゲームソフト『シャーマンキング スピリット オブ シャーマンズ』オープニングテーマ | シングル「Over Soul」                          |
| Over Soul                          | ドラマCD『シャーマンキング 恐山ル・ヴォワール』オープニングテーマ                            | シングル「Over Soul」                          |
| trust you                          | テレビ東京系テレビアニメ『シャーマンキング』エンディングテーマ                               | シングル「Over Soul」                          |
| feel well                          | 東映配給劇場アニメ『スレイヤーズぷれみあむ』主題歌                                           | シングル「feel well」                          |
| ルンバ・ルンバ                     | 東映配給劇場アニメ『スレイヤーズぷれみあむ』イメージソング                                   | シングル「feel well」                          |
| brave heart                        | テレビ東京系テレビアニメ『シャーマンキング』挿入歌                                           | シングル「brave heart」                        |
| Northern lights                    | テレビ東京系テレビアニメ『シャーマンキング』オープニングテーマ                               | シングル「Northern lights」                    |
| おもかげ                           | テレビ東京系テレビアニメ『シャーマンキング』エンディングテーマ                               | シングル「Northern lights」                    |
| Tokyo Boogie Night [2002 version]  | TBSラジオ系『林原めぐみのTokyo Boogie Night』テーマソング                                    | アルバム『feel well』                          |
| Treat or Goblins                   | テレビアニメ『アベノ橋魔法☆商店街』オープニングテーマ                                        | シングル「Treat or Goblins」                   |
| あなたの心に                       | テレビアニメ『アベノ橋魔法☆商店街』エンディングテーマ                                        | シングル「Treat or Goblins」                   |
| faint love                         | テレビ東京系テレビアニメ『朝霧の巫女』オープニングテーマ                                     | シングル「KOIBUMI」                            |
| 朝未き・夜渡り                     | テレビ東京系テレビアニメ『朝霧の巫女』挿入歌                                                 | シングル「KOIBUMI」                            |
| KOIBUMI                            | テレビ東京系テレビアニメ『朝霧の巫女』エンディングテーマ                                     | シングル「KOIBUMI」                            |
| 負けないで、負けないで…            | ラジオ関西系『林原めぐみのHeartful Station』エンディングテーマ                               | シングル「負けないで、負けないで…」            |
| Meet again                         | テレビアニメ『スレイヤーズ』10周年記念イメージソング                                         | シングル「Meet again」                         |
| A Happy Life                       | テレビ東京系テレビアニメ『がくえんゆーとぴあ まなびストレート!』オープニングテーマ           | シングル「A Happy Life」                       |
| おもかげ                           | テレビ東京系テレビアニメ『がくえんゆーとぴあ まなびストレート!』エンディングテーマ           | シングル「A Happy Life」                       |
| Plenty of grit                     | テレビ東京系テレビアニメ『スレイヤーズREVOLUTION』オープニングテーマ                         | シングル「Plenty of grit」                     |
| Revolution                         | テレビ東京系テレビアニメ『スレイヤーズREVOLUTION』エンディングテーマ                         | シングル「Plenty of grit」                     |
| Front breaking                     | テレビアニメ『スレイヤーズEVOLUTION-R』オープニングテーマ                                    | シングル「Front breaking」                     |
| 砂時計                             | テレビアニメ『スレイヤーズEVOLUTION-R』エンディングテーマ                                    | シングル「Front breaking」                     |
| 集結の園へ                         | 『CR新世紀エヴァンゲリオン 〜最後のシ者〜』イメージソング                                    | シングル「集結の園へ」                         |
| 集結の運命                         | 『CRヱヴァンゲリヲン 〜始まりの福音〜』イメージソング                                        | シングル「集結の運命」                         |
| つばさ                             | アニプレックス配給劇場アニメ『マルドゥック・スクランブル 排気』主題歌                        | シングル「つばさ」                             |
| アメイジング・グレイス             | アニプレックス配給劇場アニメ『マルドゥック・スクランブル 排気』挿入歌                        | シングル「つばさ」                             |
| 薄ら氷心中                         | MBS, TBS系テレビアニメ『昭和元禄落語心中』オープニングテーマ                                 | シングル「薄ら氷心中」                         |
| 今際の死神                         | MBS, TBS系テレビアニメ『昭和元禄落語心中 -助六再び篇-』オープニングテーマ                    | シングル「今際の死神」                         |
| 集結の園へ 〜セカンドインパクト〜  | 『CRヱヴァンゲリヲンX』搭載曲                                                                | アルバム『Fifty〜Fifty』                       |
| Soul salvation                     | テレビ東京系テレビアニメ『SHAMAN KING』オープニングテーマ                                    | シングル「Soul salvation」                     |
| ＃ボクノユビサキ                   | テレビ東京系テレビアニメ『SHAMAN KING』エンディングテーマ                                    | シングル「Soul salvation」                     |
| 集結の果てに                       | 『Pゴジラ対エヴァンゲリオン 〜G細胞覚醒〜』テーマソング                                      | シングル「集結の果てに」                       |
| 集結の時 〜Territory〜             | 『Pゴジラ対エヴァンゲリオン 〜G細胞覚醒〜』テーマソング                                      | シングル「集結の果てに」                       |
| 終結の槍                           | 『ぱちんこ シン・エヴァンゲリオン』テーマソング                                              | シングル「終結の槍／終結のはじまり」           |
| 終結のはじまり                     | 『ぱちんこ シン・エヴァンゲリオン』テーマソング                                              | シングル「終結の槍／終結のはじまり」           |
| Gathering                          | 『Pゴジラ対エヴァンゲリオン セカンドインパクトG』テーマソング                                | シングル「Gathering」                          |

### 作詞提供
| 歌手名     | 曲名                         | 収録（初出のみ）           | 年   | 作詞   | 作曲         | セルフカバー                      |
| ---------- | ---------------------------- | -------------------------- | ---- | ------ | ------------ | --------------------------------- |
| 堀江由衣   | 恋ごころ                     | アルバム『楽園』           | 2004 | MEGUMI | Funta        |                                   |
| 保志総一朗 | Starting again               | シングル「Starting again」 | 2007 | MEGUMI | たかはしごう | ベスト・アルバム『VINTAGE White』 |
| 保志総一朗 | いつのまにか大人になった僕ら | アルバム『ONE SONGS』      | 2012 | MEGUMI | 俊龍         |                                   |
| 椿鬼奴     | Brace yourself               | アルバム『IVKI』           | 2018 | MEGUMI | 堂島孝平     |                                   |
| 宮田俊哉   | 僕だけのプリンセス           | アルバム『FREE HUGS!』     | 2019 | MEGUMI | 山田高弘     |                                   |

### ライブ
| 公演年 | 形態       | タイトル                                | 公演日・会場                                    |
| ------ | ---------- | --------------------------------------- | ----------------------------------------------- |
| 2017年 | 単独ライブ | 林原めぐみ1st LIVE -あなたに会いに来て- | 全1公演：6月11日 中野サンプラザホール（東京都） |

## 著作物

### 定期連載
主な長期連載 
- ジャンプアップステーション（『アニメディア』、1991年4月号 - 1994年頃）
- SWEET TIME EXPRESS（『アニメV』、1994年3月号 - 1996年10月号） ※『明日があるさ〜SWEET TIME EXPRESS〜』として単行本化
- HOTひと息（「夕刊フジ」関西版、1996年11月12日 - 1998年9月29日） ※『なんとかなるなる』として単行本化
- 愛たくて逢いたくて…（『月刊ニュータイプ』、1999年1月号 - 2004年9月号） ※『林原めぐみの愛たくて逢いたくて…』として単行本化
- ぴーひゃら生活（『月刊ニュータイプ』、2005年1月号 - 2008年7月号） ※『暮らしを楽しむ 林原めぐみの良・好・生・活』として単行本化

 その他短期連載 
- 子どもたちへ大人たちへ（東京新聞、2002年9月21日 - 2003年7月16日）
- 雨のち、曇りのち、晴れ（「TOKYO HEADLINE」、全12回、2003年9月 - 2004年春）[252]
- （「NHK福祉ネットワーク ひきこもり情報」、全2回、2003年）[65]
- （携帯サイト「ママニティ」、全8回、2008年9月頃）
- 声優の流儀（「読売新聞」火曜夕刊「たしなみ」紙面、全4回、2010年7月27日・8月3日・8月10日・8月17日）

など

### 単行本・文庫
本人の著作によるもの
- 明日があるさ 〜SWEET TIME EXPRESS〜（学習研究社：1996年 ISBN 978-4-05-601425-9）
  - 明日があるさ 〜SWEET TIME EXPRESS〜 【ちょっトク文庫版】（角川書店・角川ティーンズルビー文庫：2001年 ISBN 978-4-04-444501-0）
  - 明日があるさ 〜SWEET TIME EXPRESS〜 【ちょっトク文庫版】（角川書店・角川スニーカー文庫：2002年 ISBN 978-4-04-444502-7）
- REI-レイ- 新世紀エヴァンゲリオン文庫写真詩集（角川書店：1997年 ISBN 978-4-04-341401-7）
- ポケモンえほんシリーズ『プリンちゃんのすてきなゆめ』（小学館：1998年 ISBN 978-4-09-728730-8）
- なんとかなるなる（角川書店：1999年 ISBN 978-4-04-853139-9）
  - なんとかなるなる【ちょっトク文庫版】（角川書店・角川スニーカー文庫：2003年 ISBN 978-4-04-444503-4）
- この星（KTC中央出版：2002年 ISBN 978-4-87758-237-1）
- 林原めぐみの愛たくて逢いたくて…（角川書店：2002年 ISBN 978-4-04-853504-5）
- 林原めぐみの愛たくて逢いたくて…セカンドシーズン（角川書店：2003年 ISBN 978-4-04-853610-3）
- 林原めぐみの愛たくて逢いたくて…ファイナルシーズン（角川書店：2004年 ISBN 978-4-04-853757-5）
- MEGUMINDEX―林原めぐみINTERVIEW BOOK（音楽専科社：2007年 ISBN 978-4-87279-208-9）
- 暮らしを楽しむ 林原めぐみの良・好・生・活（角川書店：2009年 ISBN 978-4-04-854367-5）
- 林原めぐみのぜんぶキャラから教わった 今を生き抜く力（KADOKAWA：2021年 ISBN 9-78-4-04-109252-1）

その他関連書籍
- 楽譜集
  - やさしいピアノソロ 林原めぐみベストコレクション-初級（東京音楽書院：1997年 ISBN 978-4-8114-2757-7）
  - ピアノソロ 声優ソングファイルBOX001 林原めぐみ-初級（東京音楽書院：2000年 ISBN 978-4-8114-4586-1）
  - ピアノソロ 林原めぐみ / VINTAGE S（東京音楽書院：2000年 ISBN 978-4-8114-4743-8）
  - ピアノソロ 林原めぐみ / VINTAGE A（東京音楽書院：2000年 ISBN 978-4-8114-4764-3）
  - やさしく弾ける 林原めぐみ「feel well」+BESTピアノソロ・アルバム（ケイ・エム・ピー：2002年 ISBN 978-4-7732-1962-3）
  - やさしく弾ける 林原めぐみ ピアノソロアルバム「center color」+Singles（ケイ・エム・ピー：2004年 ISBN 978-4-7732-2153-4）

## 受賞歴など
※ 本人・本人の曲・ラジオ番組・演じたキャラクターへの表彰・認定、もしくはランキング1位となったものを記載
- TBSラジオ
  - ゴールデンマイク賞（2001年）[41]
  - ナイスプレー賞（2001年）
- アニメーション神戸96'（現表記：第1回アニメーション神戸）[253][254][255]
  - 部門賞・声優部門（1996年）
- 日本アニメ大賞
  - 個人賞・女性声優部門（1989年度）
  - ファン大賞・女性キャラクター部門（1989年度）
- アニメージュ・アニメグランプリ[50][256]
  - 声優部門 1位（1989年度 - 1993年度、1995年度 - 2001年度）
  - 女性キャラクター部門 1位（1995年度 - 1997年度）
- ボイスアニメージュ
  - 総合グランプリ部門 1位（1998年度 - 1999年度）
  - 女性声優部門 1位（1997年度 - 1999年度）
  - 主演女優部門 1位（1996年度 - 1998年度）
  - 助演女優部門 1位（1998年度 - 2001年度）
  - ラジオパーソナリティ部門 1位（1997年度、1999年度 - 2001年度）
  - 音楽部門
    - アニソンの部 1位（1998年度、2000年度）
    - シングルの部 1位（1999年度）
    - アルバムの部 1位（1996年度 - 1997年度、1999年度）
- アニメディア・アニメキャラ大賞 MVP（1995年度 - 1997年度） ※判明分のみ記載
- ノン子とのび太のアニメスクランブル アニメグランプリ ※判明分のみ記載
  - 最優秀声優賞（1991年、1994年 - 2002年）
  - 最優秀音楽賞（1996年、2001年、2003年）
- mamiのRADIかるコミュニケーション
  - 年間アニメソング 1位（1996年 - 1998年、2000年、2002年）
- SOMETHING DREAMS マルチメディアカウントダウン
  - 年間ランキング 1位（1996年、1998年 - 1999年）
- 平成アニソン大賞[257]
  - 声優ソング賞（1989年 - 1999年）『Give a reason』
- 第38回ベストジーニスト2021「協議会選出部⾨」受賞（2021年度）[258]
- 日本レコード協会 CDゴールドなど認定[注 36]

シングル
| 年度         | 曲名                 | 発売日         |
| ------------ | -------------------- | -------------- |
| 1996年7月度  | Give a reason        | 1996年4月24日  |
| 1997年4月度  | Successful Mission   | 1996年10月23日 |
| 1997年5月度  | don't be discouraged | 1997年4月23日  |
| 1997年7月度  | Reflection           | 1997年4月23日  |
| 2003年10月度 | サクラサク           | 2000年5月24日  |
| 2003年10月度 | Over Soul            | 2001年8月29日  |
| 2003年10月度 | Northern lights      | 2002年3月27日  |

アルバム
| 年度         | 曲名      | 発売日         |
| ------------ | --------- | -------------- |
| 1996年11月度 | bertemu   | 1996年11月1日  |
| 1997年8月度  | Irāvatī   | 1997年8月6日   |
| 1999年11月度 | ふわり    | 1999年10月27日 |
| 2003年10月度 | VINTAGE S | 2000年4月26日  |
| 2003年10月度 | VINTAGE A | 2000年6月21日  |
| 2003年10月度 | feel well | 2002年6月26日  |

有料音楽配信認定
- 着うたフル ダブル・プラチナ：集結の園へ（2015年1月度）※プラチナ認定は2010年6月度、ゴールド認定は2009年5月度
- 着うたフル ゴールド：集結の運命（2011年1月度）、Over Soul、Northern lights（2014年5月度）